# Libelulă
Libelula (Anisoptera), insectă prădătoare caracterizată printr-un corp alungit, zbor agil și două perechi de aripi membranoase aproximativ egale. Ea trăiește sub apă cea mai mare parte a vieții sale, ca nimfă.

## Speciile și cele două subordine

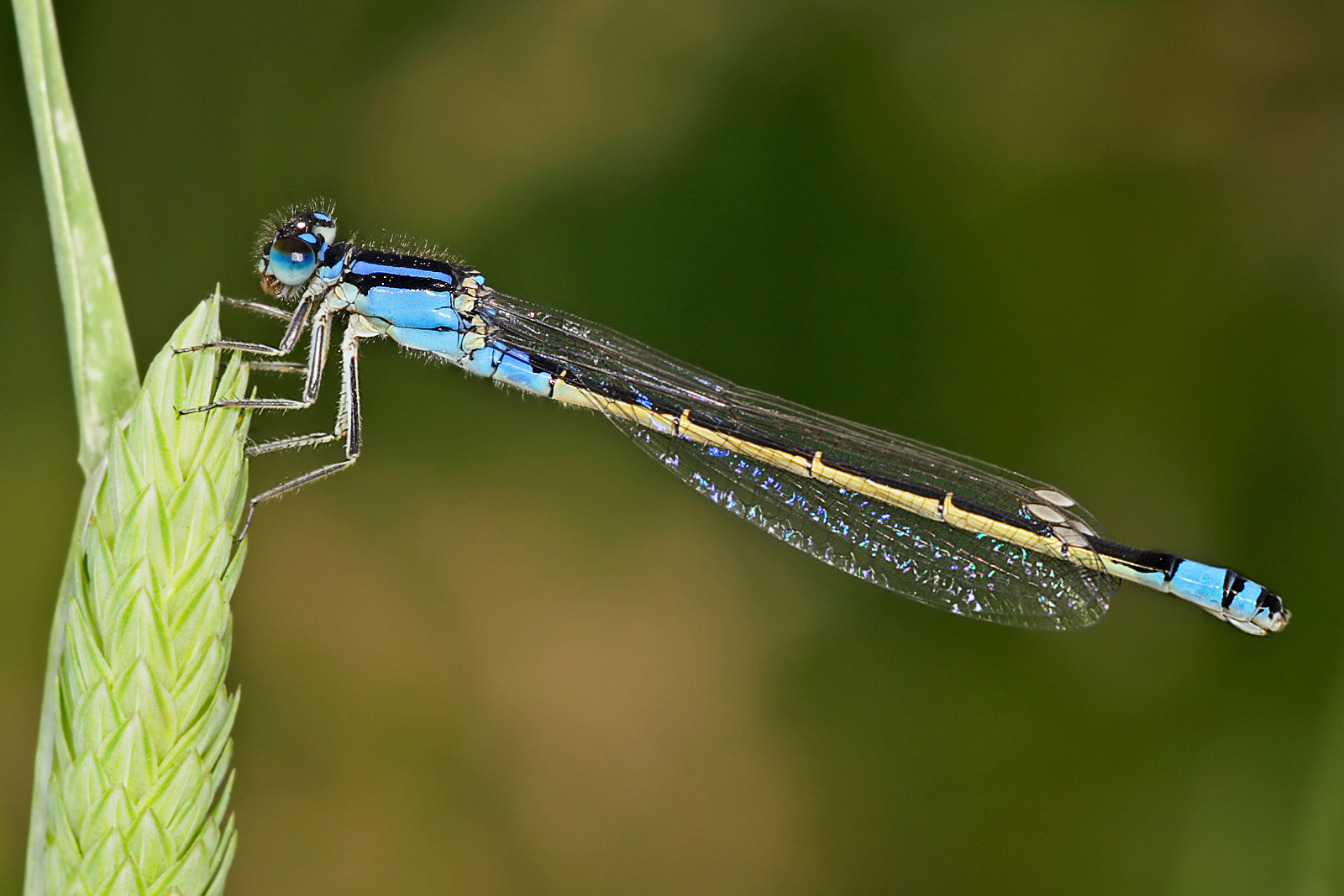
Libelula obișnuită damselfly cu coadă albastră („Ischnura heterosticta”)

Ordinul Odonata este divizat în două subordine, libelula dragonfly (subordin Anisoptera;dragon=engl.zmeu; balaur), care-și ține aripile întinse în stare de repaus și libelula damselfly (subordin Zygoptera, damsel=engl domnișoară, fecioară), care-și ține aripile împreunate deasupra corpului. La ambele ordine aripile nu pot fi decuplate și strânse ca la majoritatea insectelor. 
Aproape 5900 de specii sunt cunoscute.

## Răspândire
Libelulele pot fi găsite în toate regiunile temperate și tropicale ale lumii, în apropierea lacurilor, bălților și râurilor.

## Dimensiuni
Cele mai multe specii de libelule din zonele temperate au între 5–8 cm, dar anvergura aripilor la unele specii tropicale poate atinge 20 cm. Cea mai mare libelulă cunoscută avea o anvergură de 74 cm.

## Culoarea

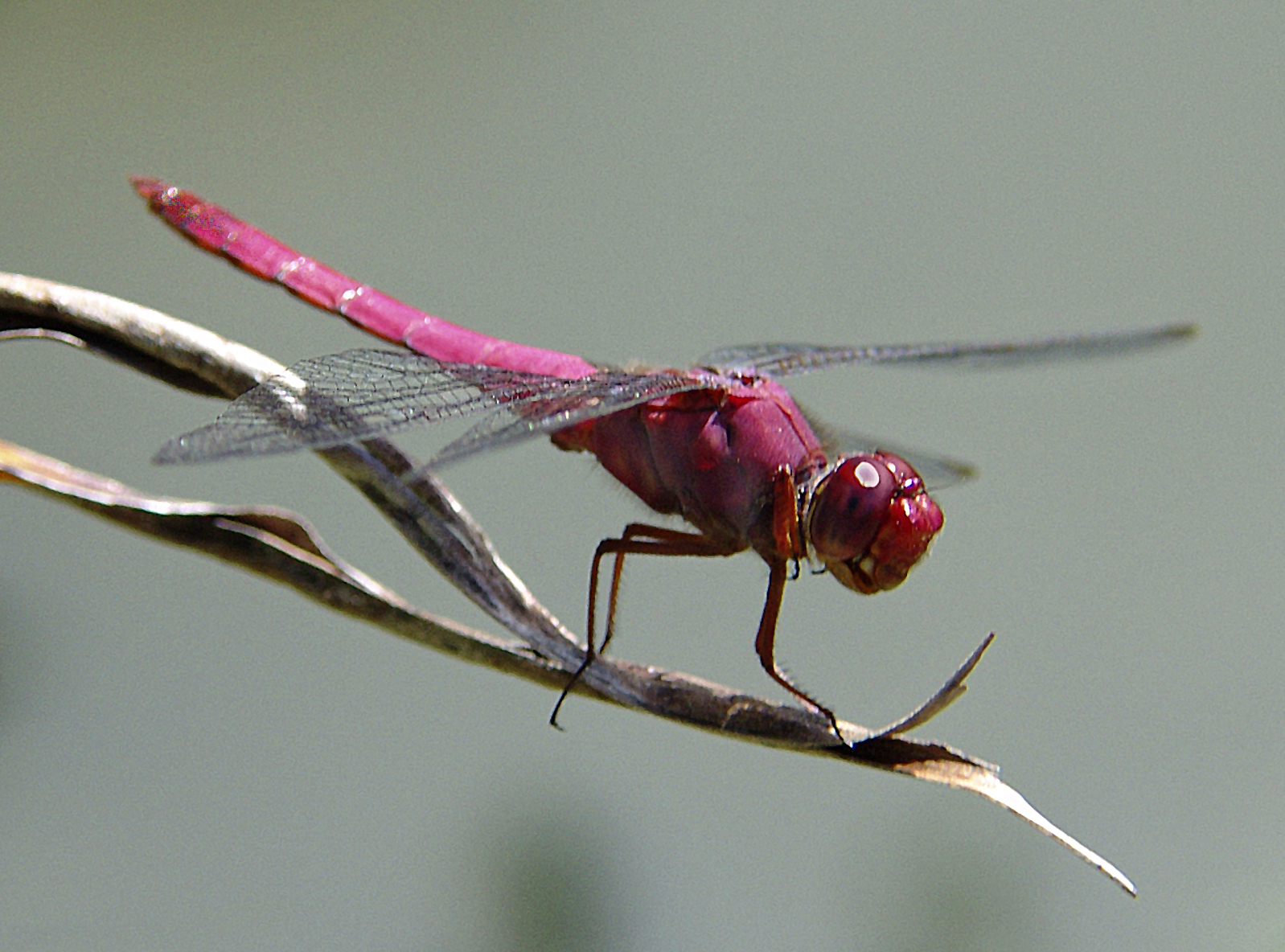
Libelulă

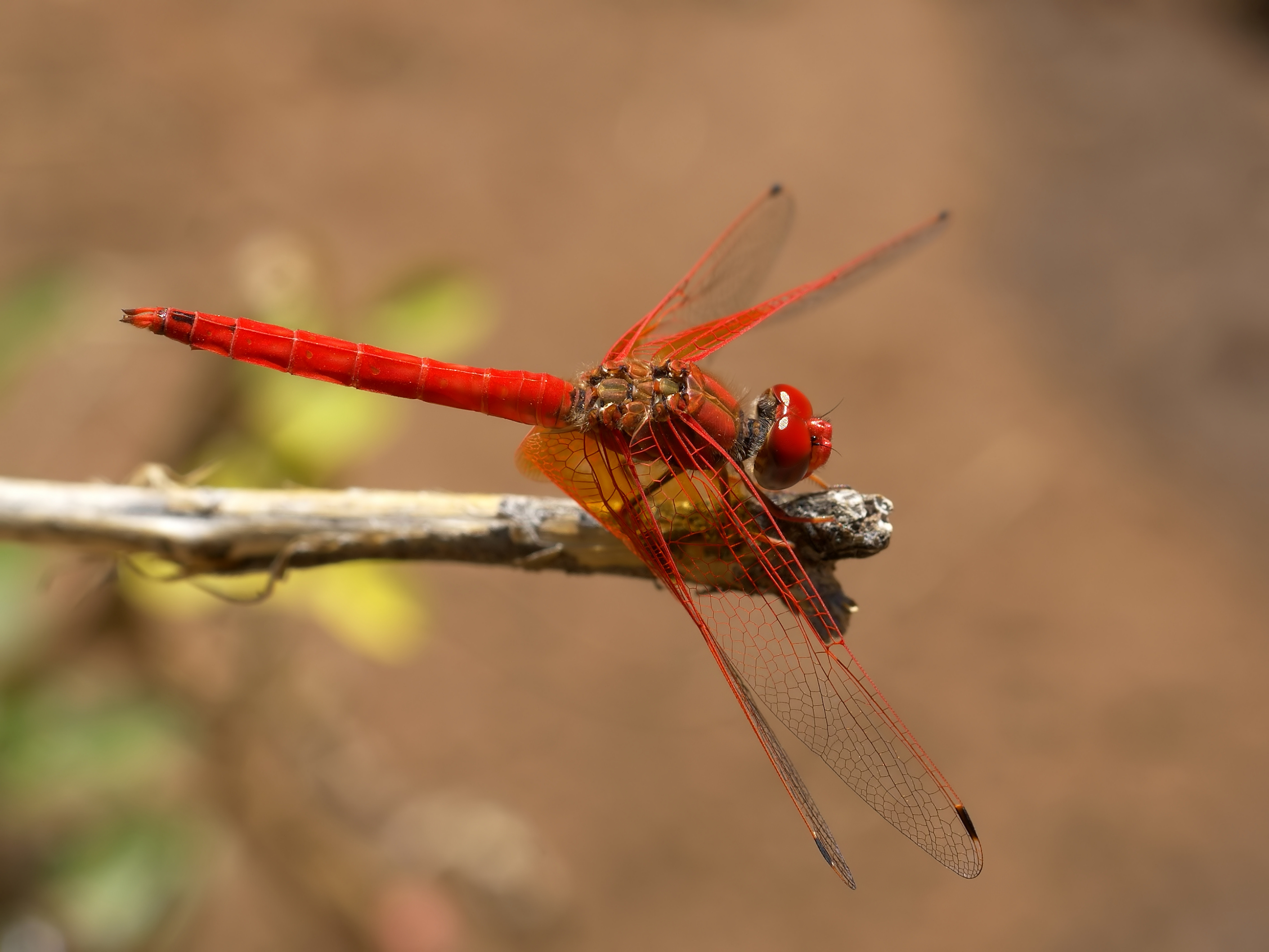
Libelulă din Tsumeb, Namibia (Trithemis kirbyi)

Libelulele pot avea culori foarte diverse, astfel ele pot fi negre, gri, albastre, roșii, galbene, roz, verzi, violet, etc. Nimfa de libelulă nu este colorată, ea capătă culoare la câteva zile după ce a ieșit din apă. Unele libelule își modifică culoarea pe masura trecerii timpului. La unele specii femelele iau culoarea masculilor în timp.

## Deplasarea
În mod normal libelula dragonfly zboară cu 10 mp/h iar cele mai rapide ating 25-30mp/h. Libelule damselfly zboară în general mai lent.
Unele specii de libelulă zboară în roiuri iar unele specii migrează.

## Dezvoltarea libelulelor

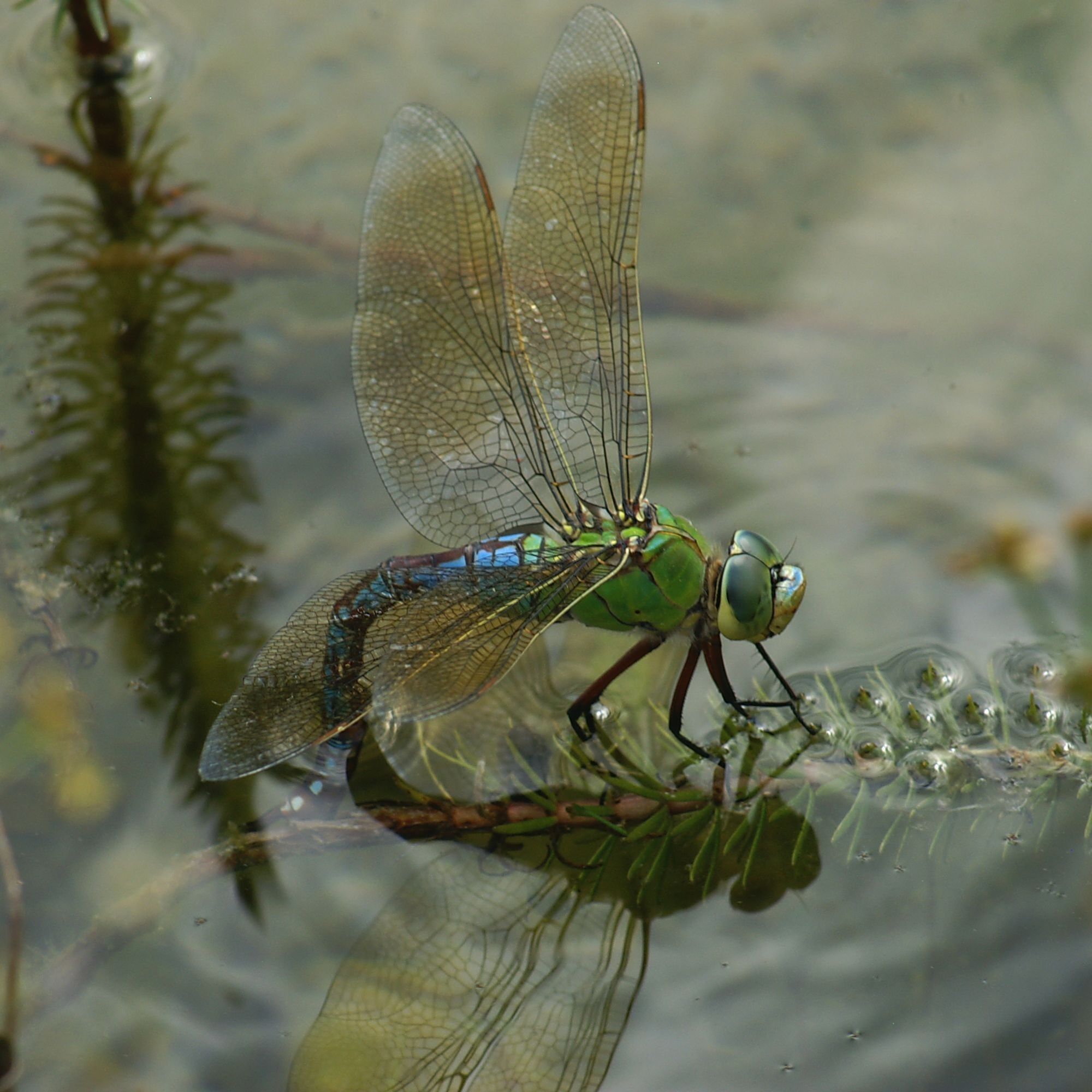
Libelula „Anax imperator”

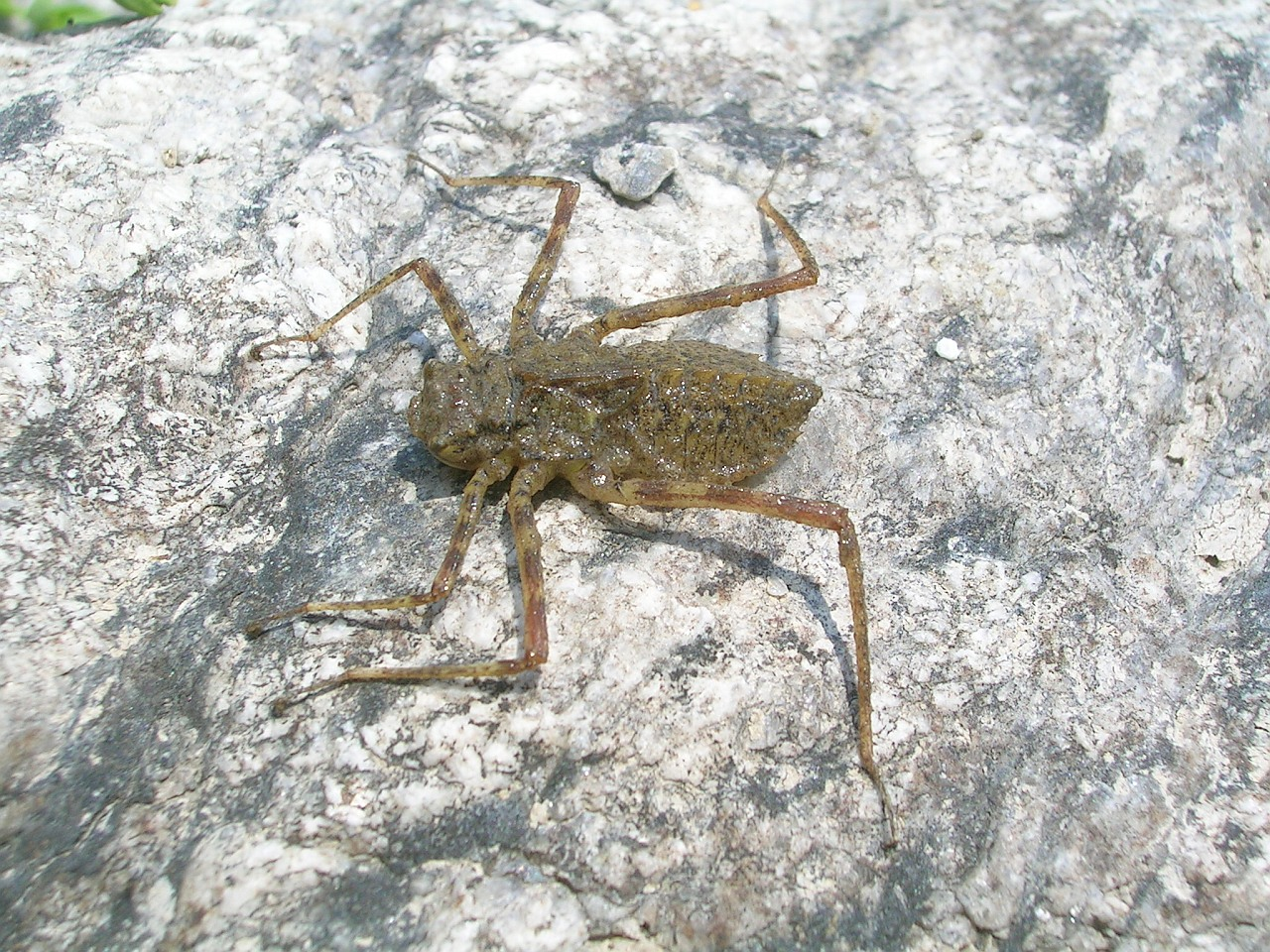
Nimfă de libelulă

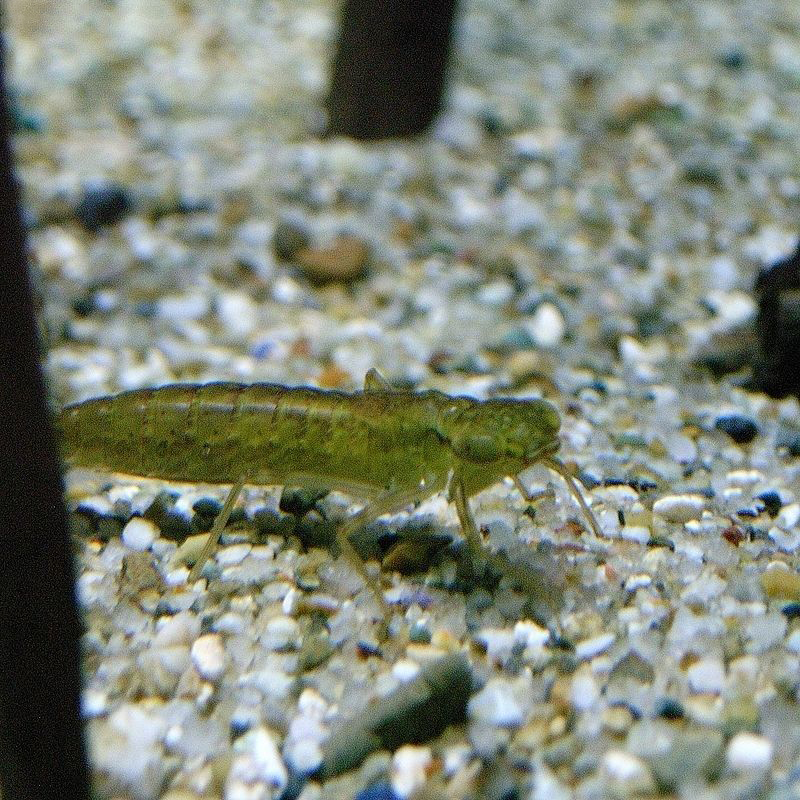
Larvă de libelulă

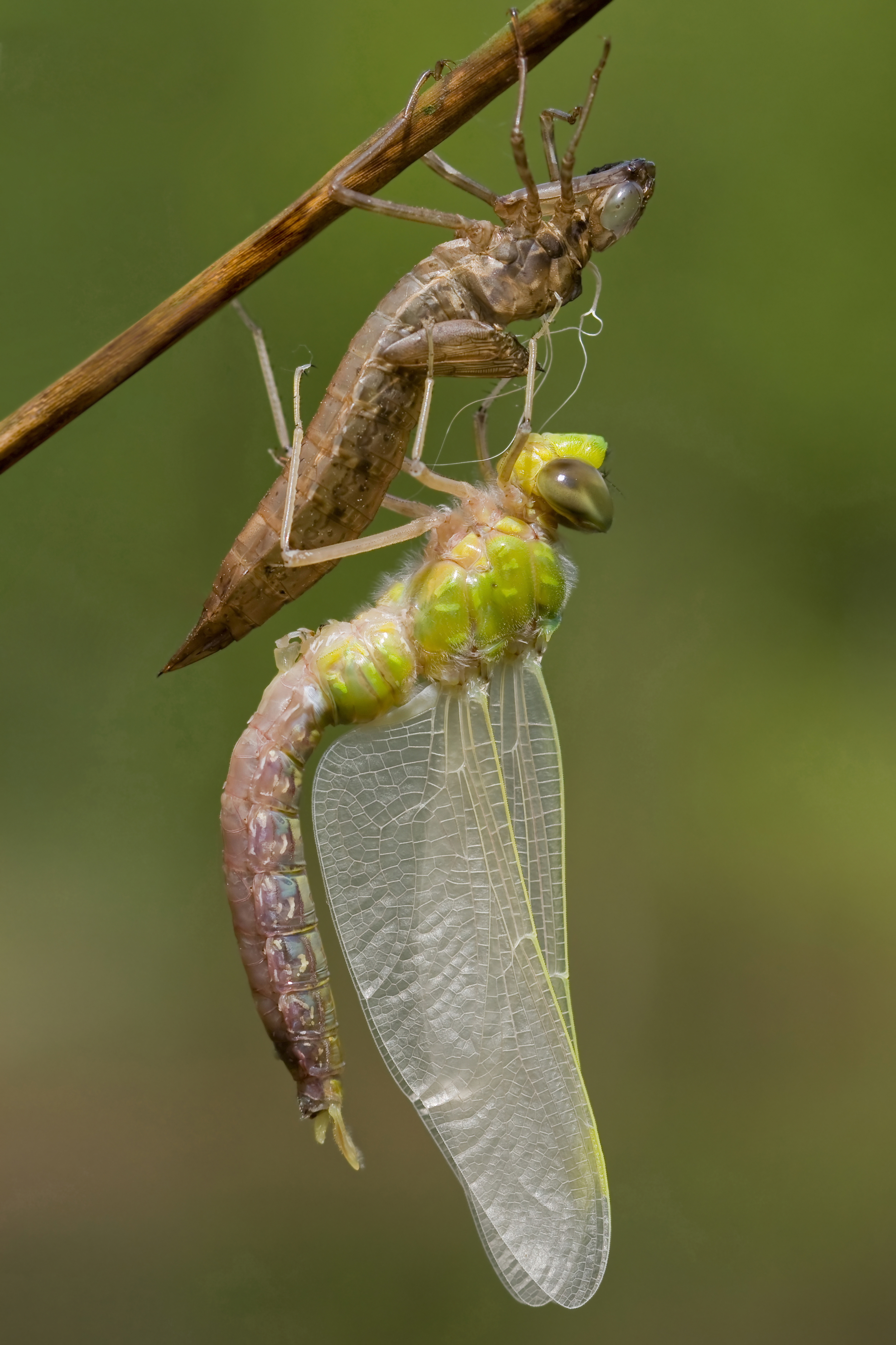
Momentul ieșirii complete din larvă (Anax imperator)

Cele mai multe libelule pur și simplu își lasă să cadă ouăle pe suprafața apei, le atașează de tulpinile plantelor acvatice sau le depun în noroi. Libelulele damselfly și câteva libelule dragonfly își depun ouăle într-o fantă pe care o fac în tulpina plantelor la suprafața sau sub nivelul apei. 

Ouăle se transformă în nimfe care-și petrec întreaga viață în întregime sub apă, hrănindu-se cu animale acvatice. Ele respiră cu ajutorul unor trahee aflate la capătul abdomenului. Unele nimfe de libelule așteaptă nemișcate și atacă prada în trecere cu o viteză și o precizie incredibile. Nimfele pot scăpa de prădători folosind mușchii din partea inferioară a abdomenului care lasă să intre și să iasă apa, ceea ce determină propulsia rapidă în față. Nimfa de dragonfly trăiește de la șase luni la cinci ani, în funcție de temperatura apei și de cantitatea de hrană. Ea năpârlește de zece sau de mai multe ori. Ambele tipuri de libelulă trec printr-o metamorfoză incompletă în timpul dezvoltării lor. Nimfele de damselfly sunt în general mai alungite, mai subțiri decât nimfele de dragonfly. Nimfa iese din apă primăvara, în special noaptea chiar înainte de ultima năpârlire și devine adult înaripat.

Adultul de dragonfly trăiește de la una la două luni în regiunile temperate și până la un an la tropice.
Libelula damselfly trăiește până la 43 de săptămâni.

## Dieta

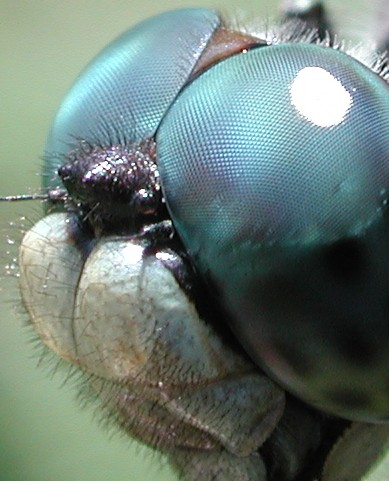
Ochiul libelulei

Libelulele ambelor ordine sunt importante în țesătura trofică a râurilor, lacurilor și bălților . Nimfele de libelulă se hrănesc în mod normal cu nevertebrate, alte libelule iar unele specii pot mânca uneori peștișori sau mormoloci. Ele au o buză inferioară mobilă (labium, numită și ,,the mask"), înzestrată la capăt cu clești, cu care-și înhață prada. Adulții consumă mari cantități de țânțari, musculițe, alte libelule și alte mici insecte zburătoare dar pot mânca și greieri sau fluturi.. Dușmanii naturali ai libelulei adulte sunt păsările, păianjenii, broaștele, libelulele mai mari sau chiar șopârlele. iar pentru nimfe, care trăiesc sub apă, dușmanii sunt peștii, broaștele și alte nevertebrate marine.
Adultul are ochi mari, care îi permit să vadă în aproape toate direcțiile. Libelula are și două antene minuscule, dar ea se bazează în principal pe văzul său foarte bine dezvoltat.

## Reproducerea libelulelor masculi

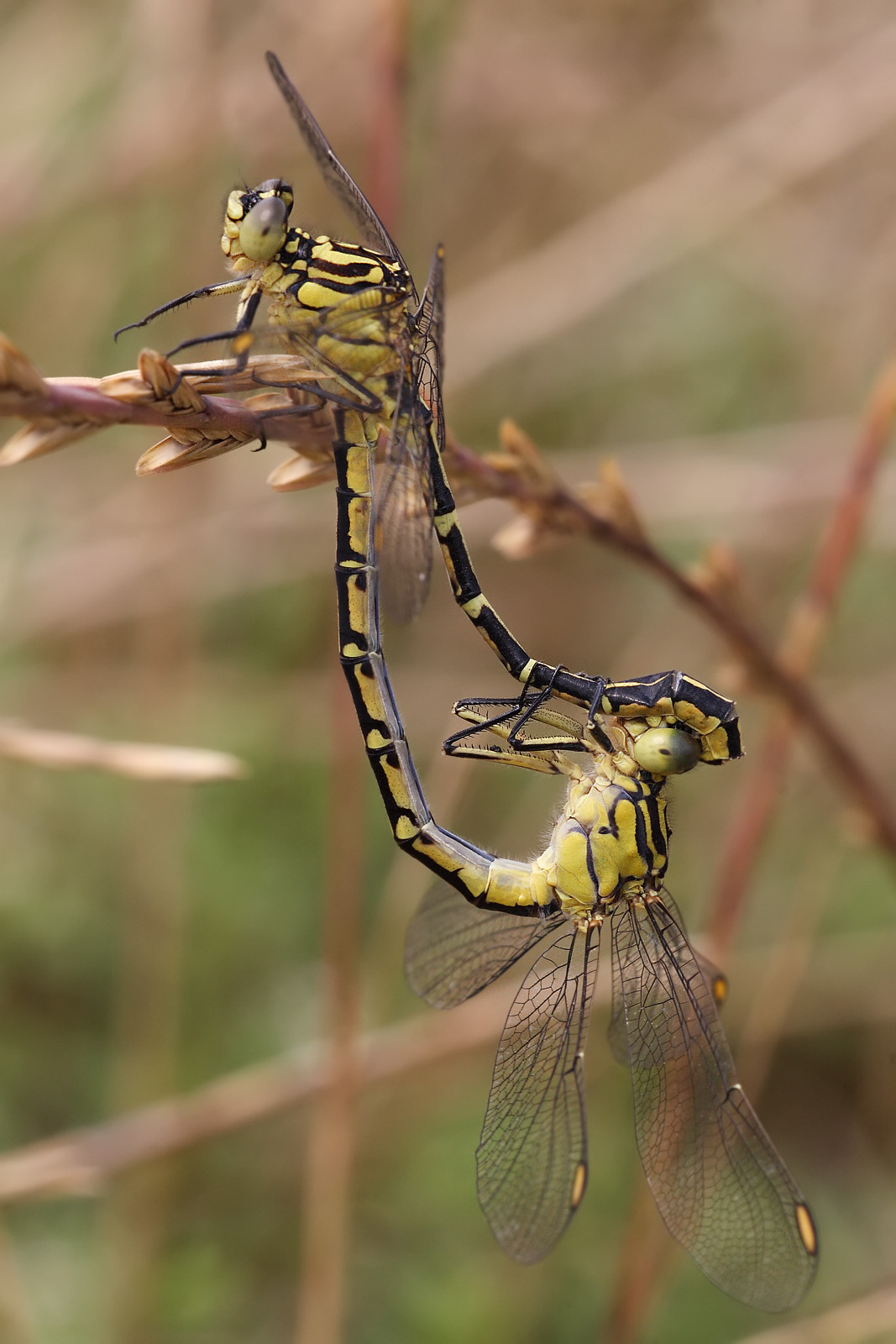
Acuplarea la libelule

Libelulele mascul sunt cunoscute pentru comportamentul lor teritorial. Masculul patrulează o zonă așteptând trecerea unei femele și va vâna masculii intruși care apar în zonă. Masculul își va transfera sperma din organul său genital, aflat la capătul abdomenului, unui receptacul special aflat pe al doilea segment abdominal, lângă torace. Când o femelă va intra pe teritoriul său, el o va urmări, se va așeza peste ea și o va înhăța de sub gât cu organele sale speciale din capătul cozii. Atunci femela va aduce în contact capătul abdomenului ei cu receptaculul masculului pentru a primi sperma. Perechea poate rămâne în această poziție legată un timp și poate chiar zbura un timp în această poziție.

## Galerie Fotografii

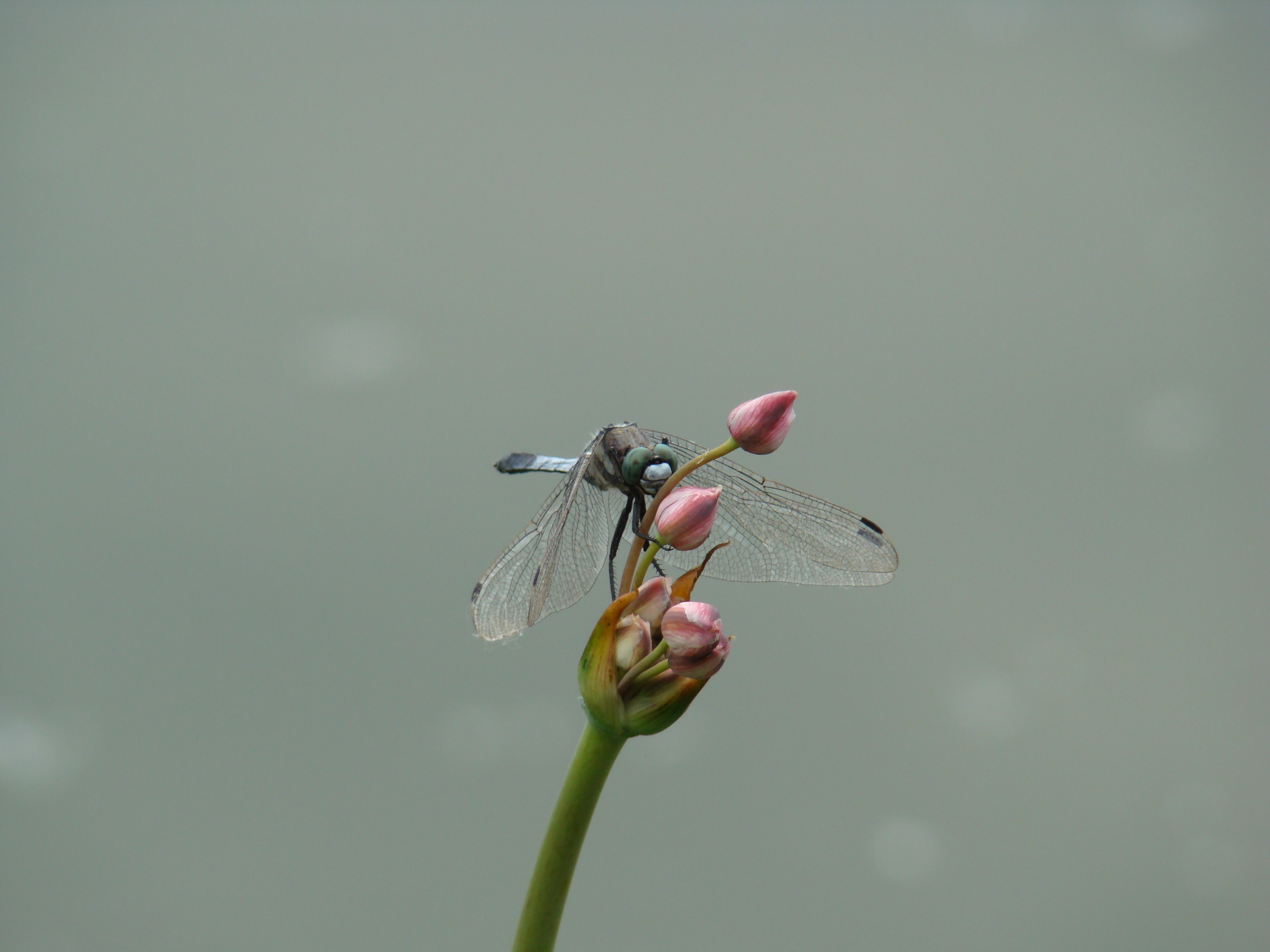
Libelulă de pe lângă lacul Milcov, Județul Olt, România.
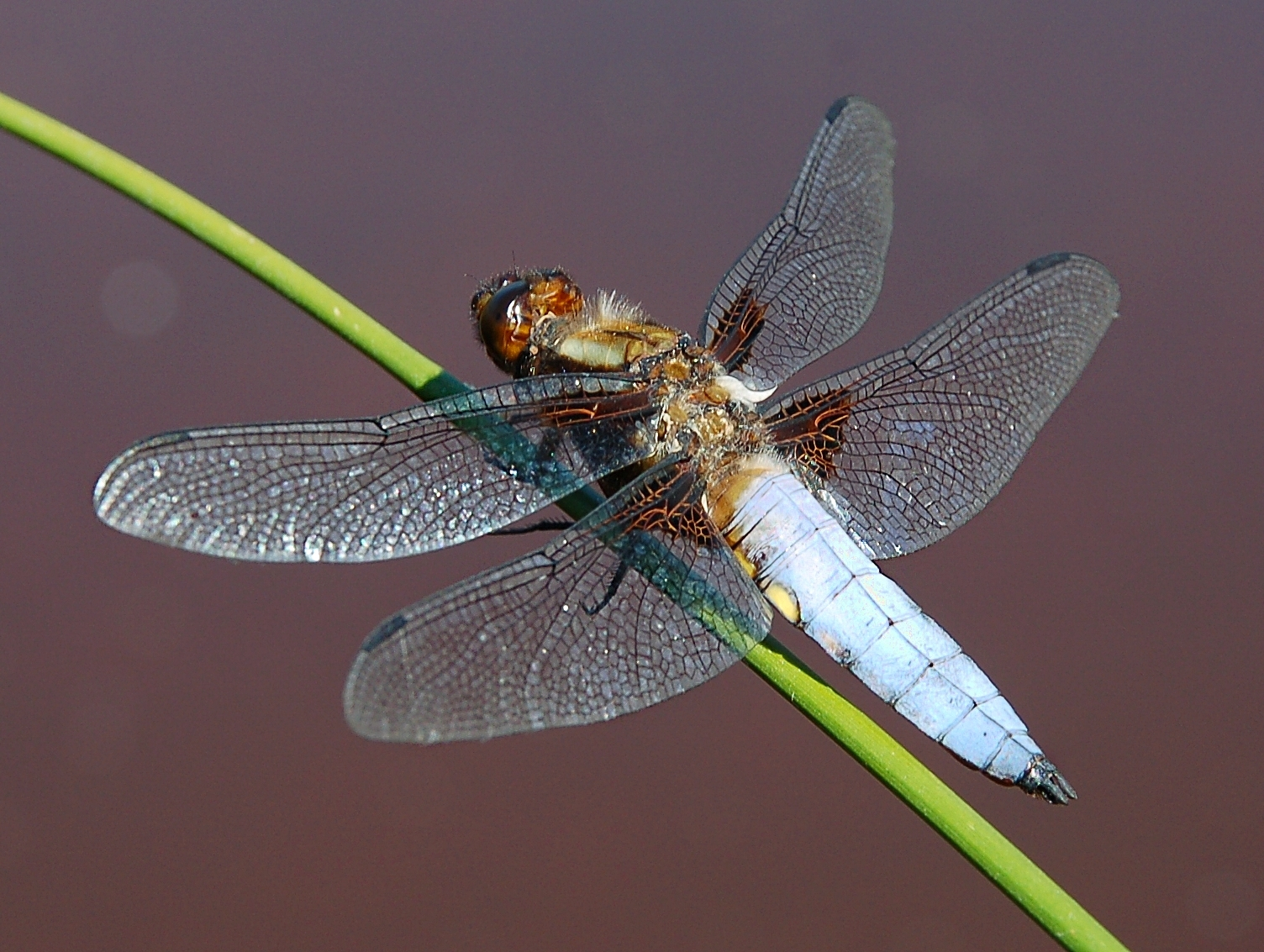
Libellula Platetrum depressum (mascul), rezervația naturală Marie Mouchon Ciney, Blegia
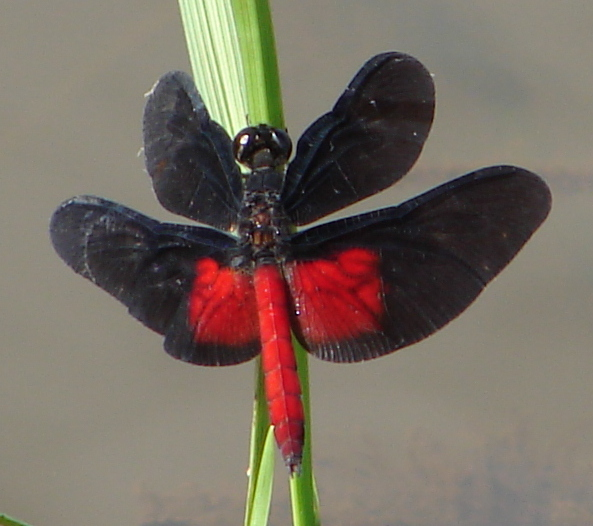
Libelula „Capao da Canoa”
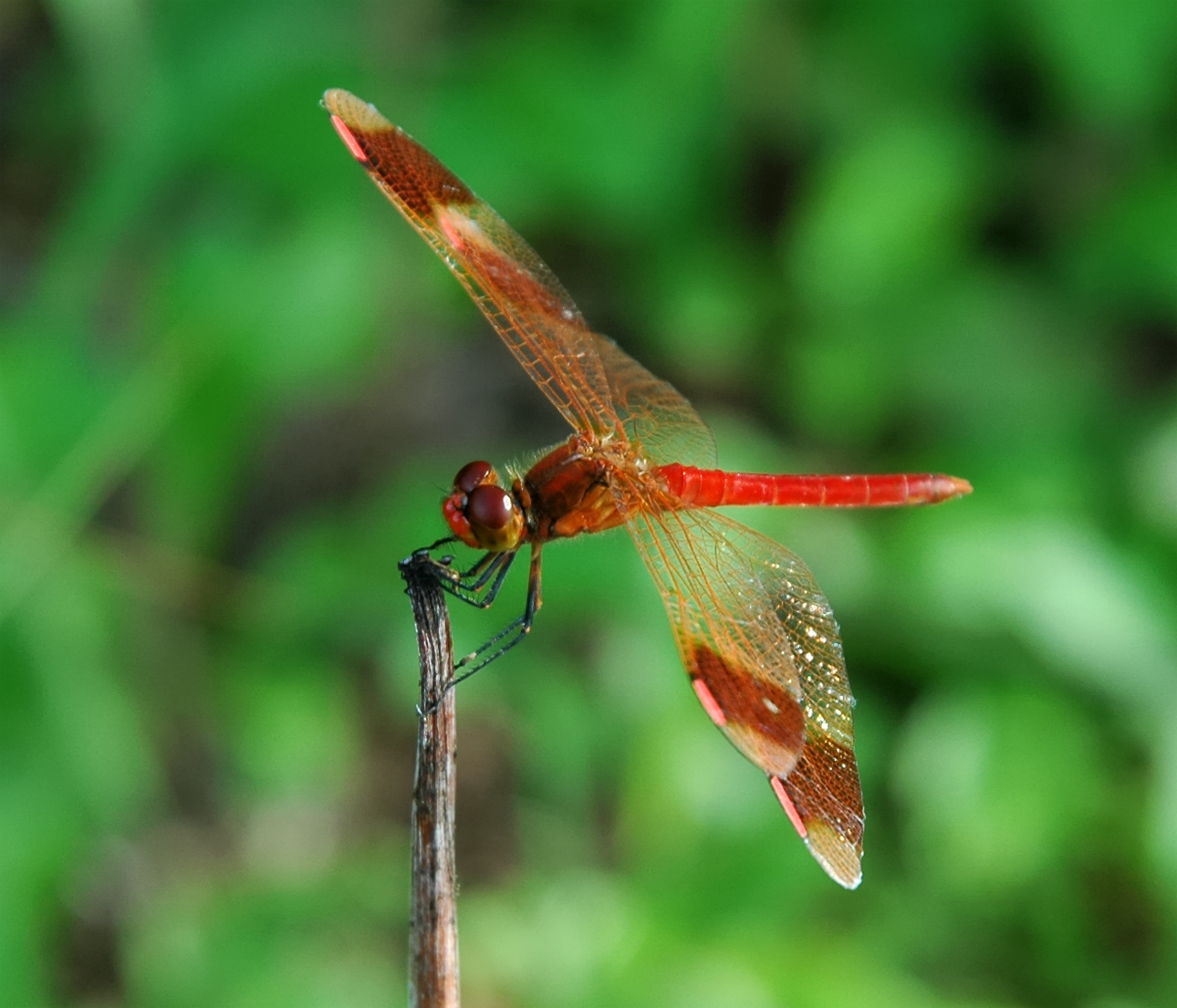
Libelula „Sympetrum pedemontanum elatum”
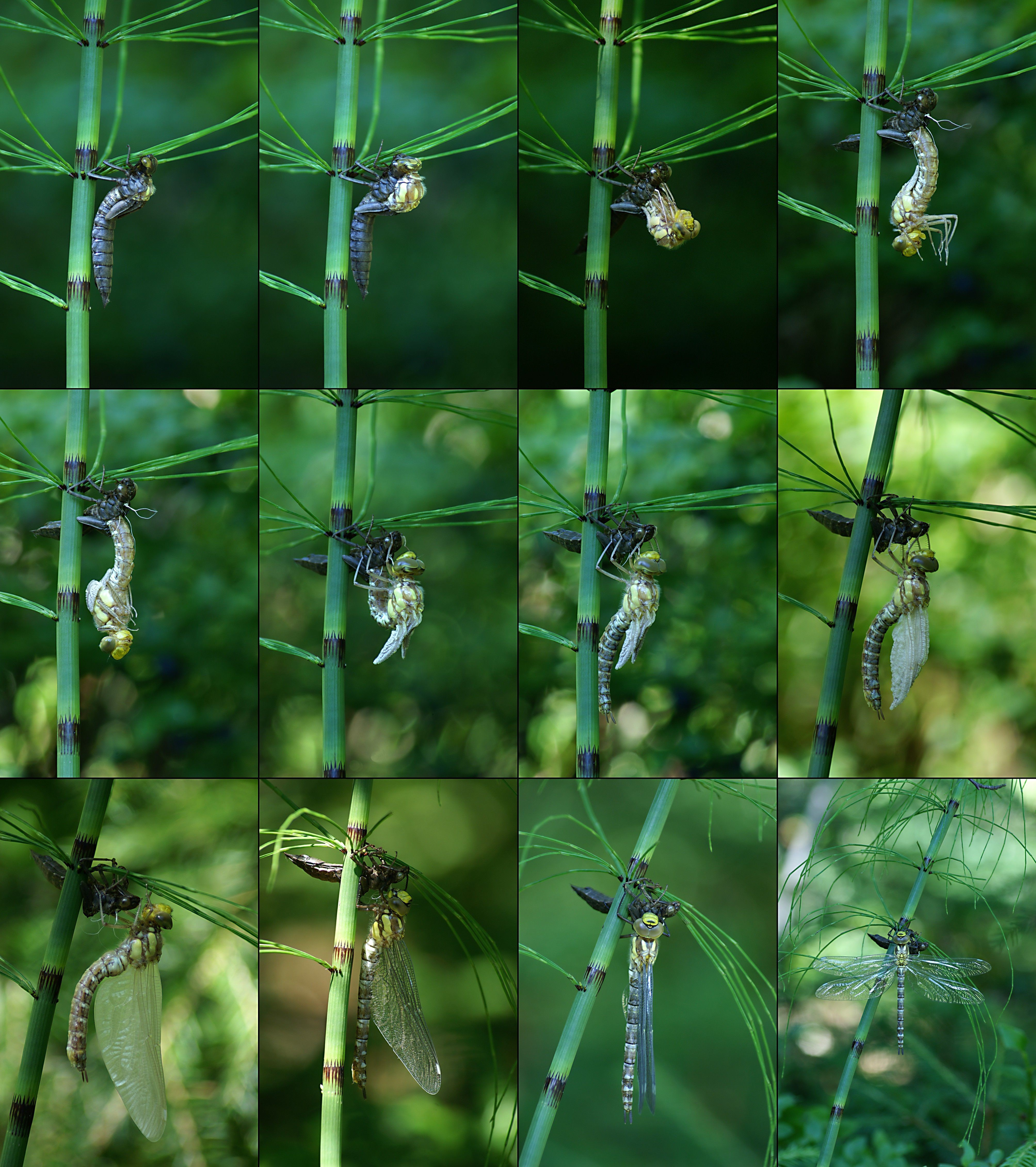
Momentele ieșirii din nimfă (Southern Hawker)
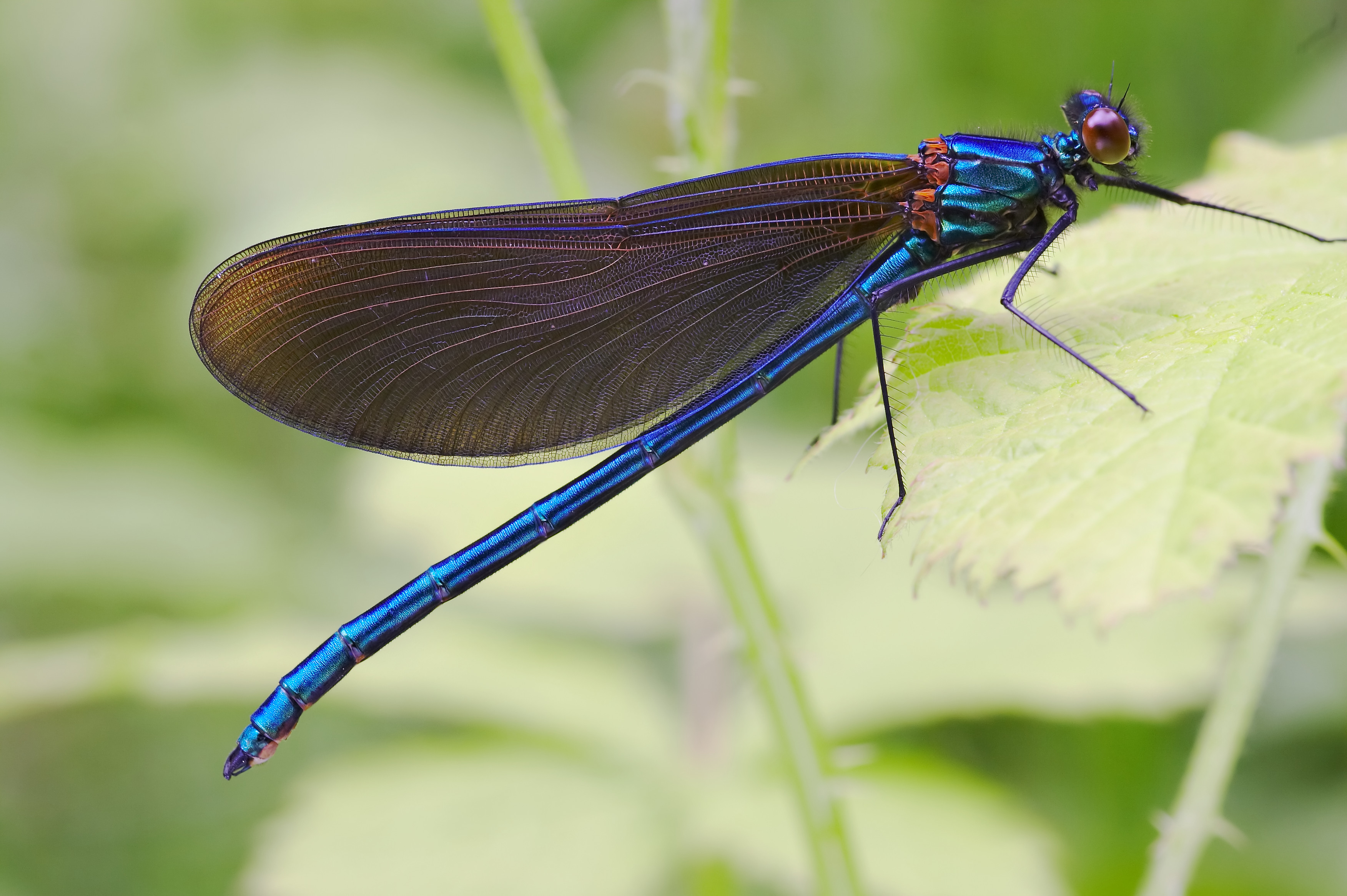
♂ Libelulă damselfly (Calopteryx virgo)
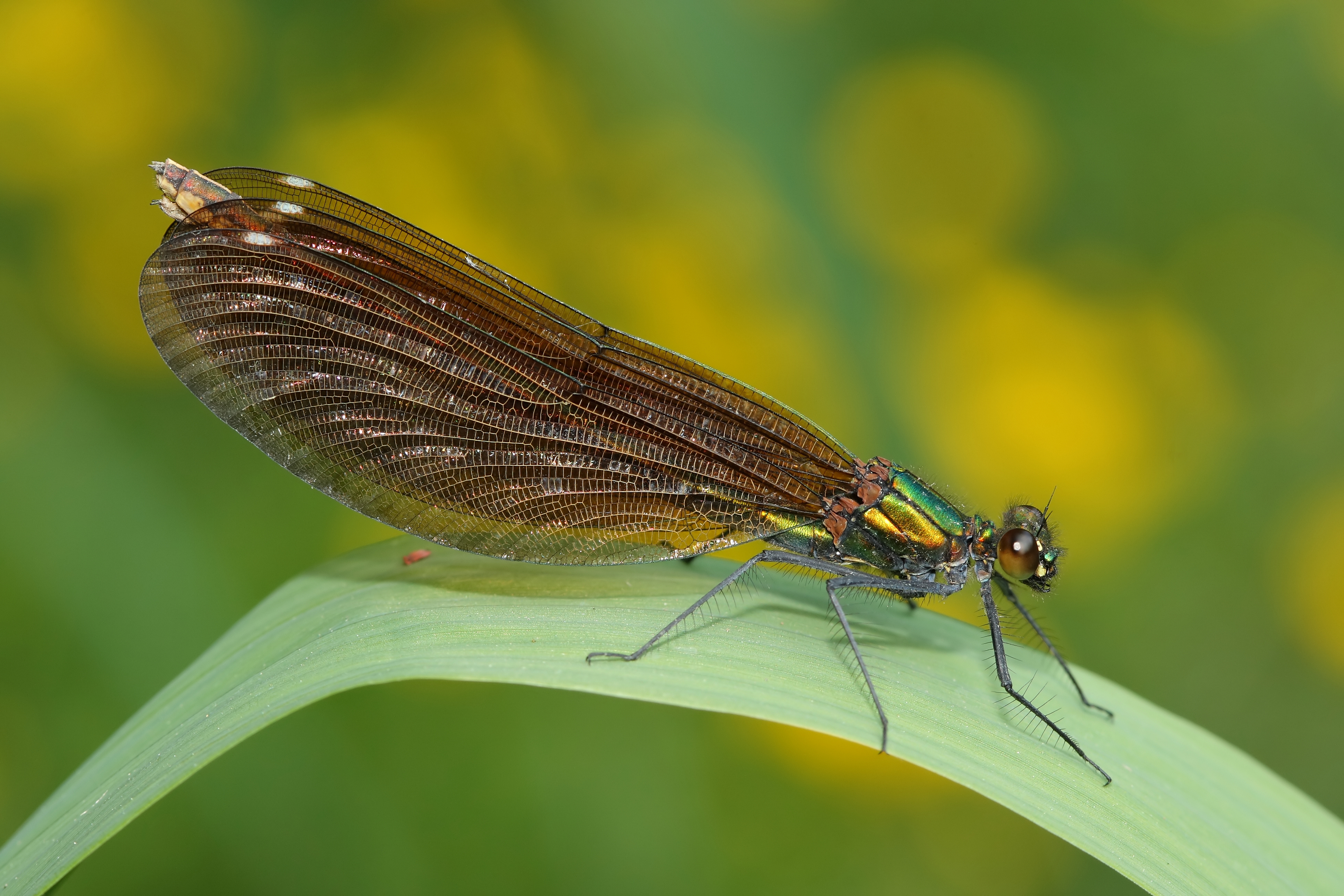
Libelulă damselfly (Calopteryx virgo)
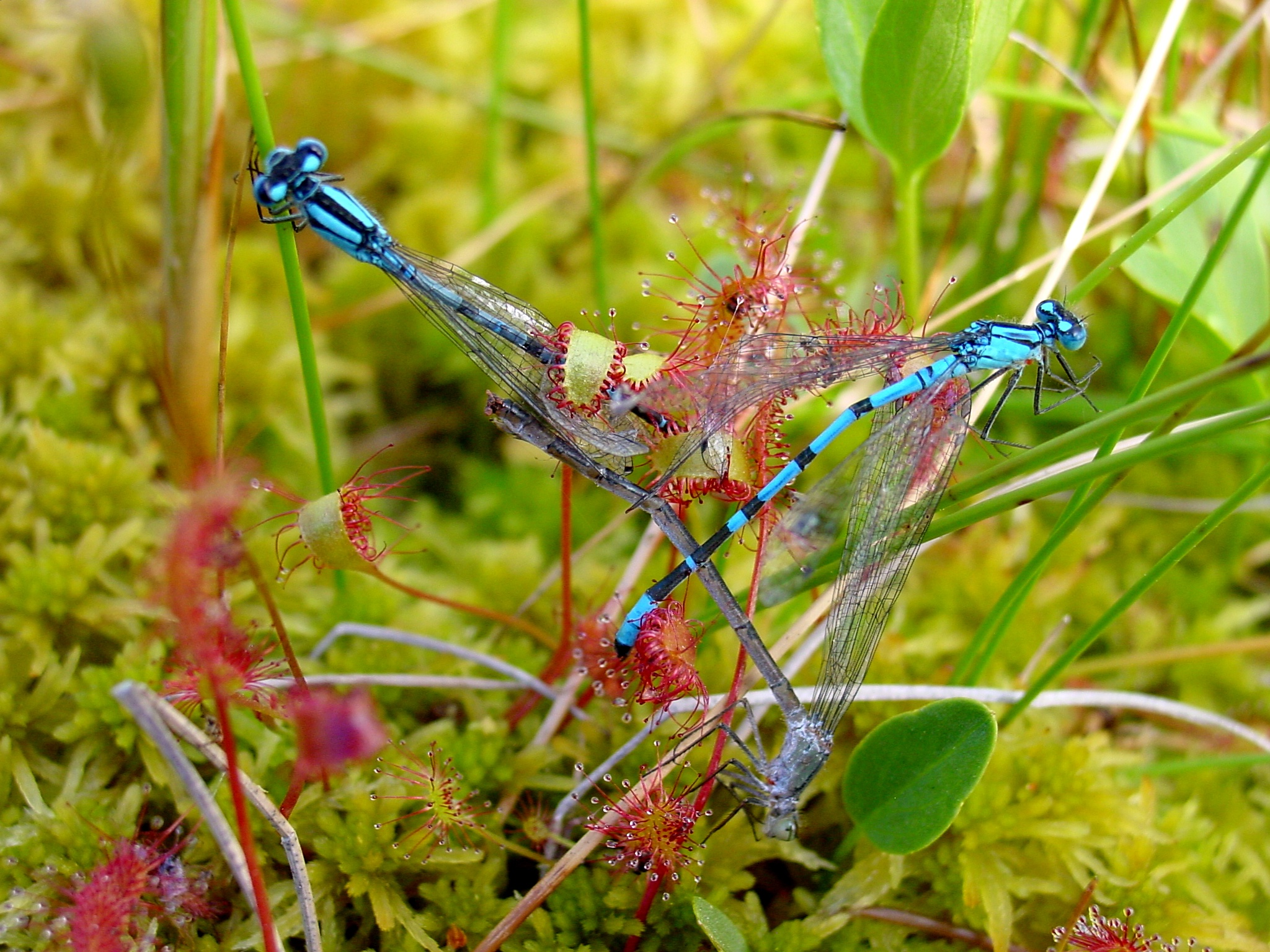
Libelule prinse de o plantă carnivoră Drosera (Enallagma cyathigerum)
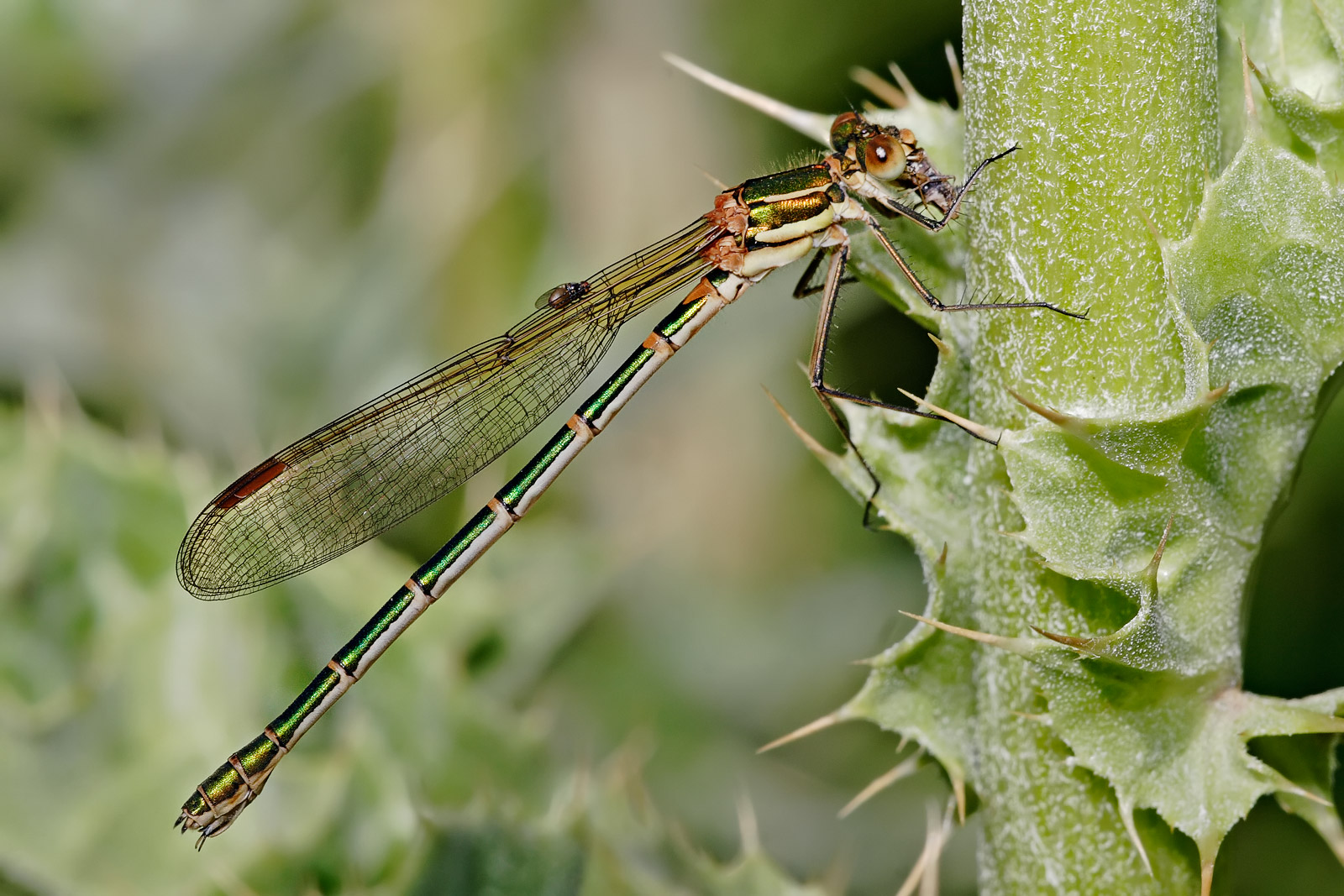
Libelulă damselfly de lângă Swifts Creek, Victoria, Australia
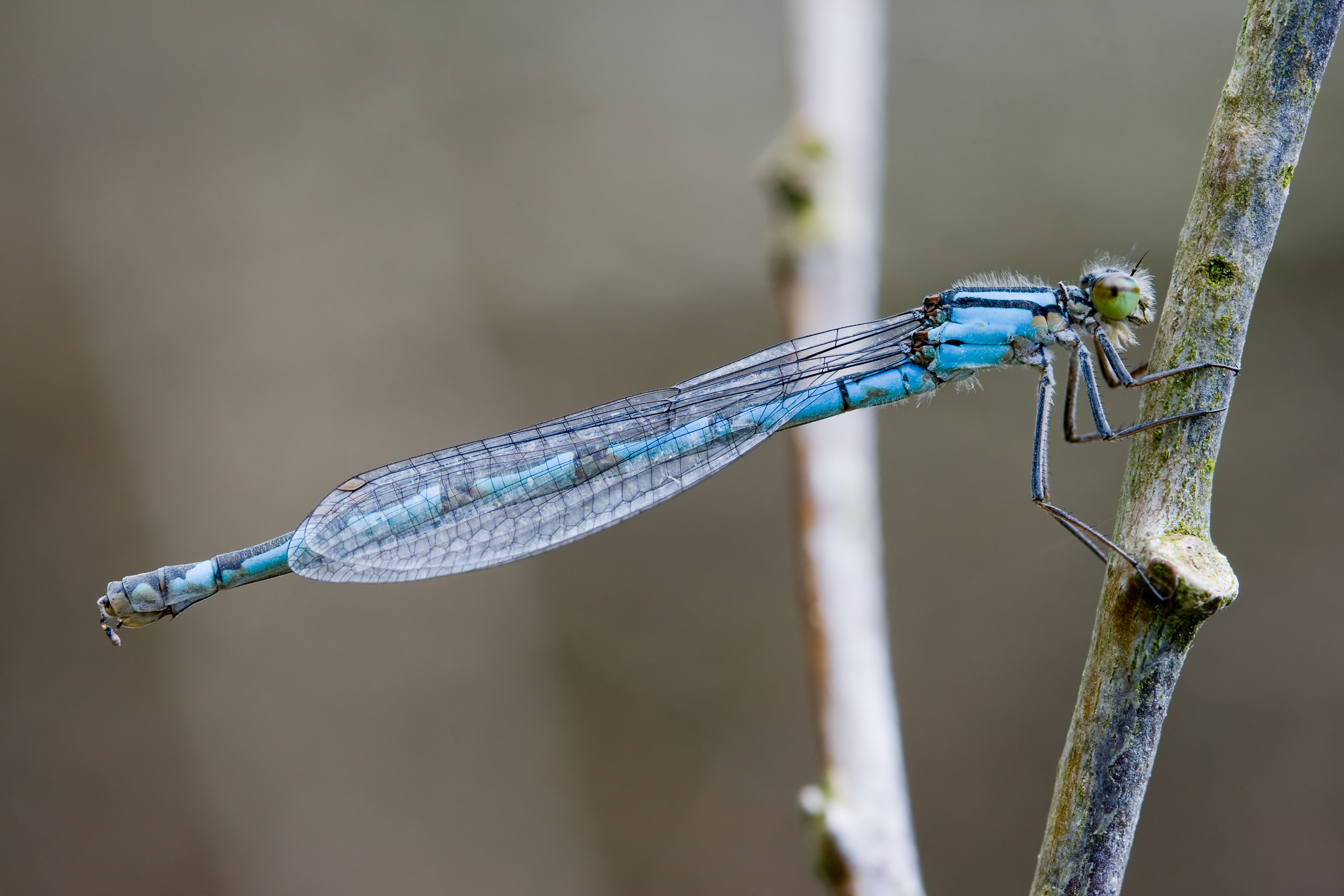
Libelulă damselfly albastră comună (Enallagma cyathigerum)
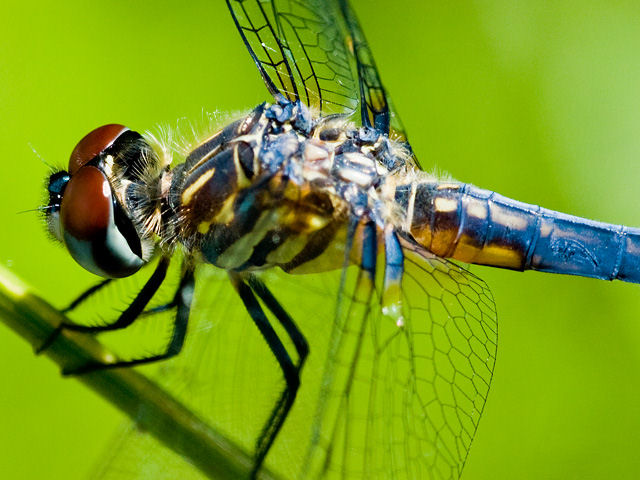
ফ্লোরিডার ফড়িং। হলুদ এবং নীল এবং লেজের উপরে ট্যাটু আছে
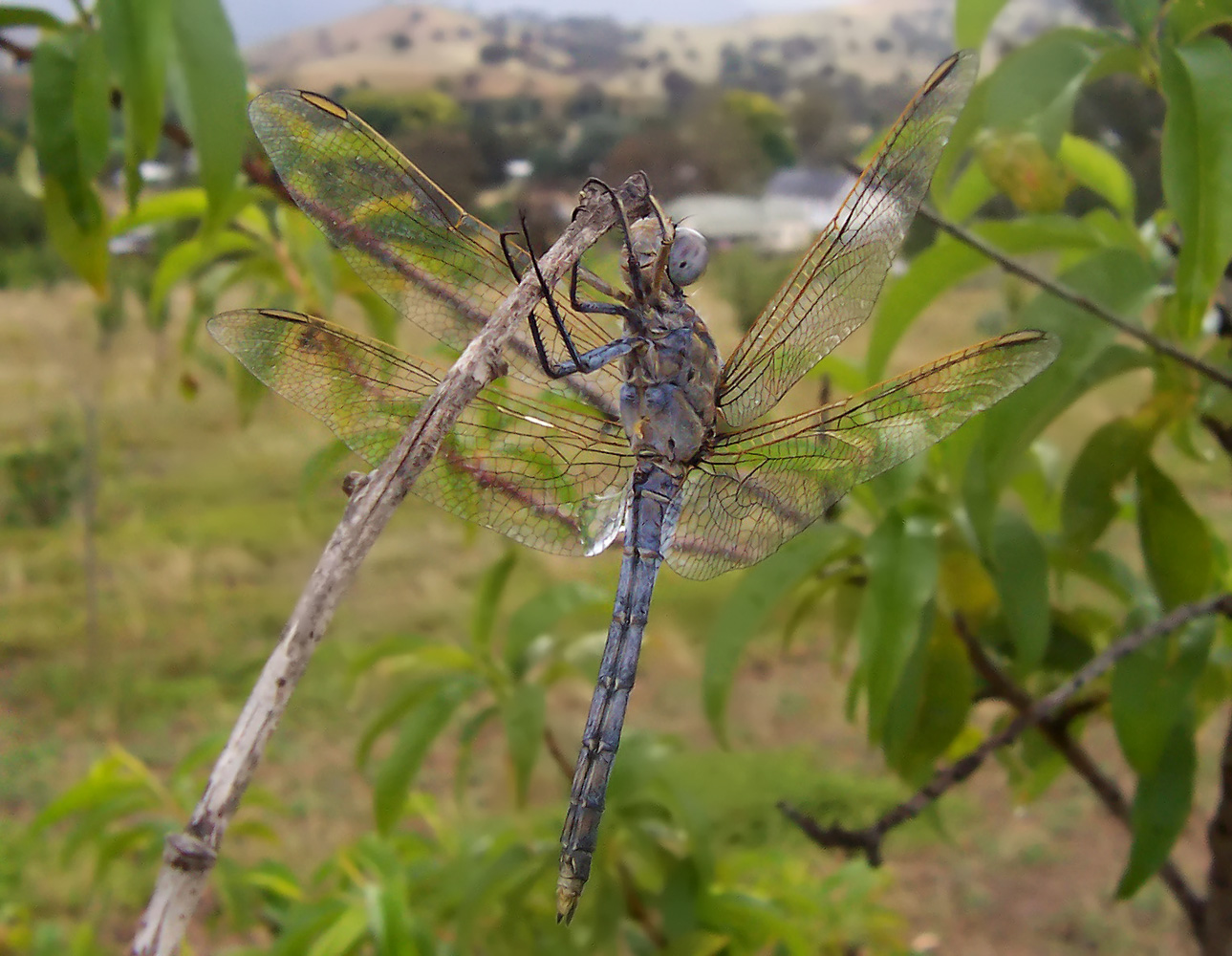
অস্ট্রেলিয়ার নীল ফড়িং
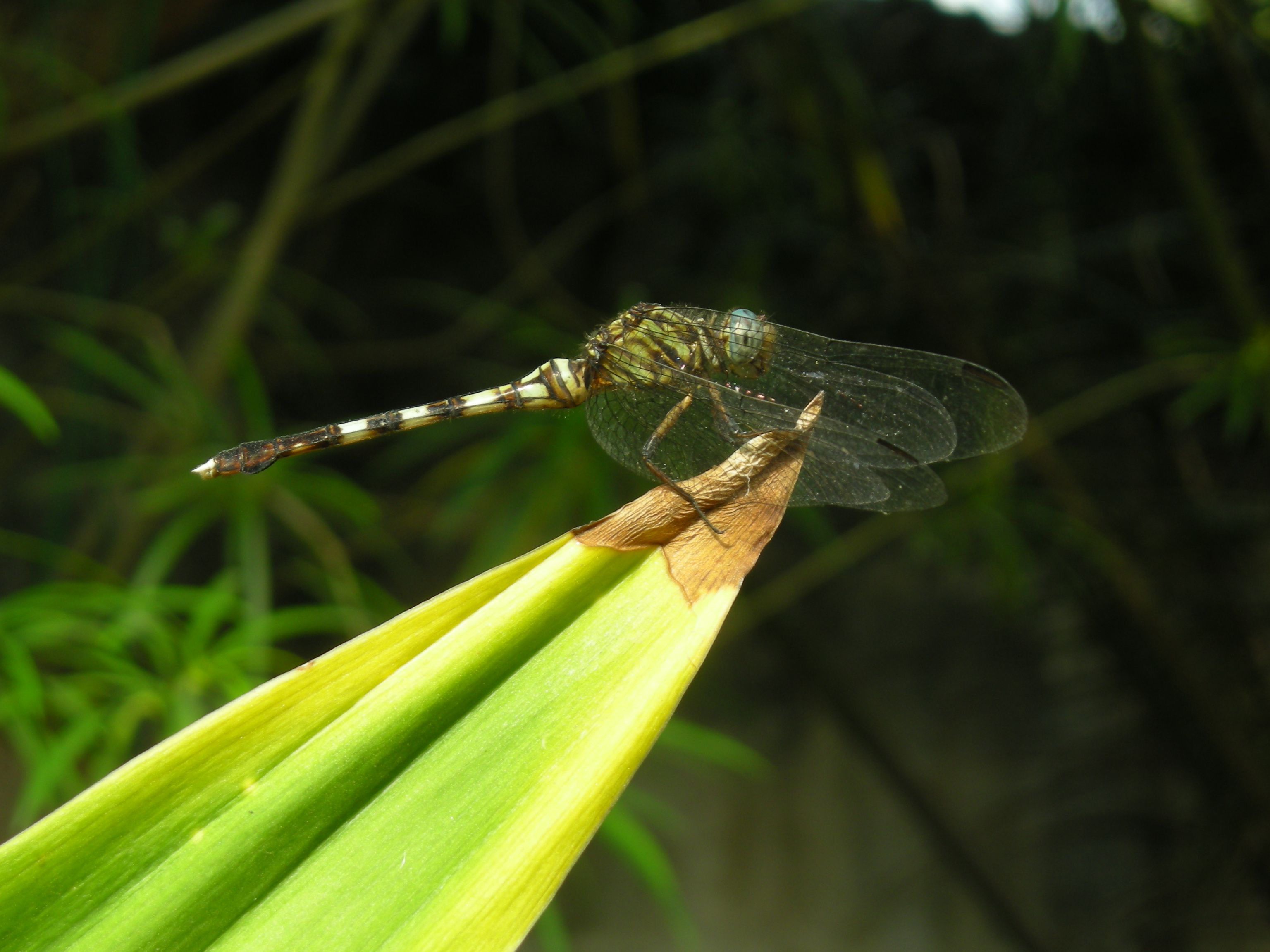
ঘাসের উপরে বসে থাকা আফ্রিকান ফড়িং
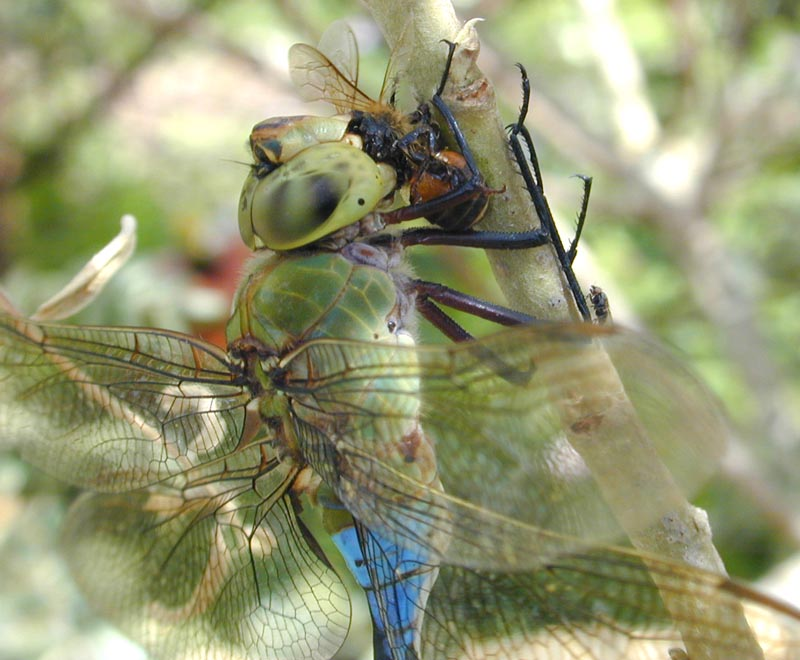
Libelulă mâncând o albină
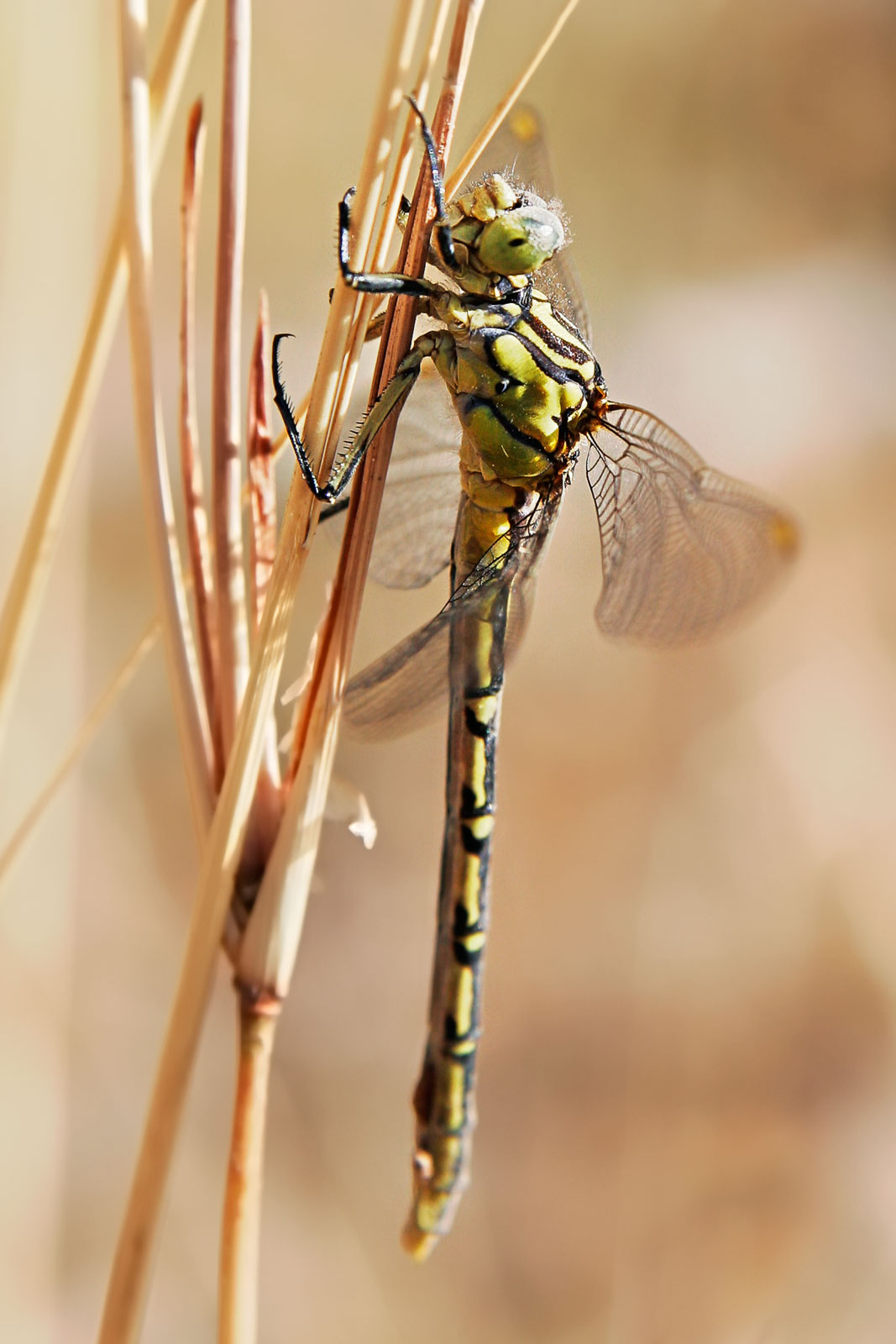
Austrogomphus guerini
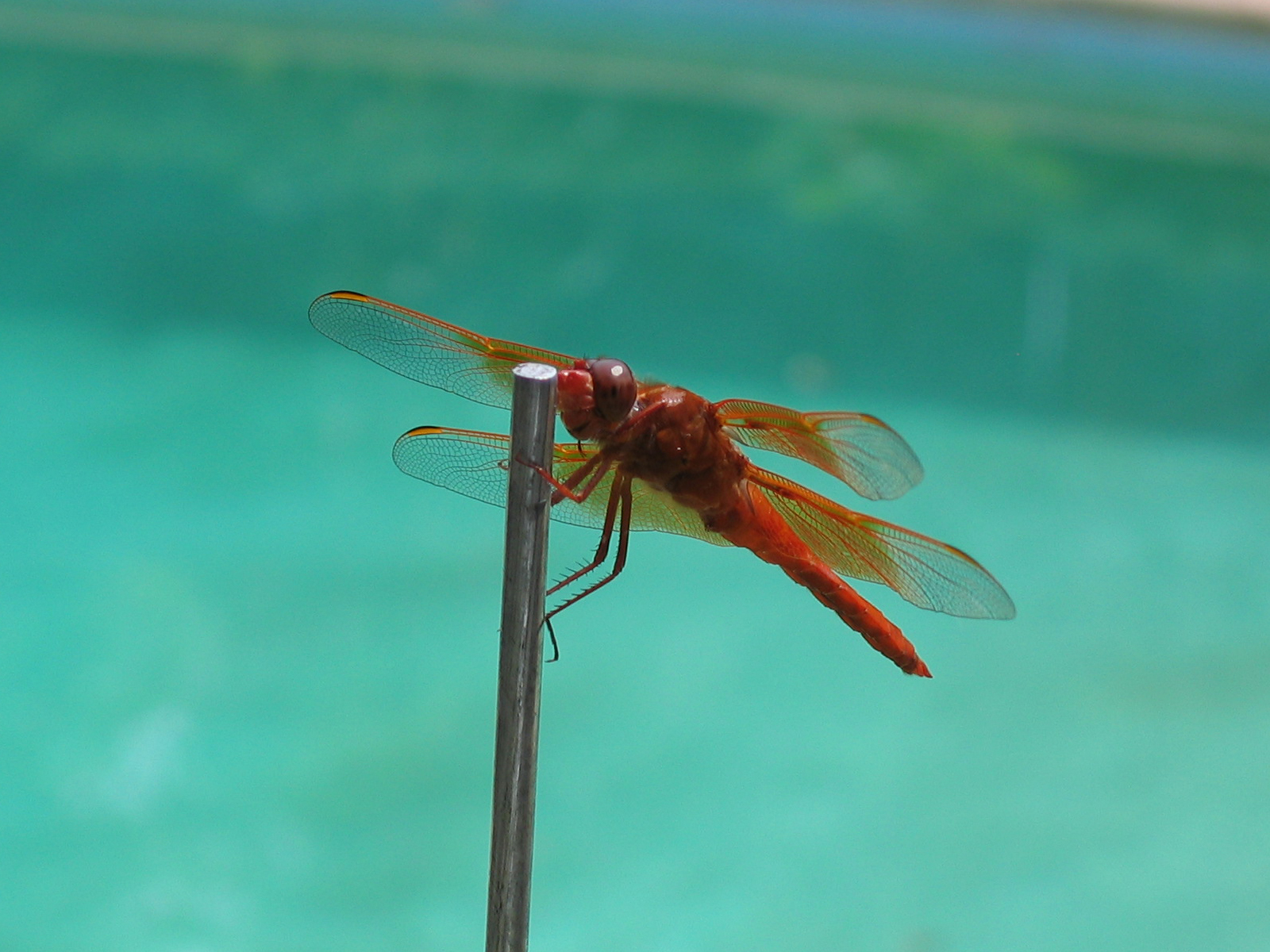
Flame Skimmer dragonfly, Libellula saturata
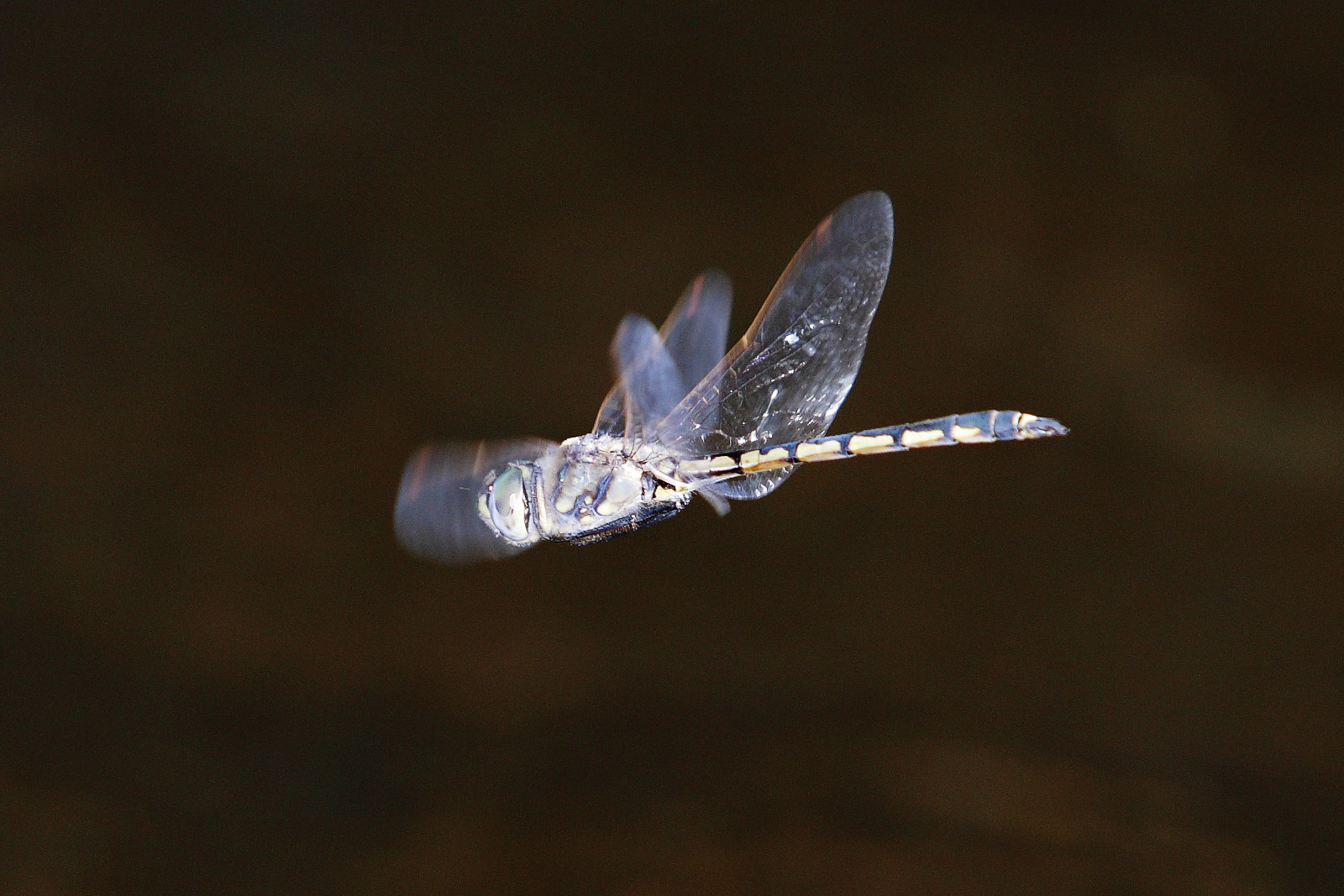
উড়ন্ত অবস্থায় ফড়িং
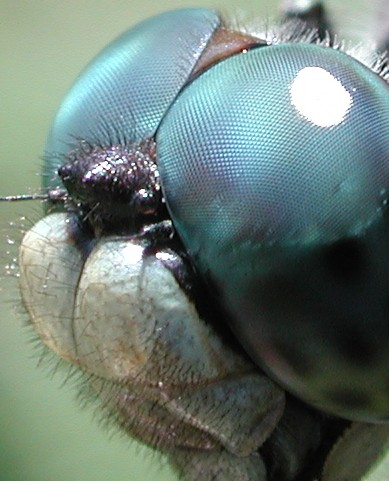
The compound eyes of a dragonfly
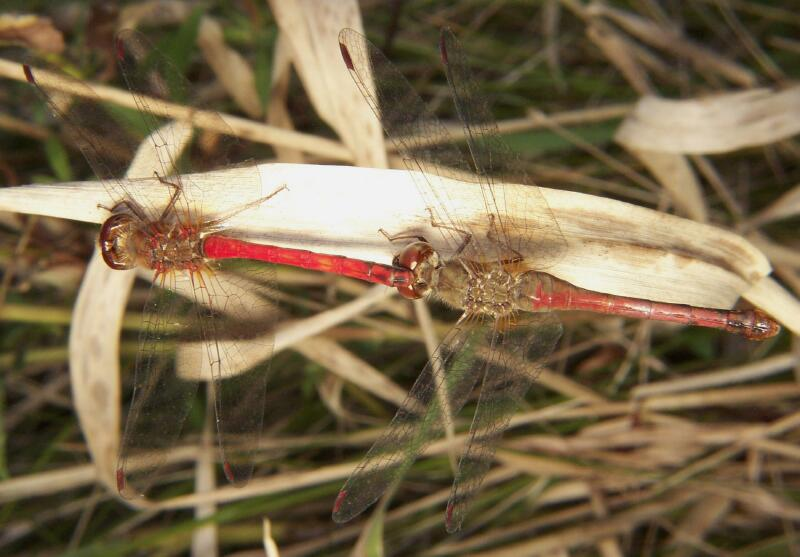
Cherry-faced Meadowhawk, Sympetrum internum Mascul (stânga), femelă (dreapta)
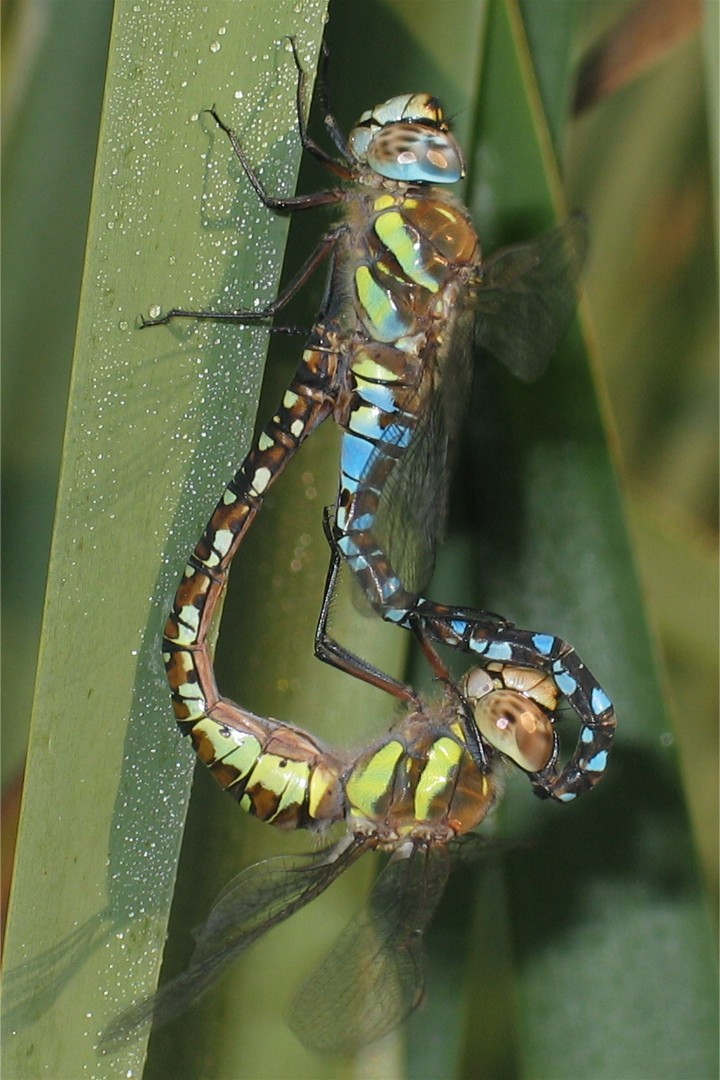
Dragonflies mating
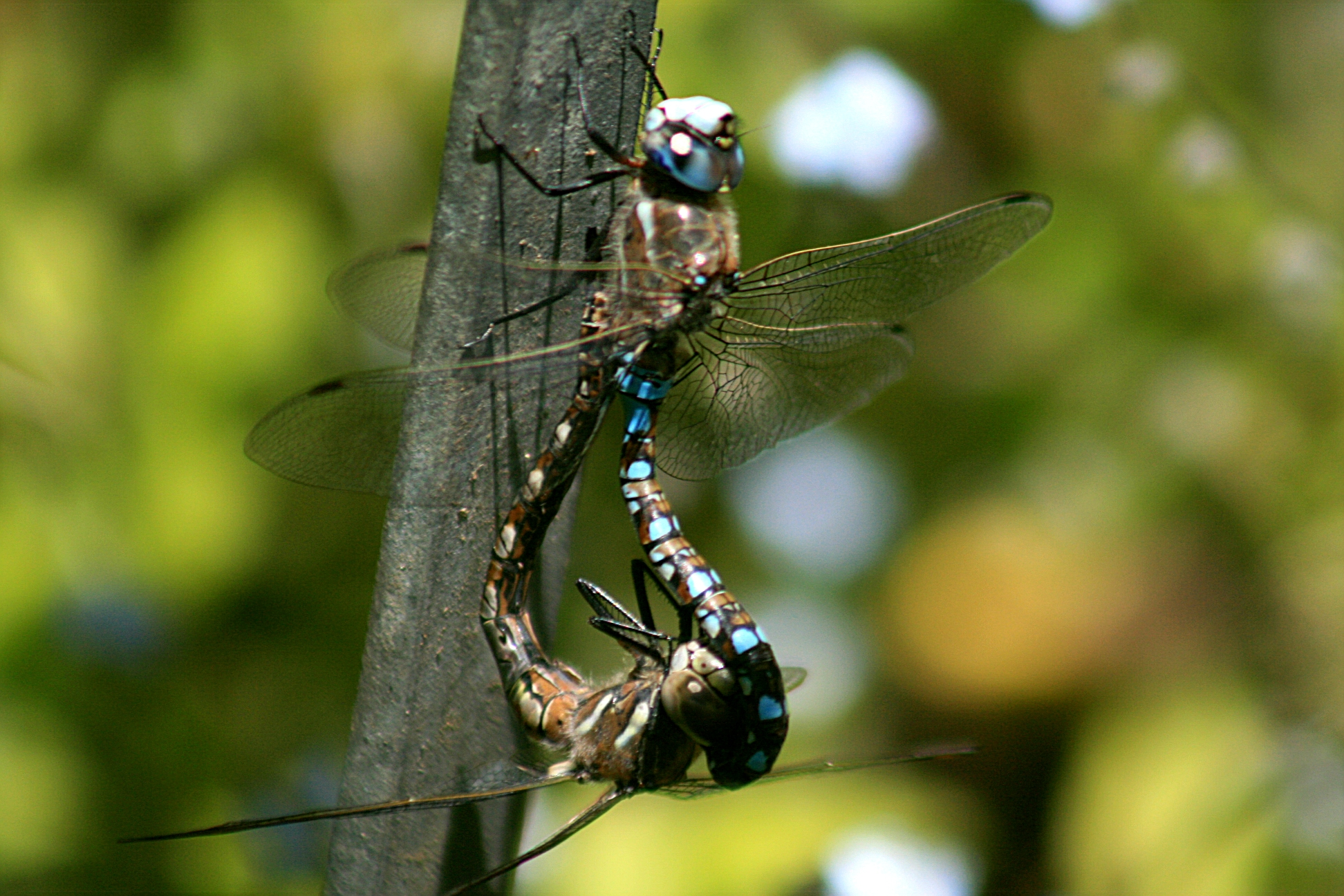
Mating
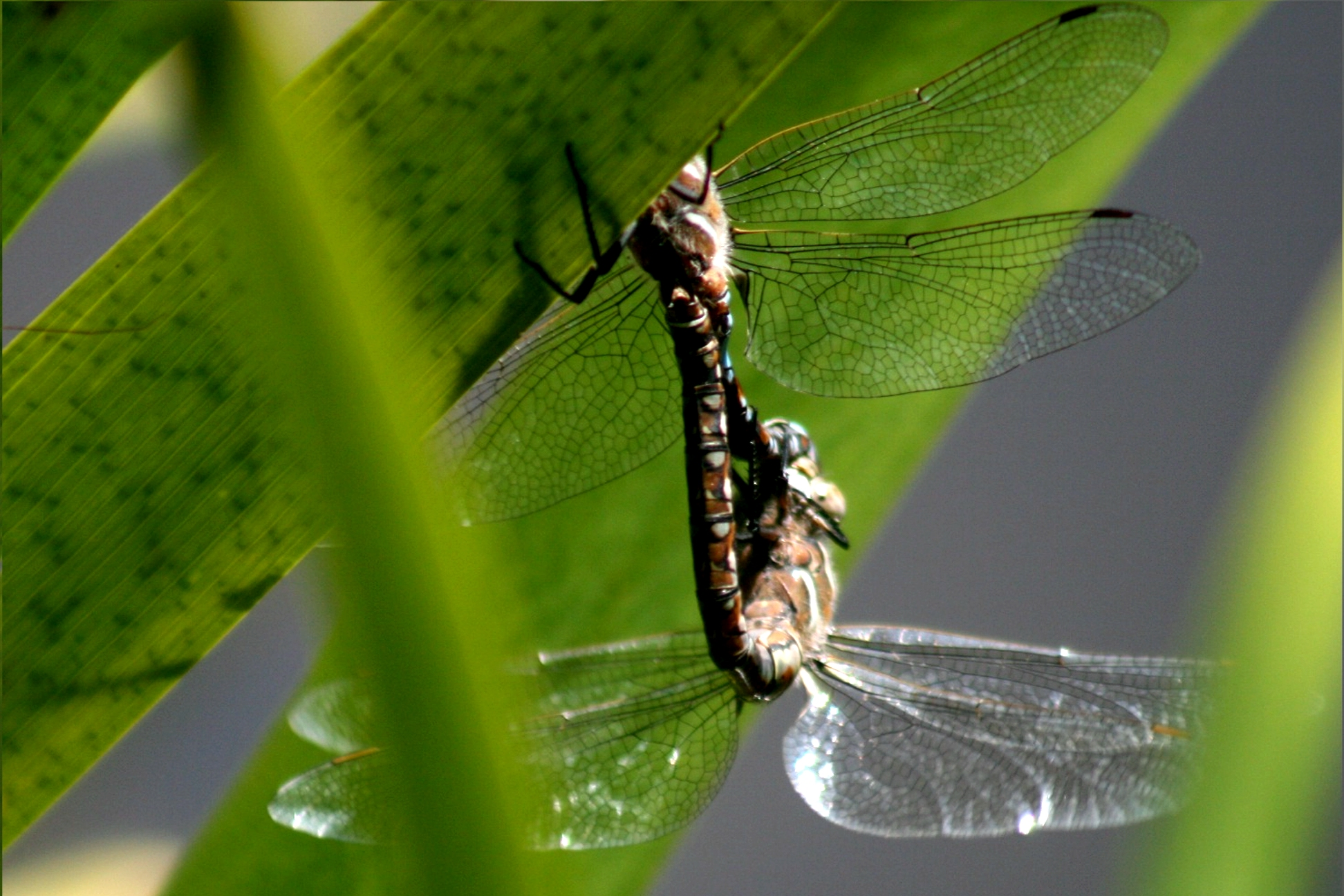
Mating
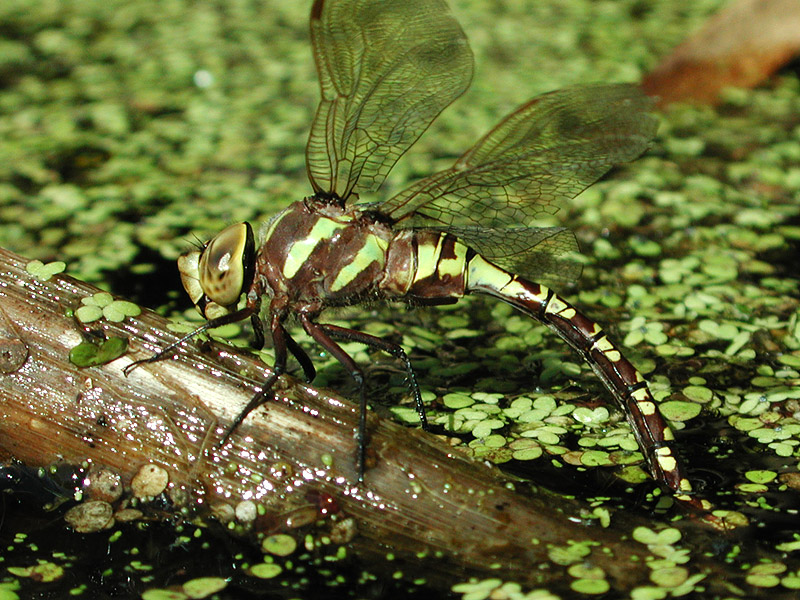
Dragonfly depositing eggs
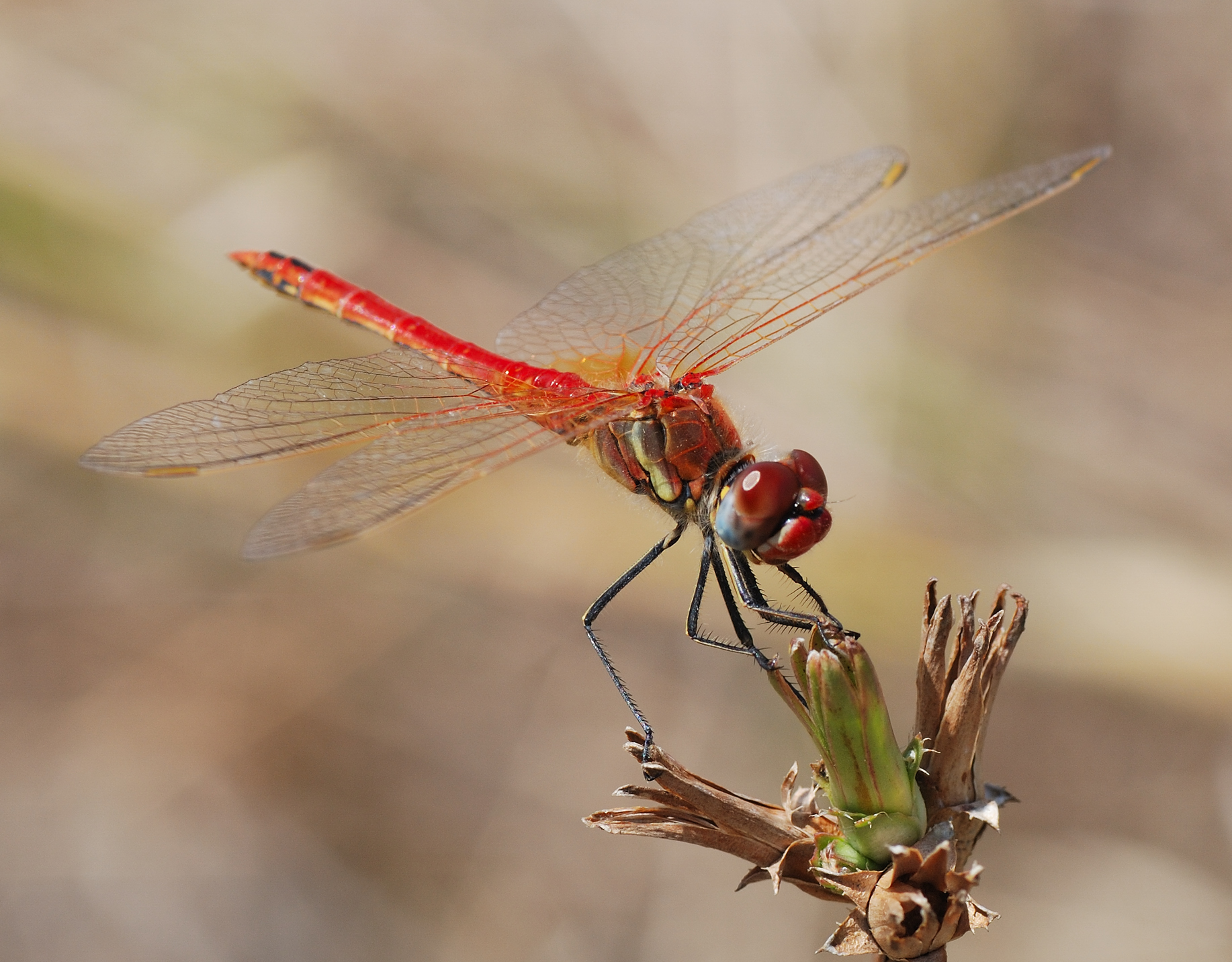
Sympetrum fonscolombii
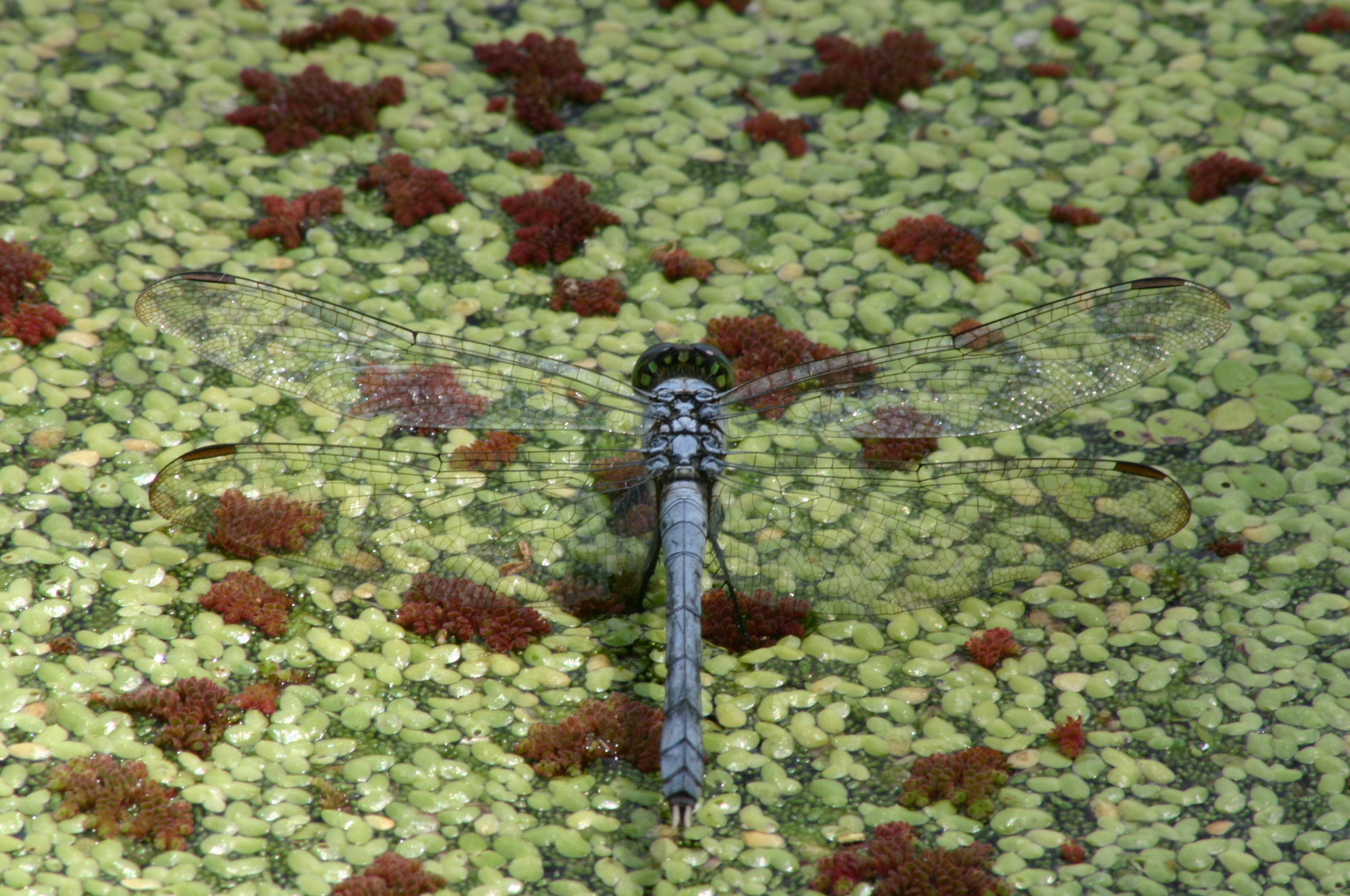
in Brazos Bend State Park, Texas, USA
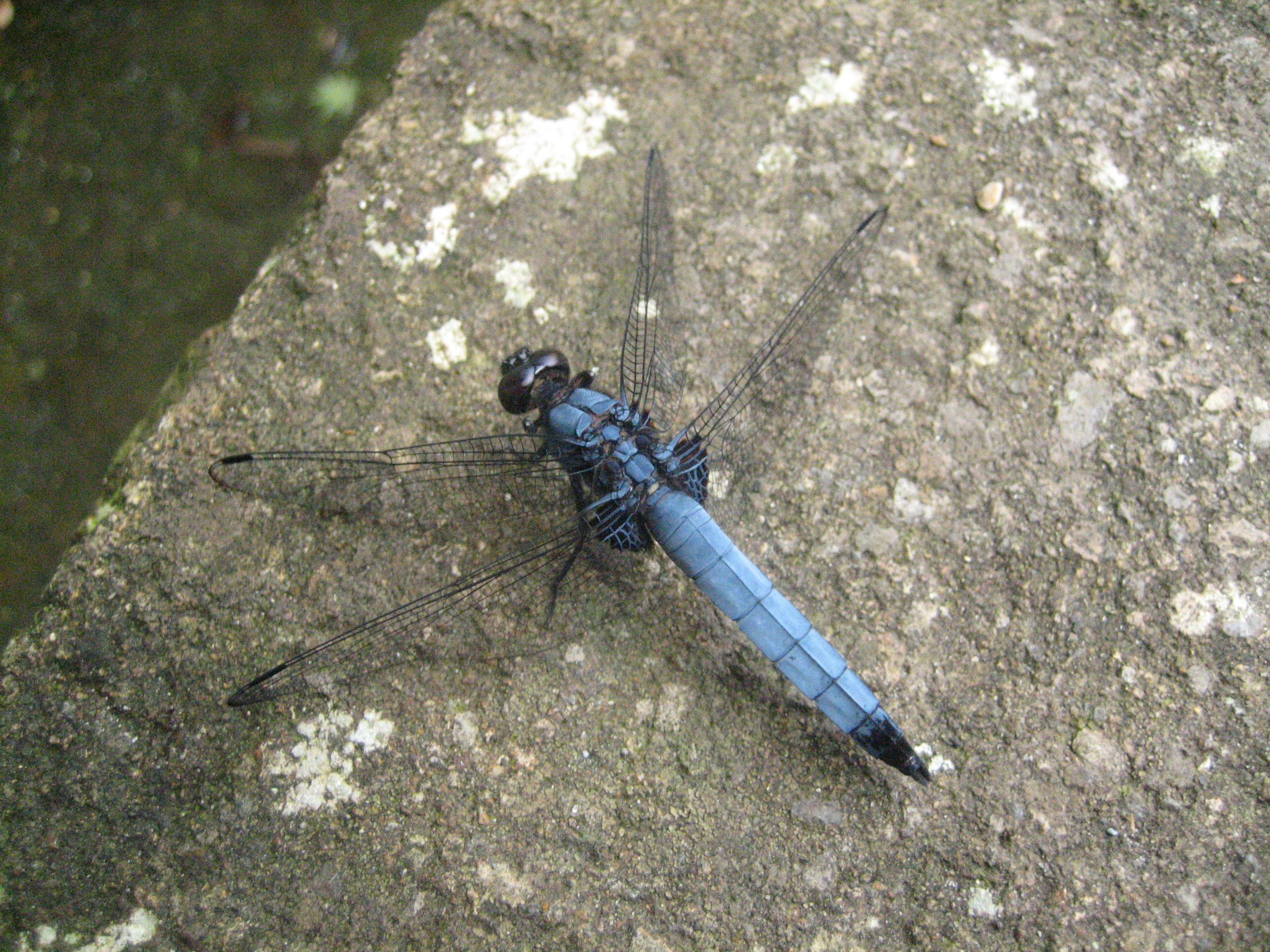
Blue Dragonfly in Kamakura, Japan
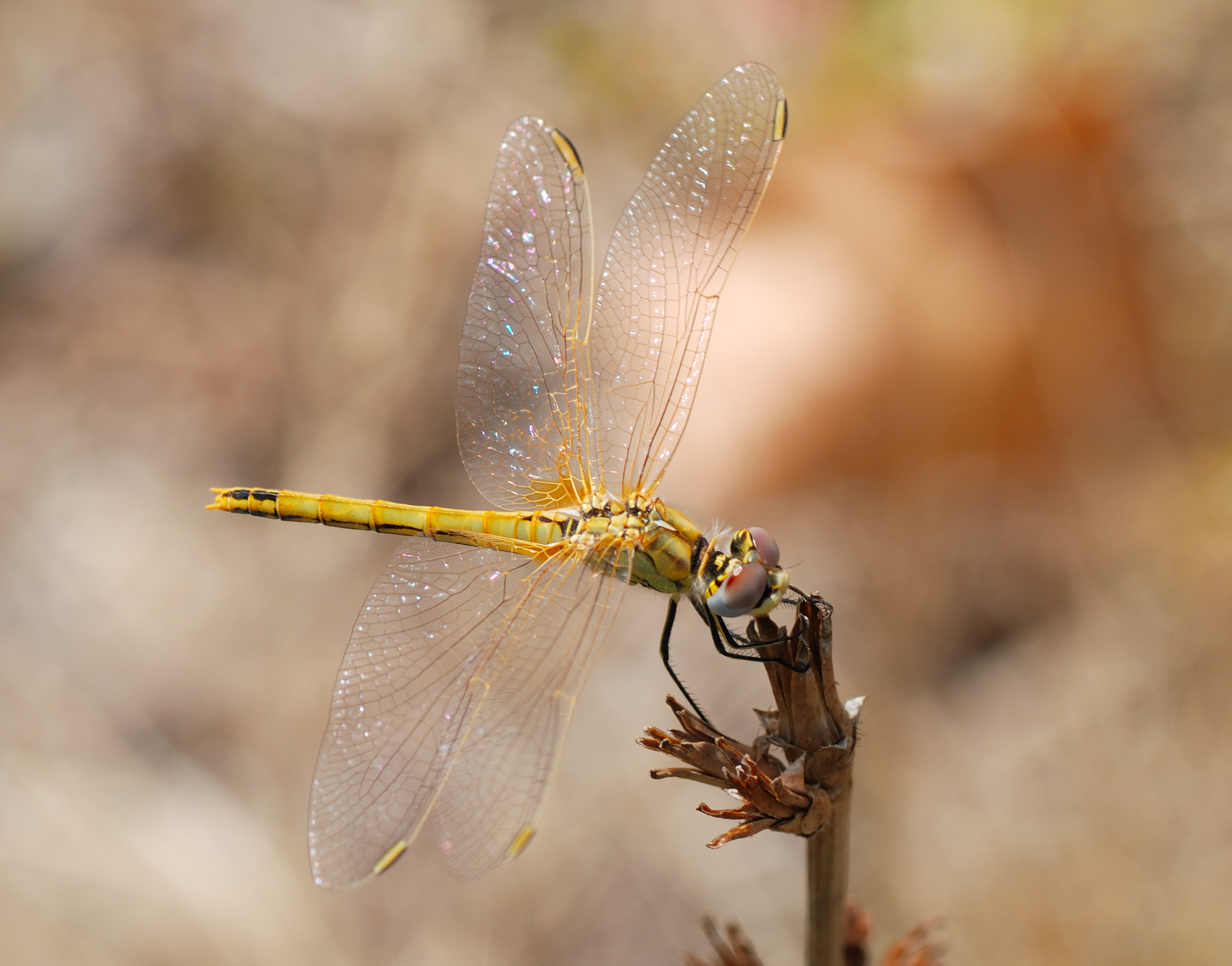
Female Red-veined darter. Lisboa, Portugal
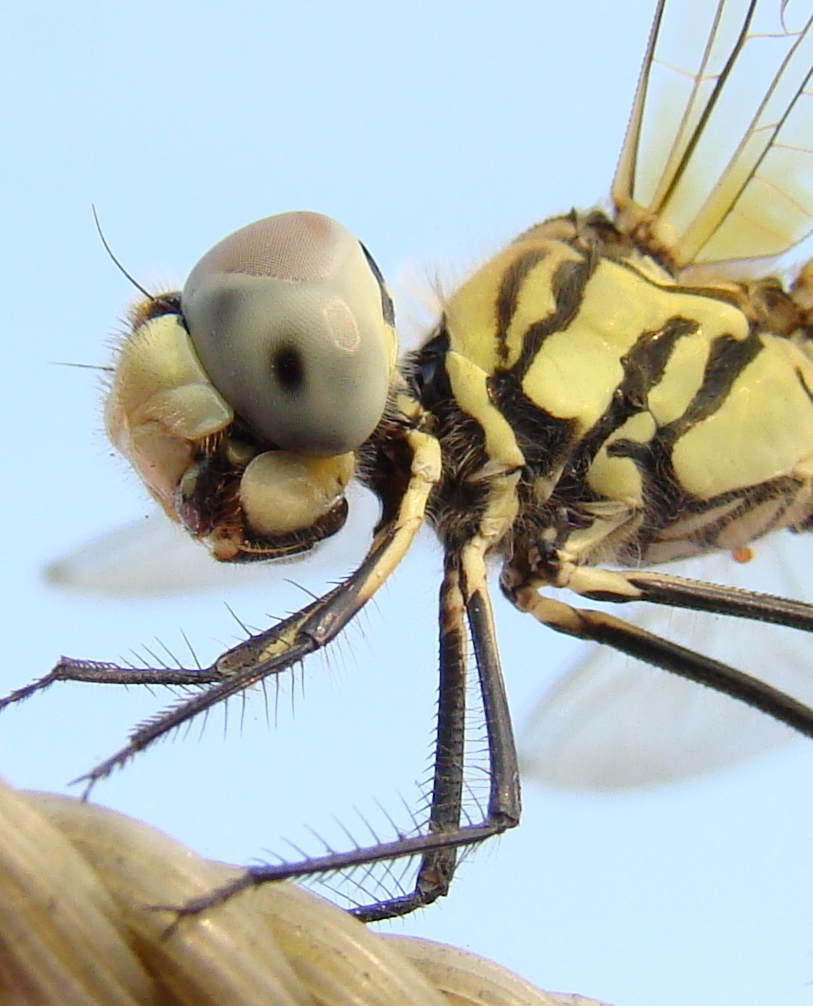
Dragonfly, Kolkata India
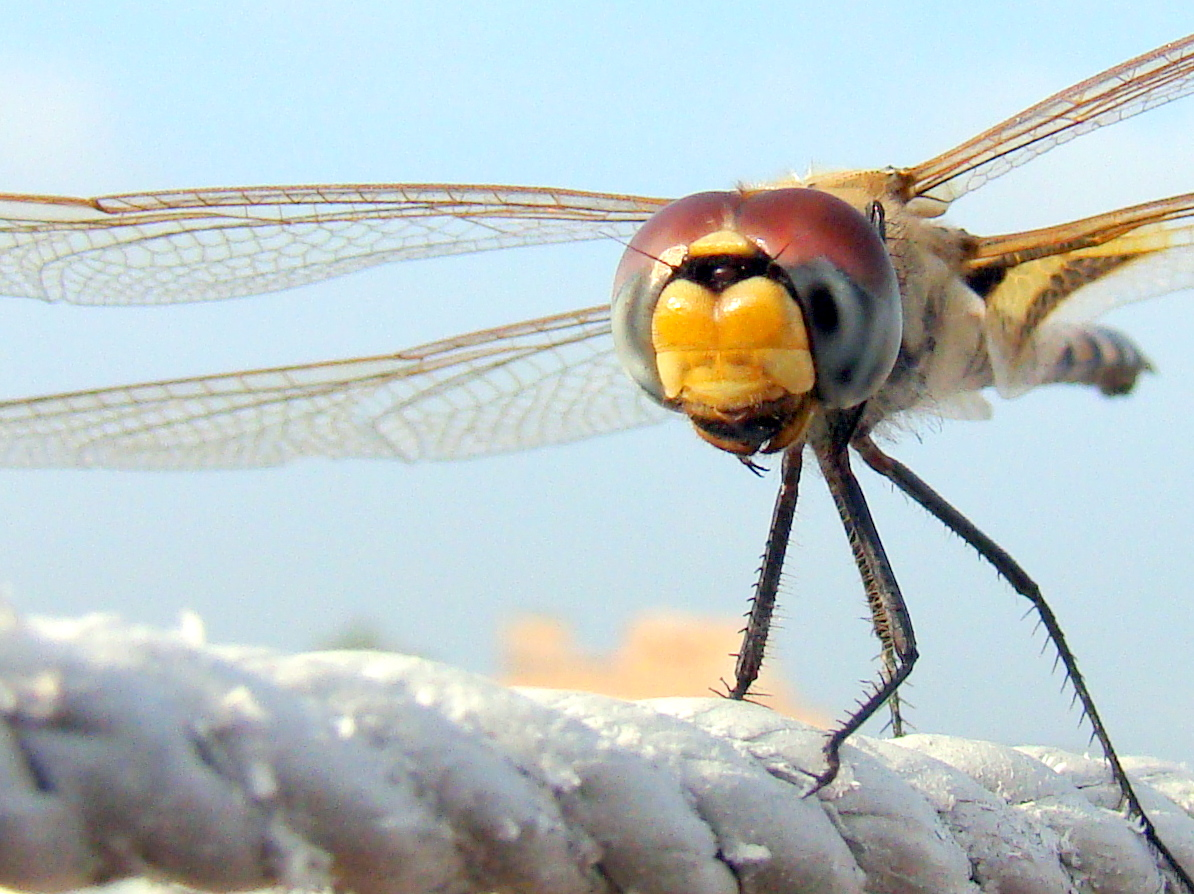
Dragonfly, Kolkata India
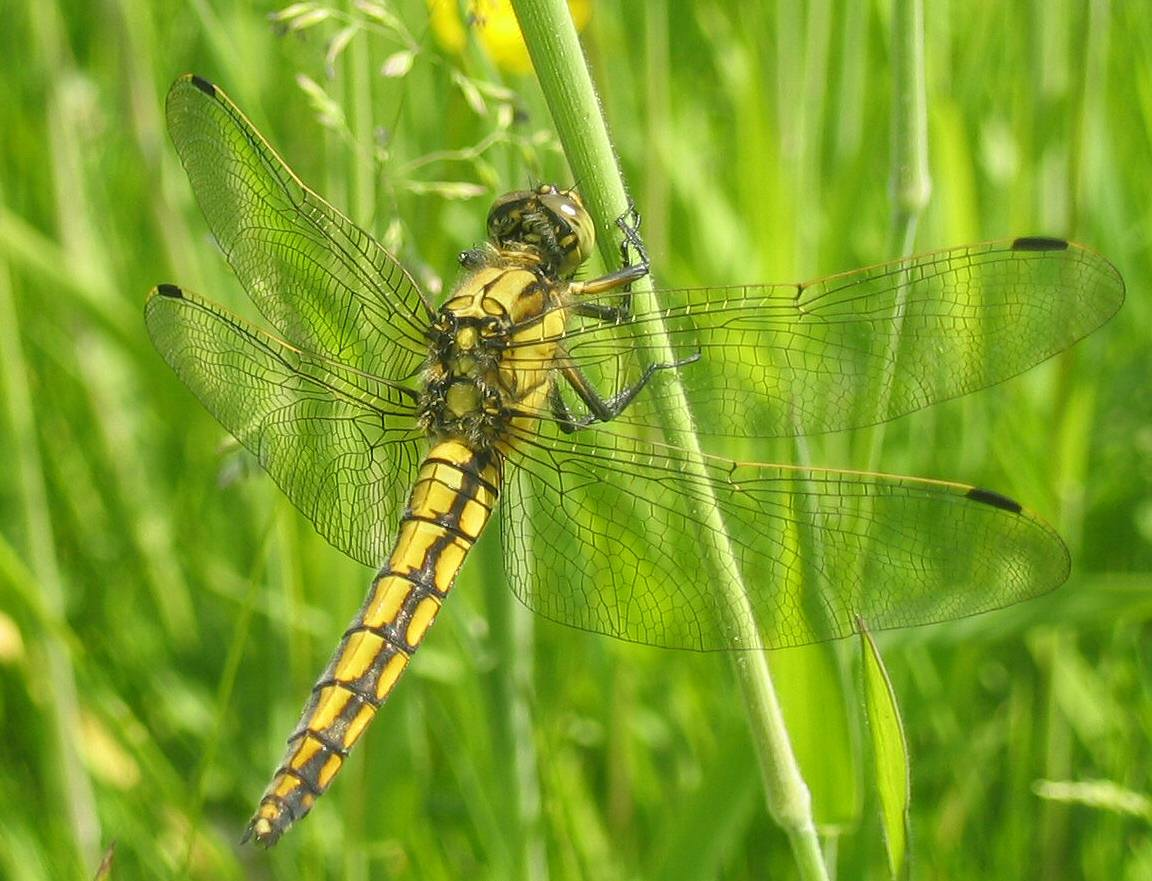
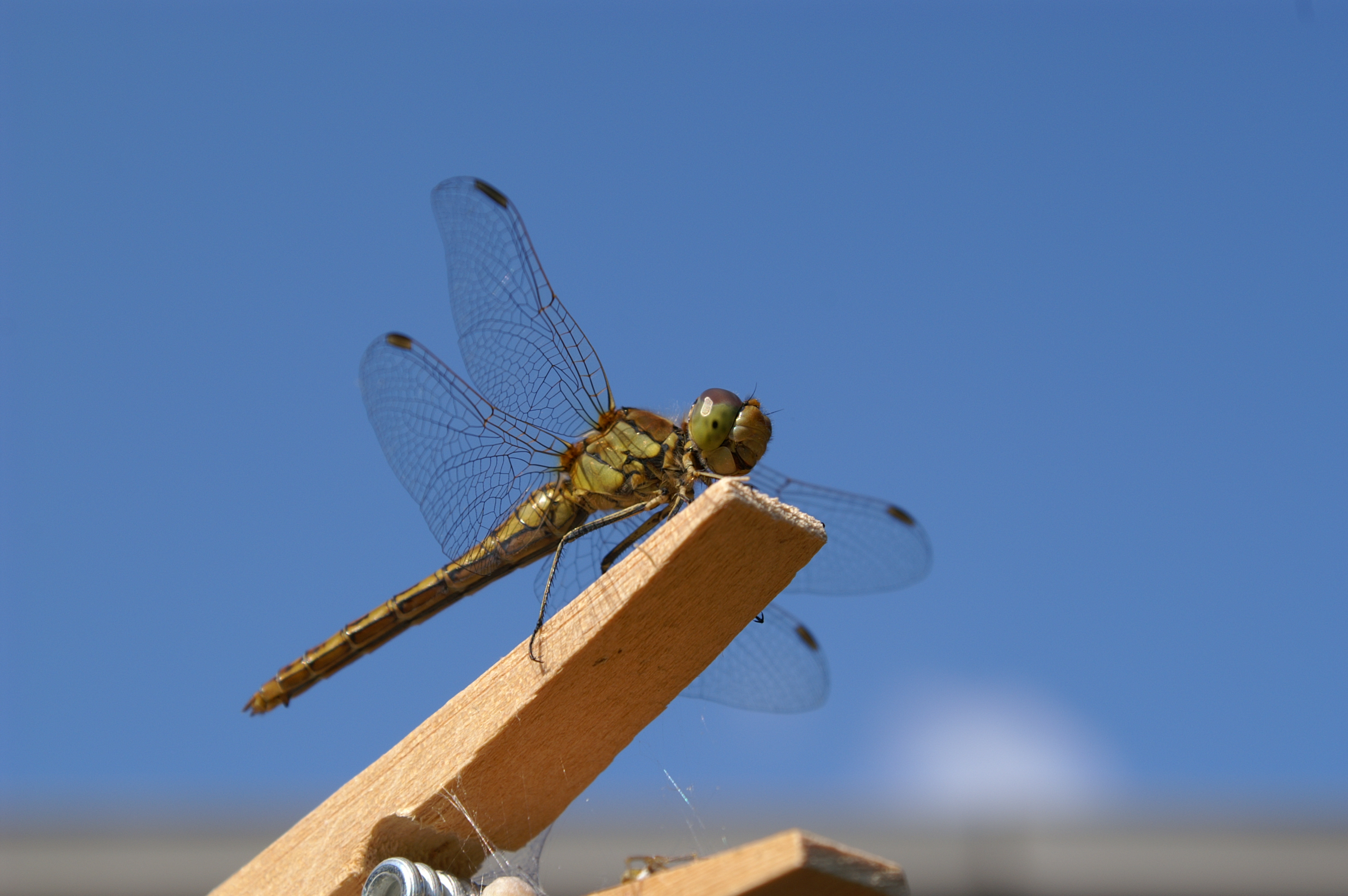
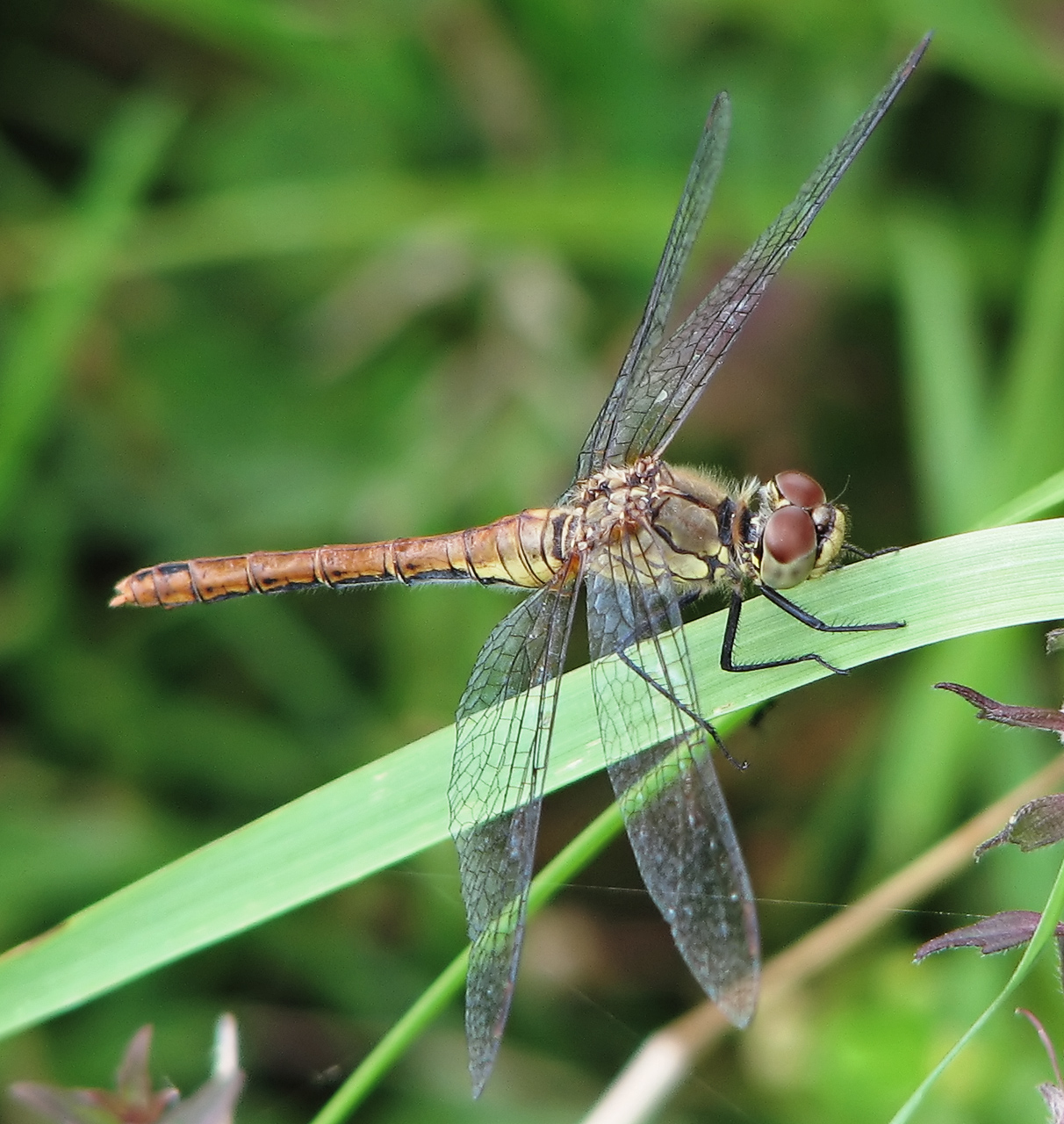
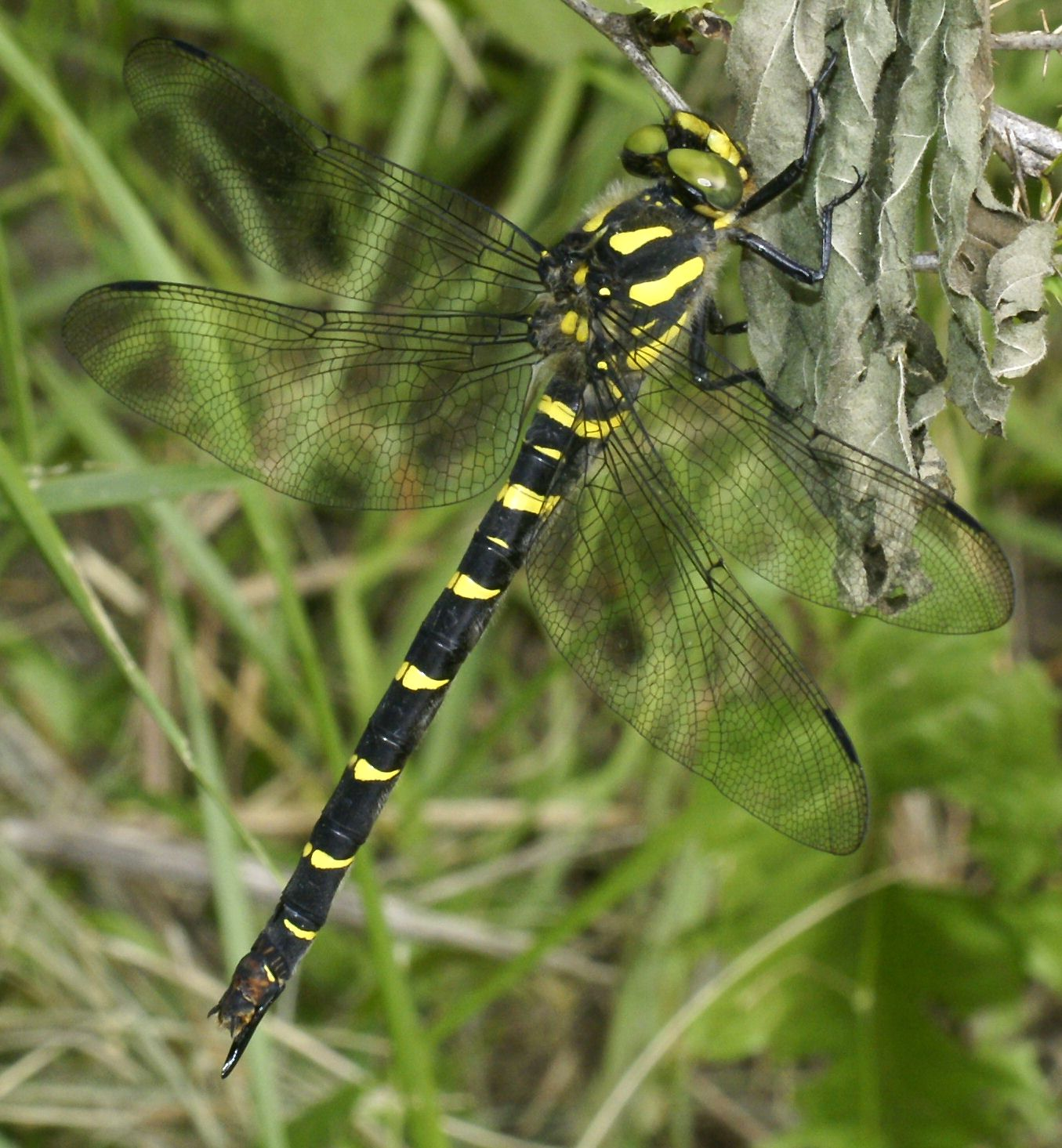
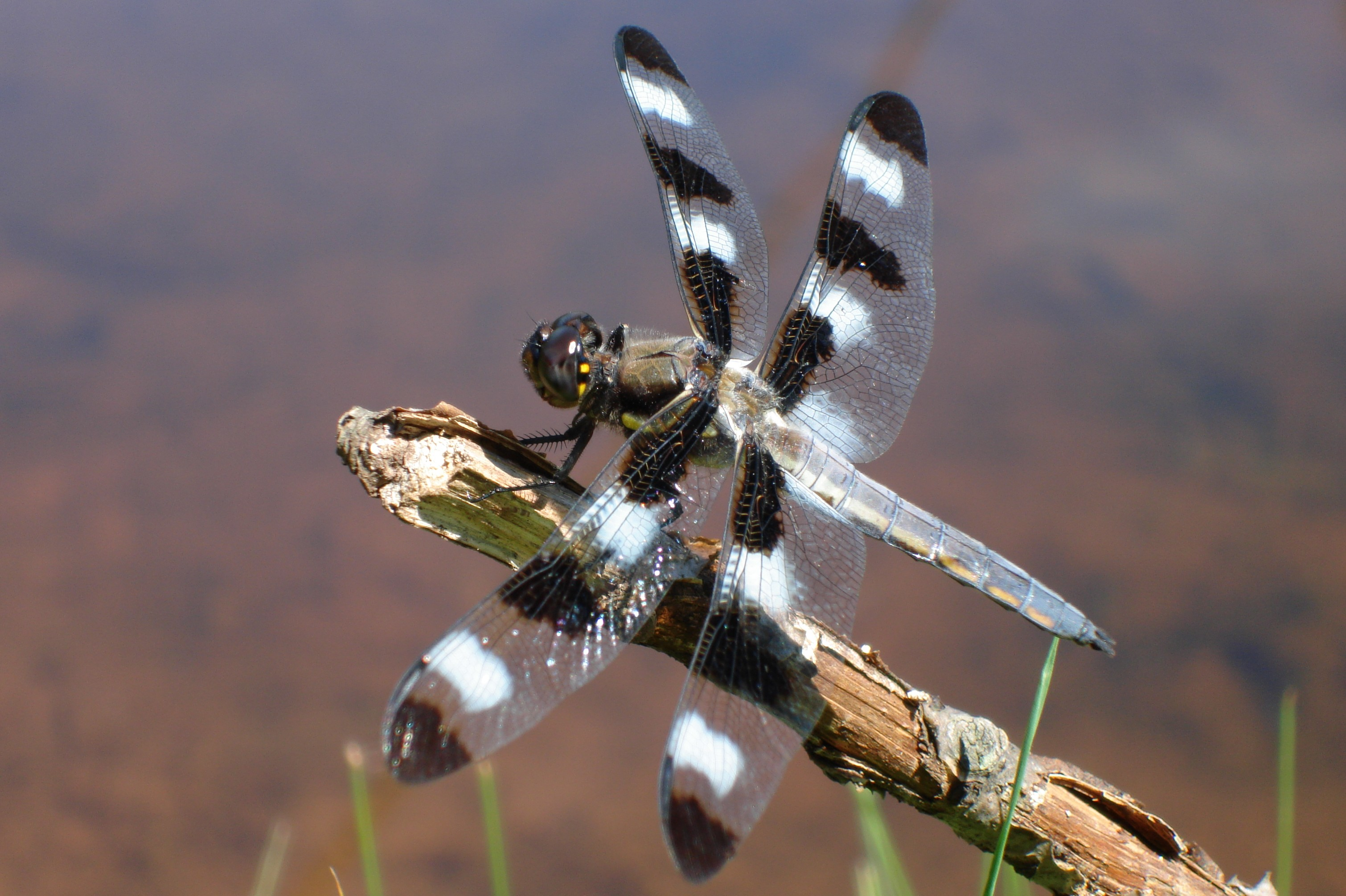
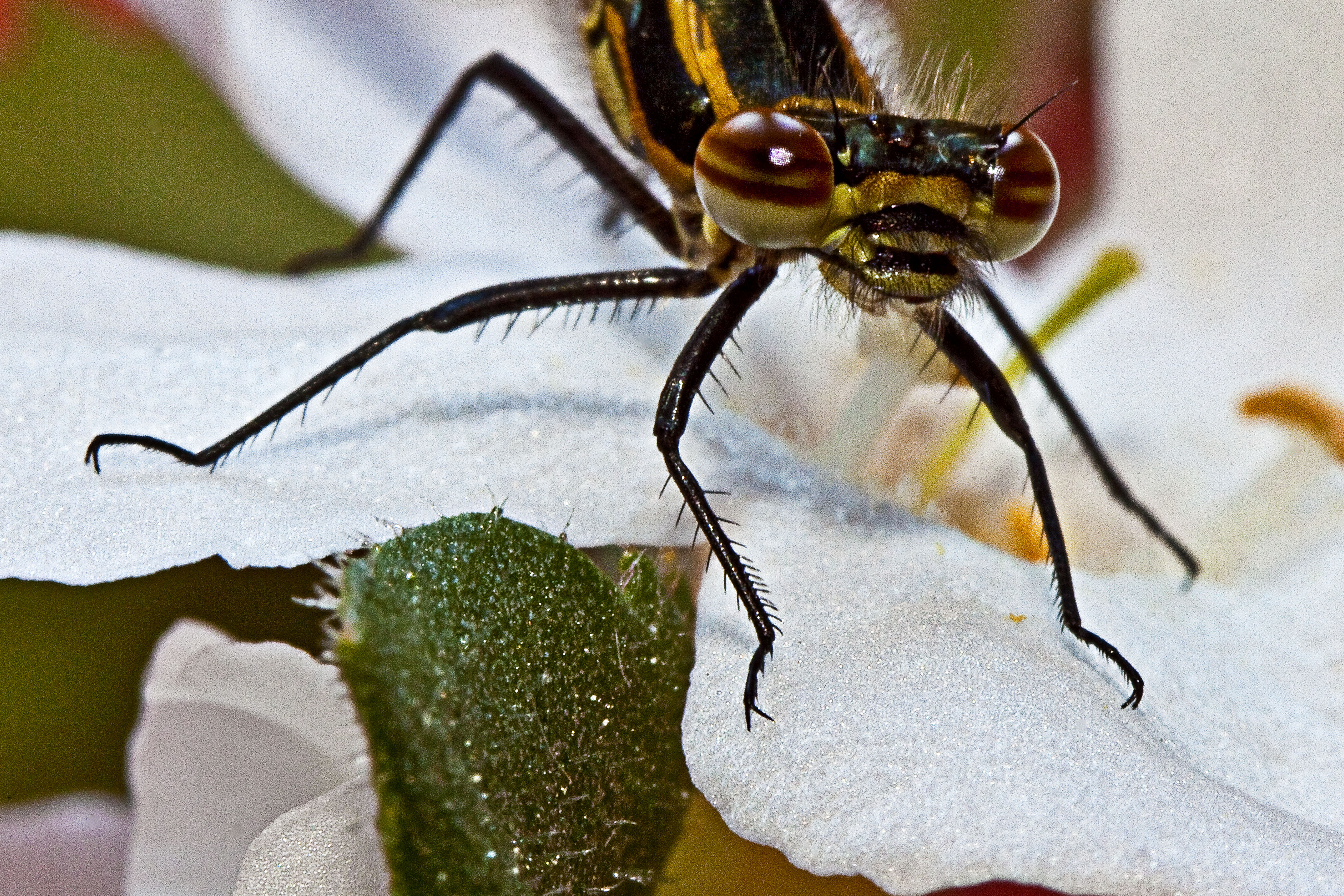
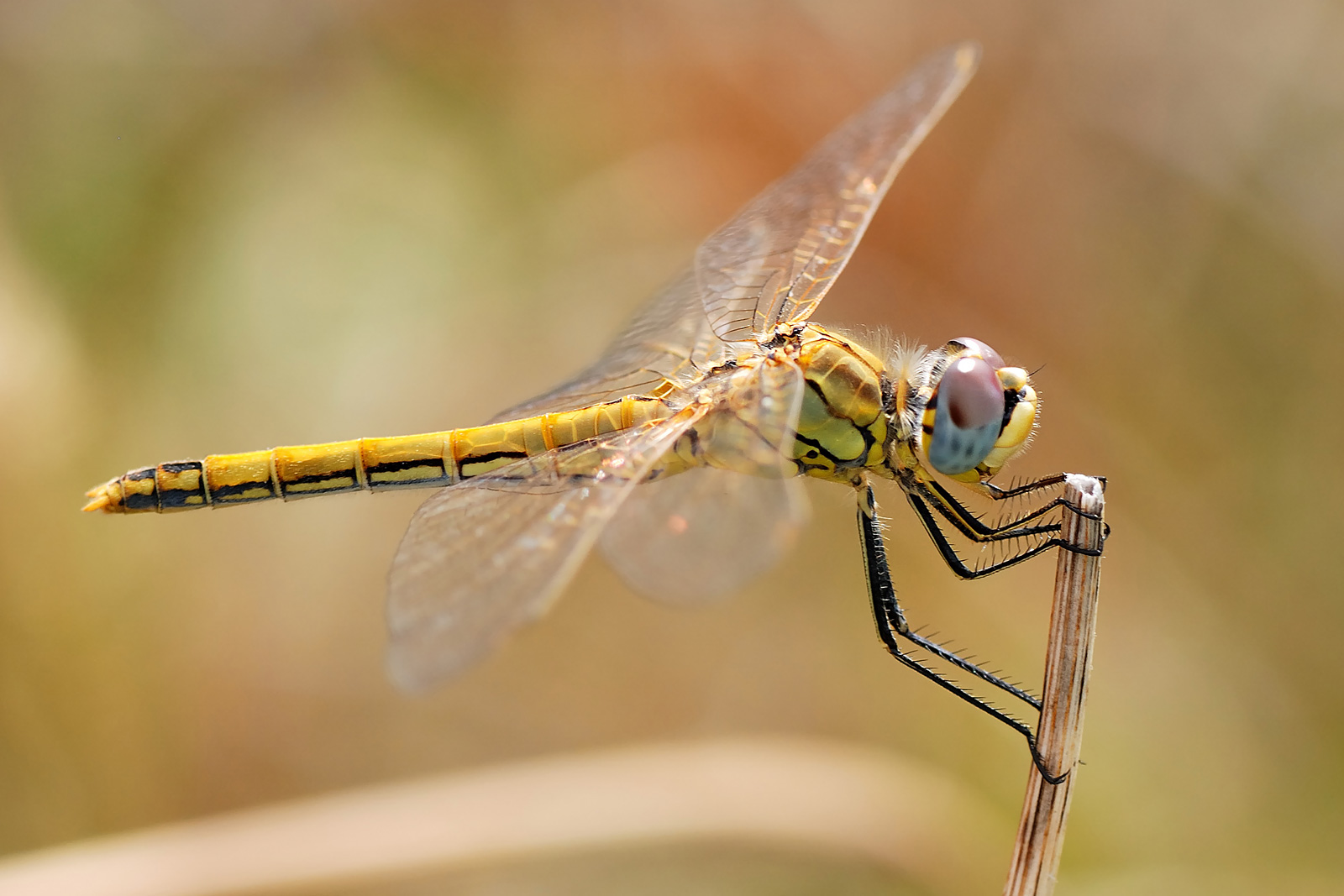
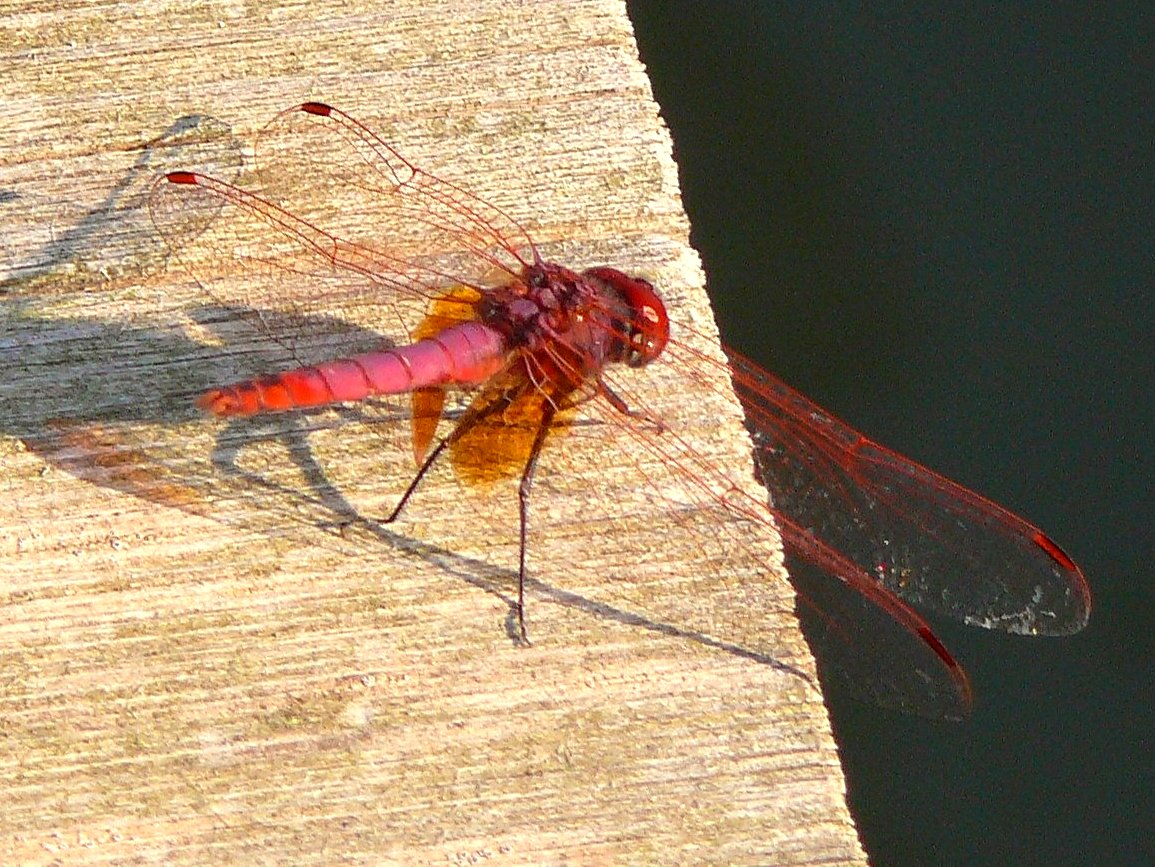
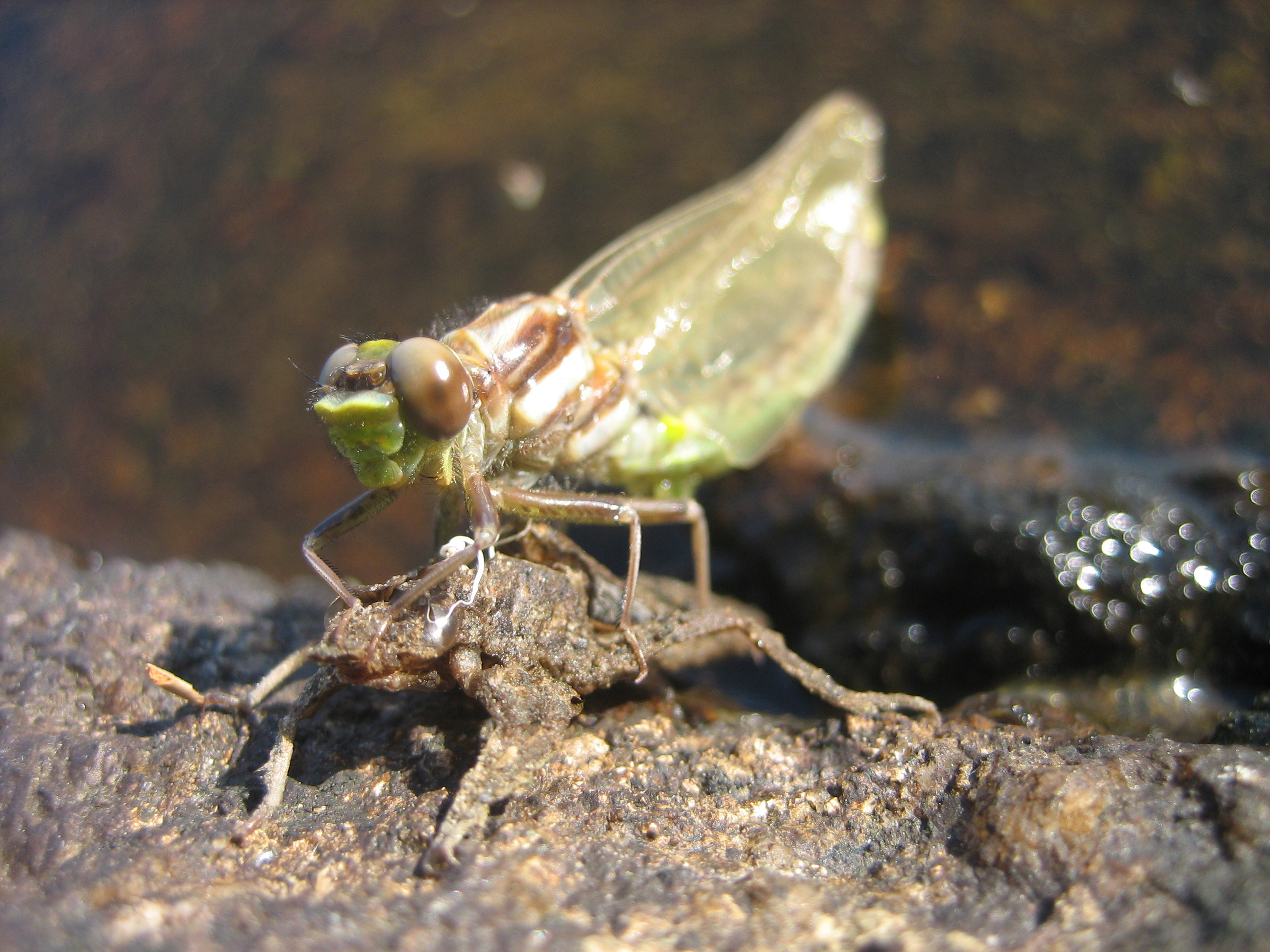
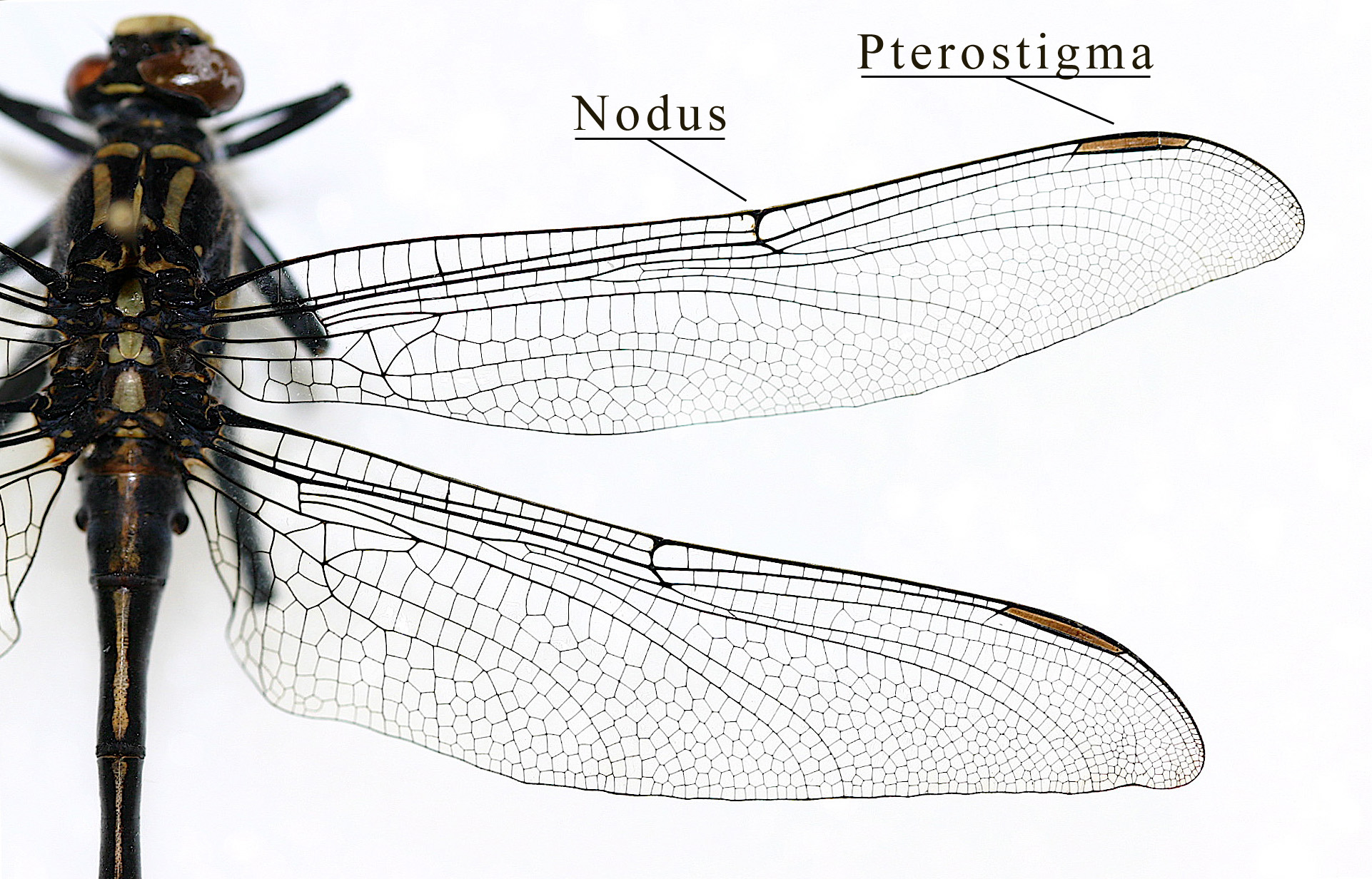
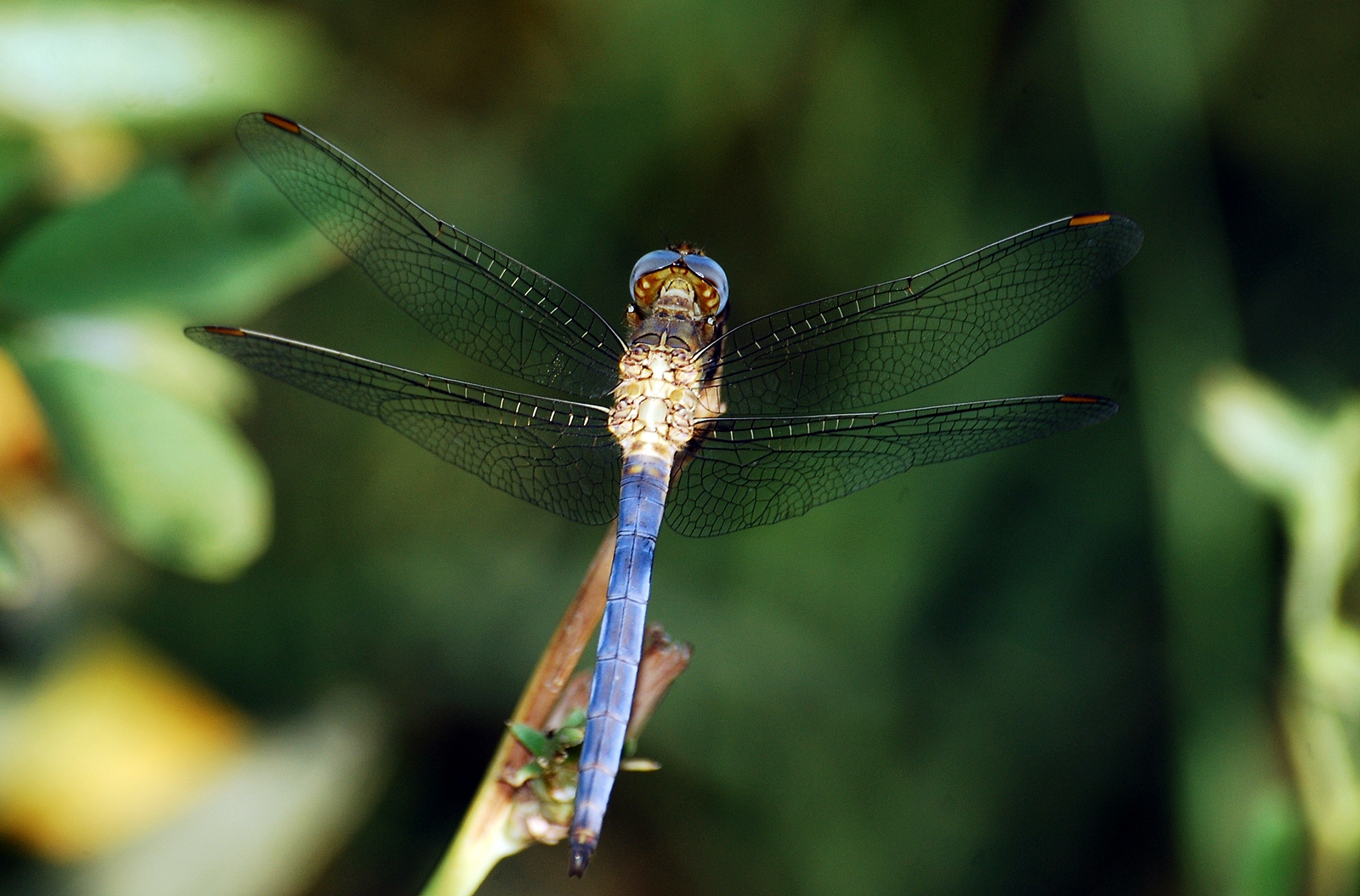
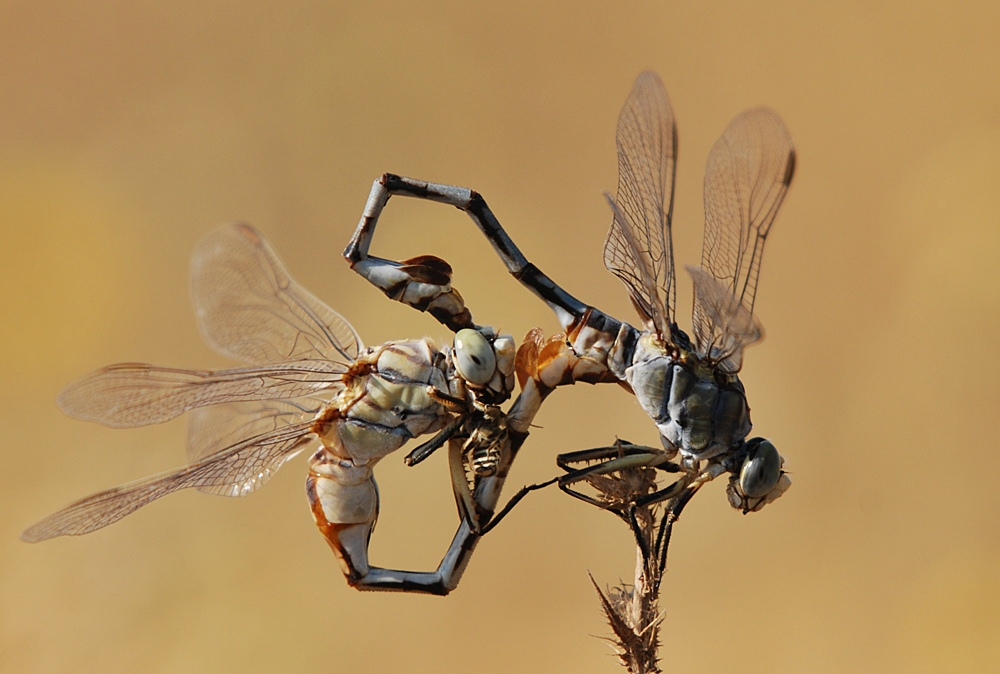
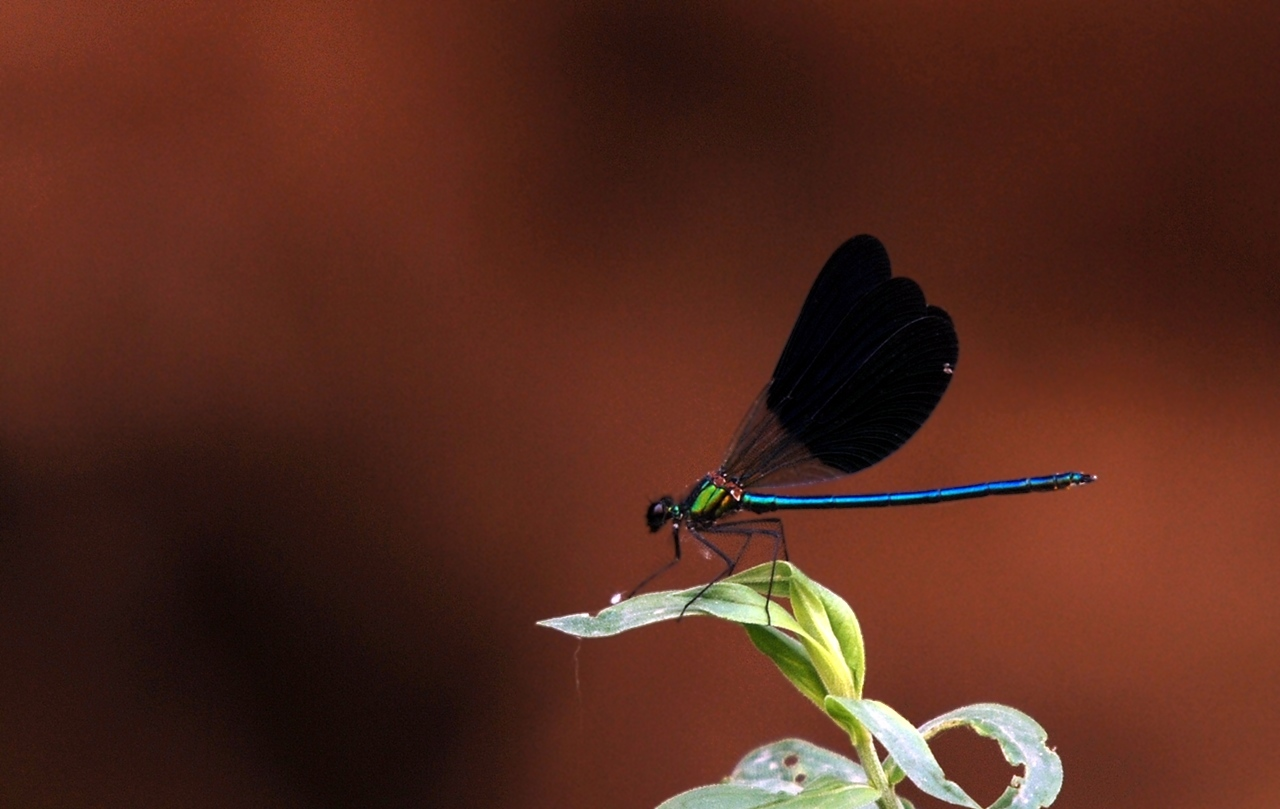
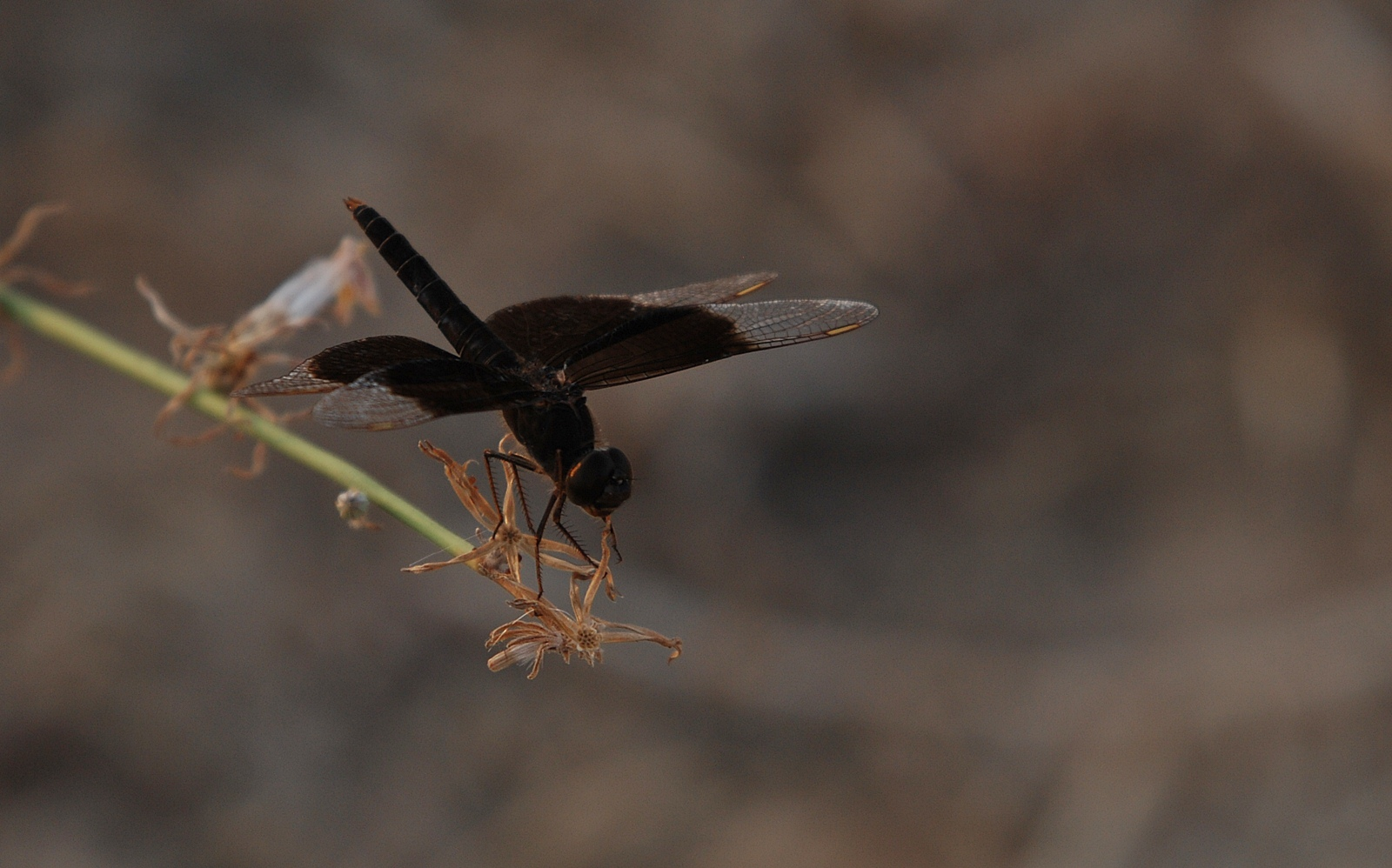
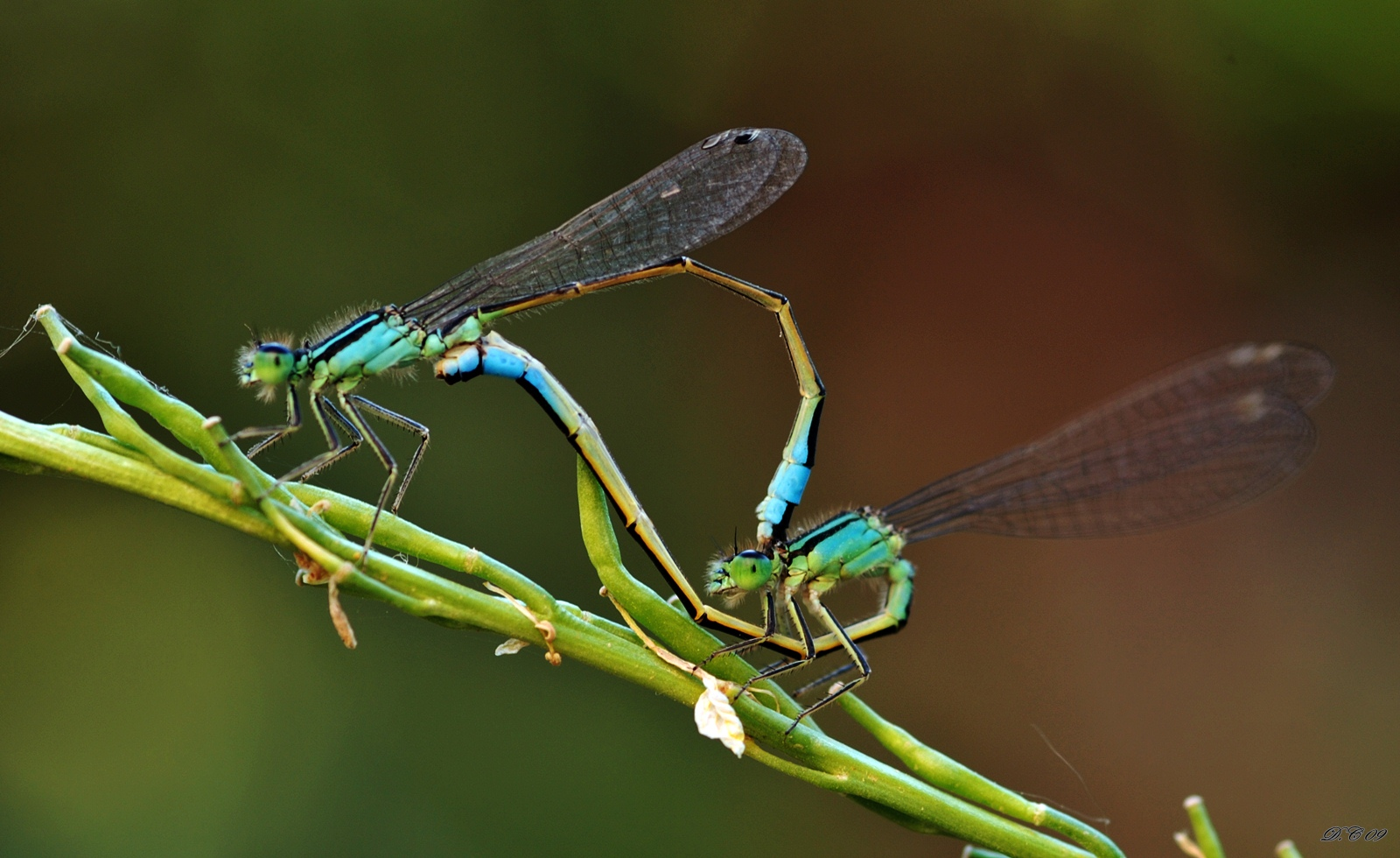
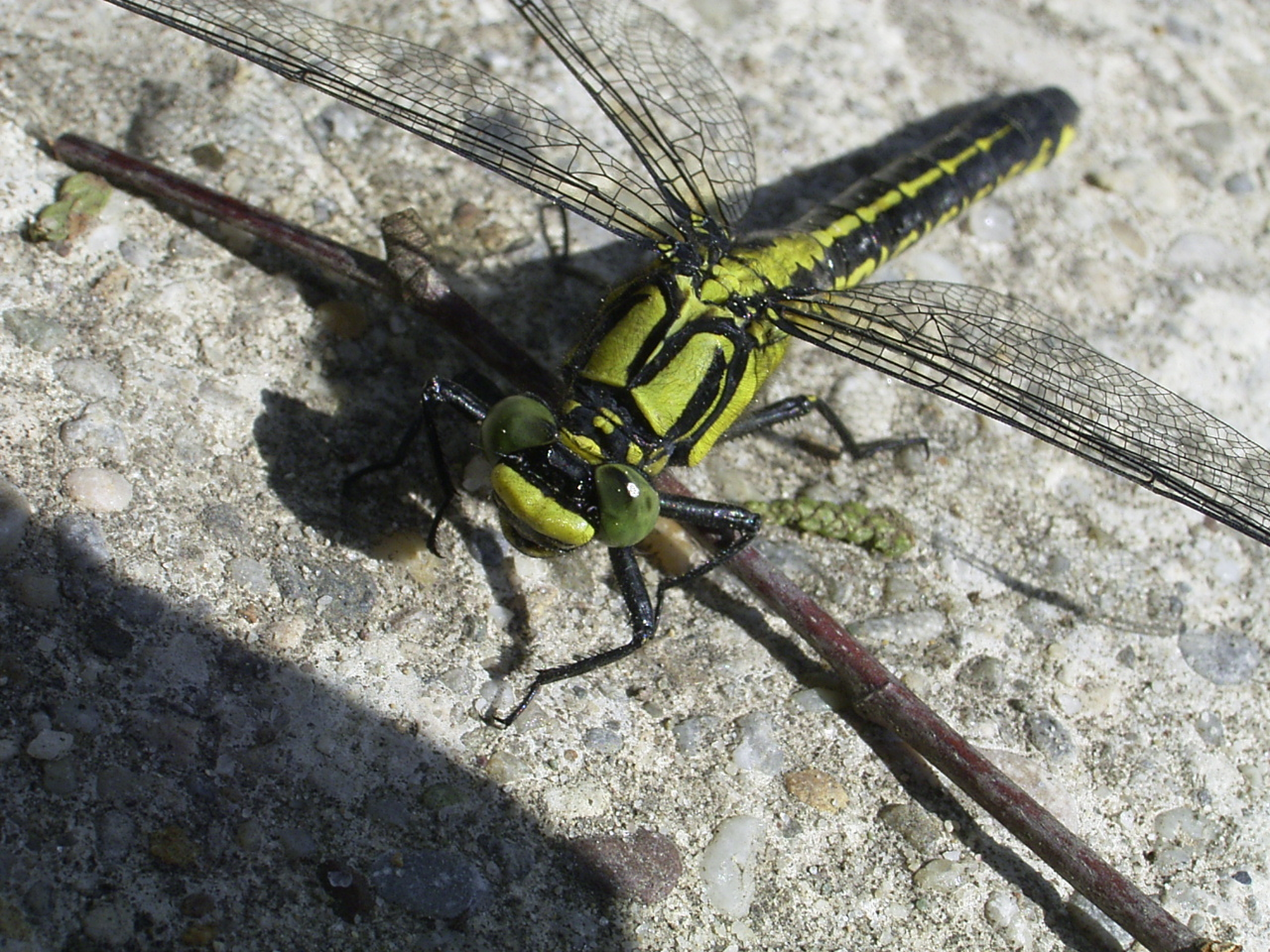
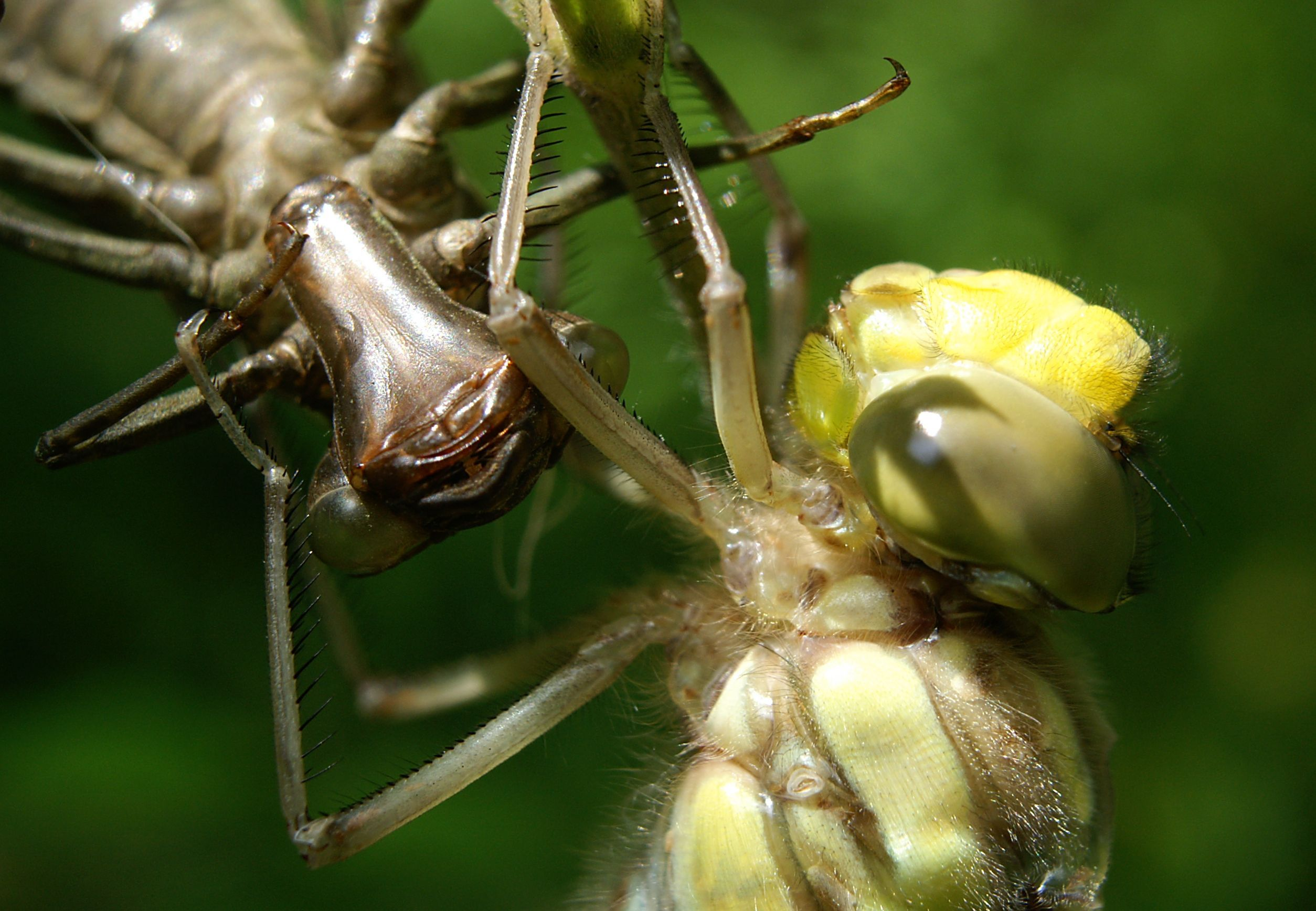
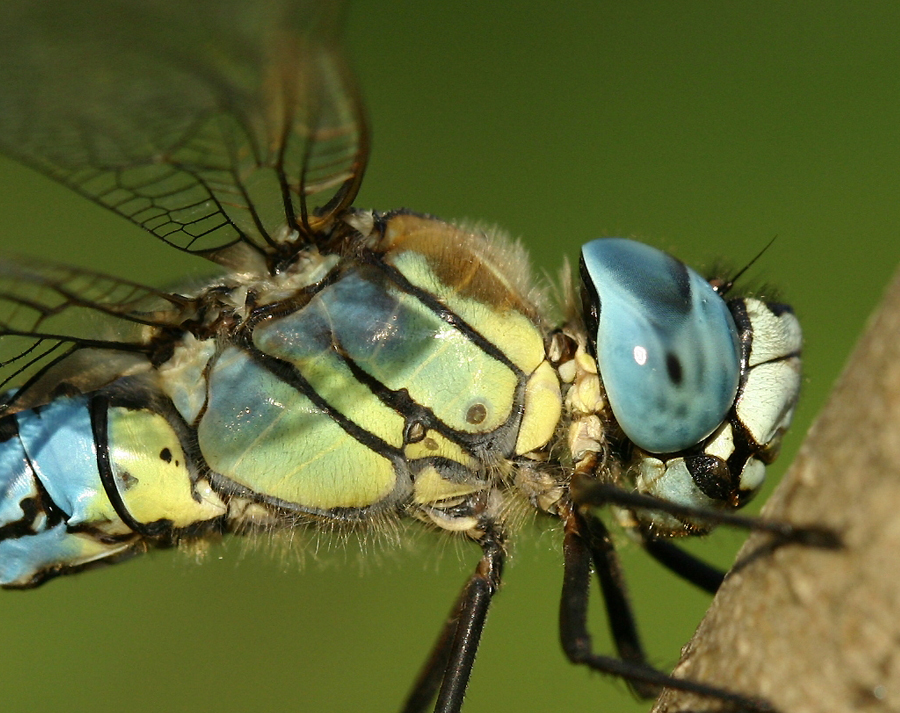
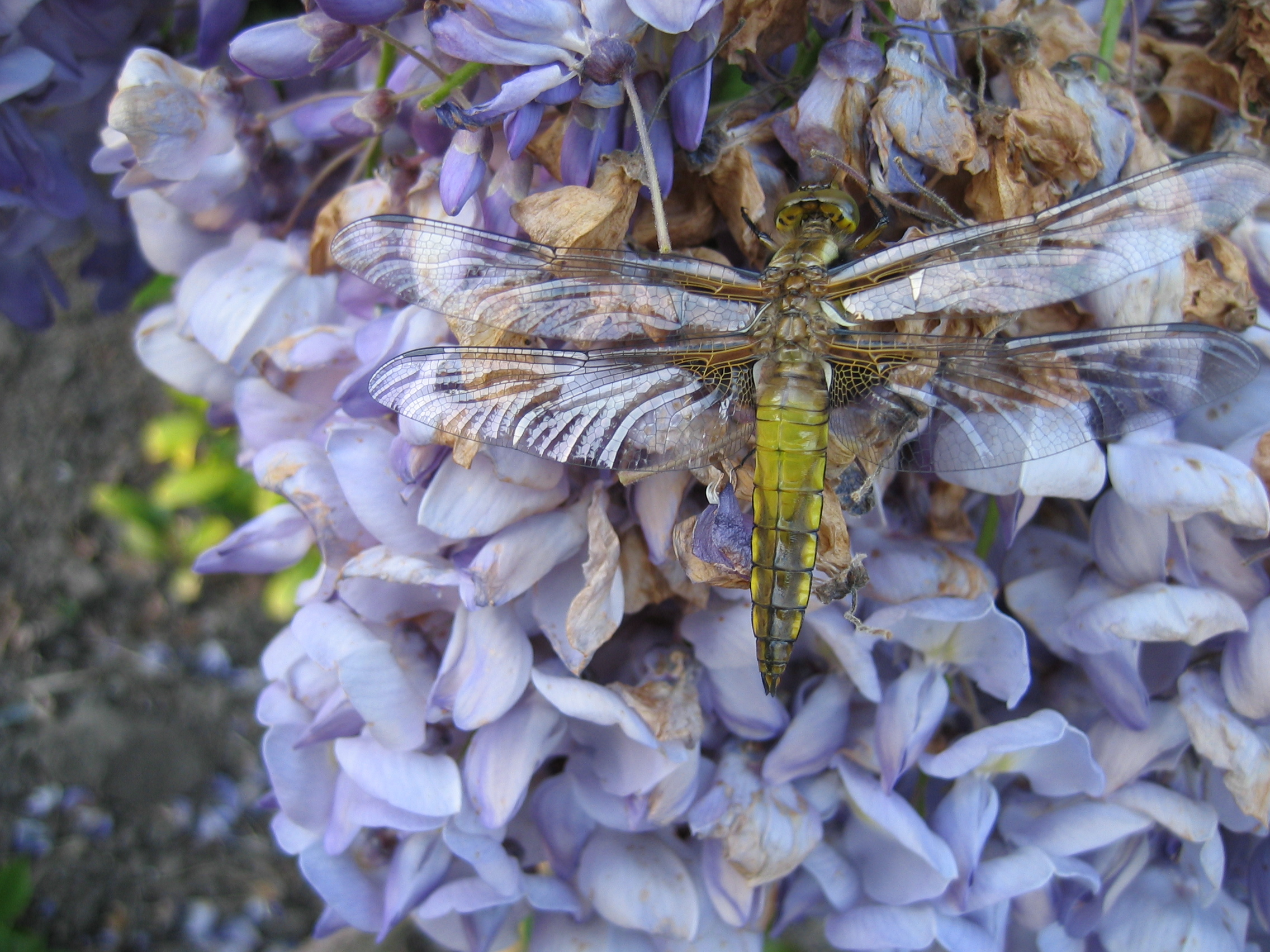
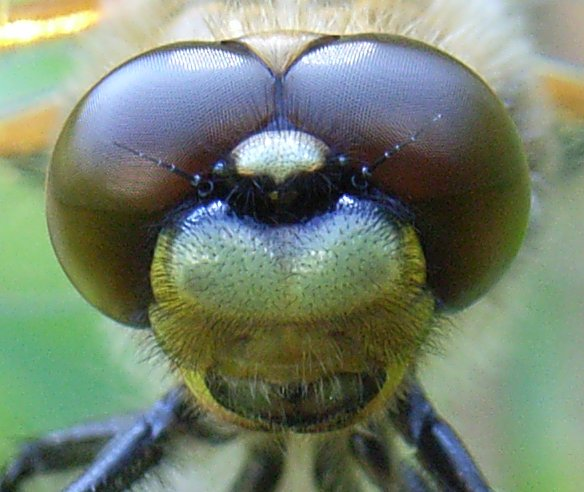
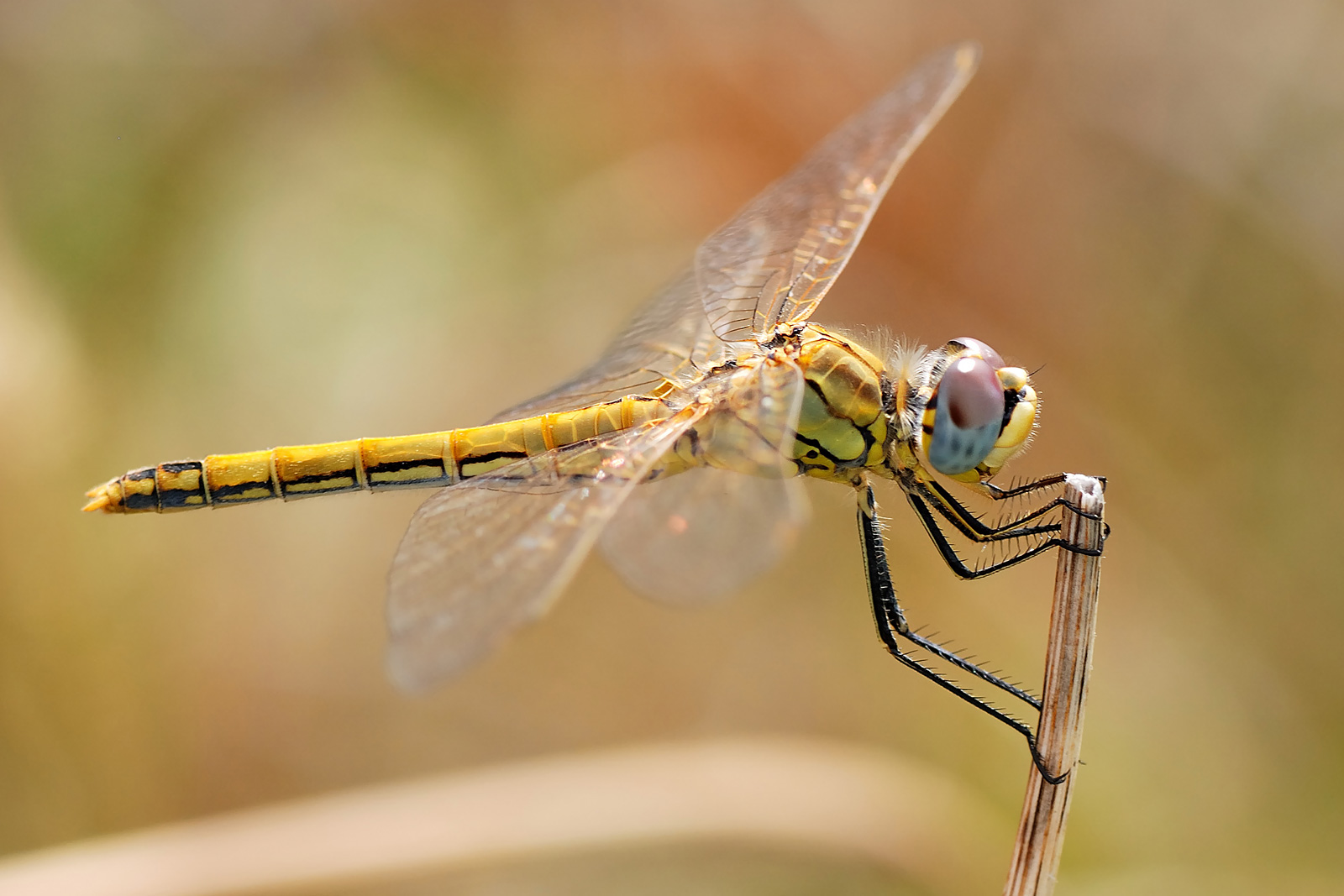
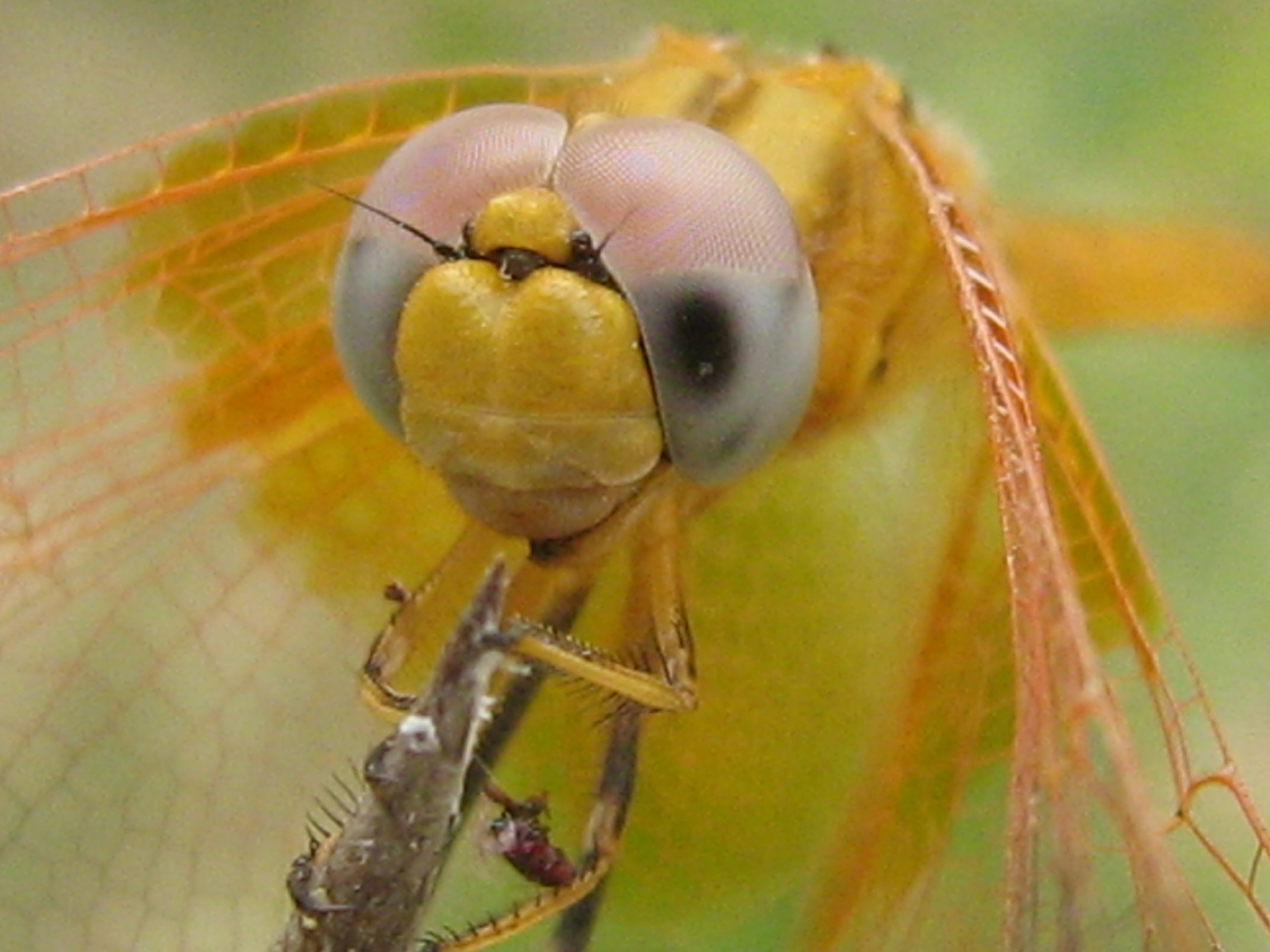
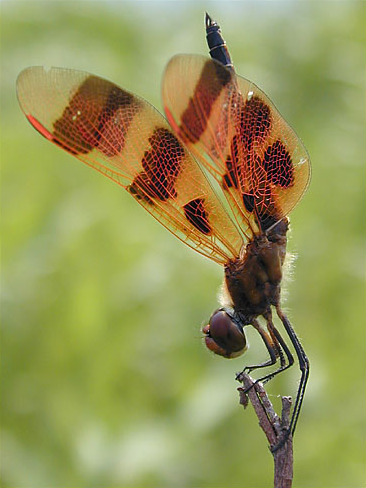
Libelulă în poziția obelisc
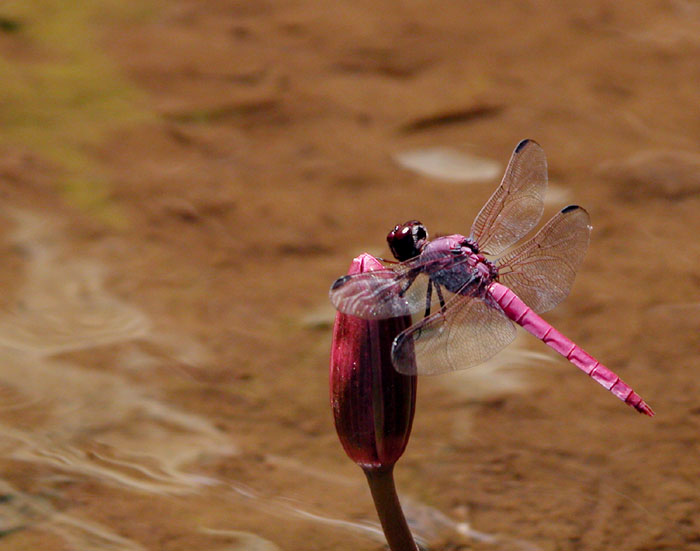
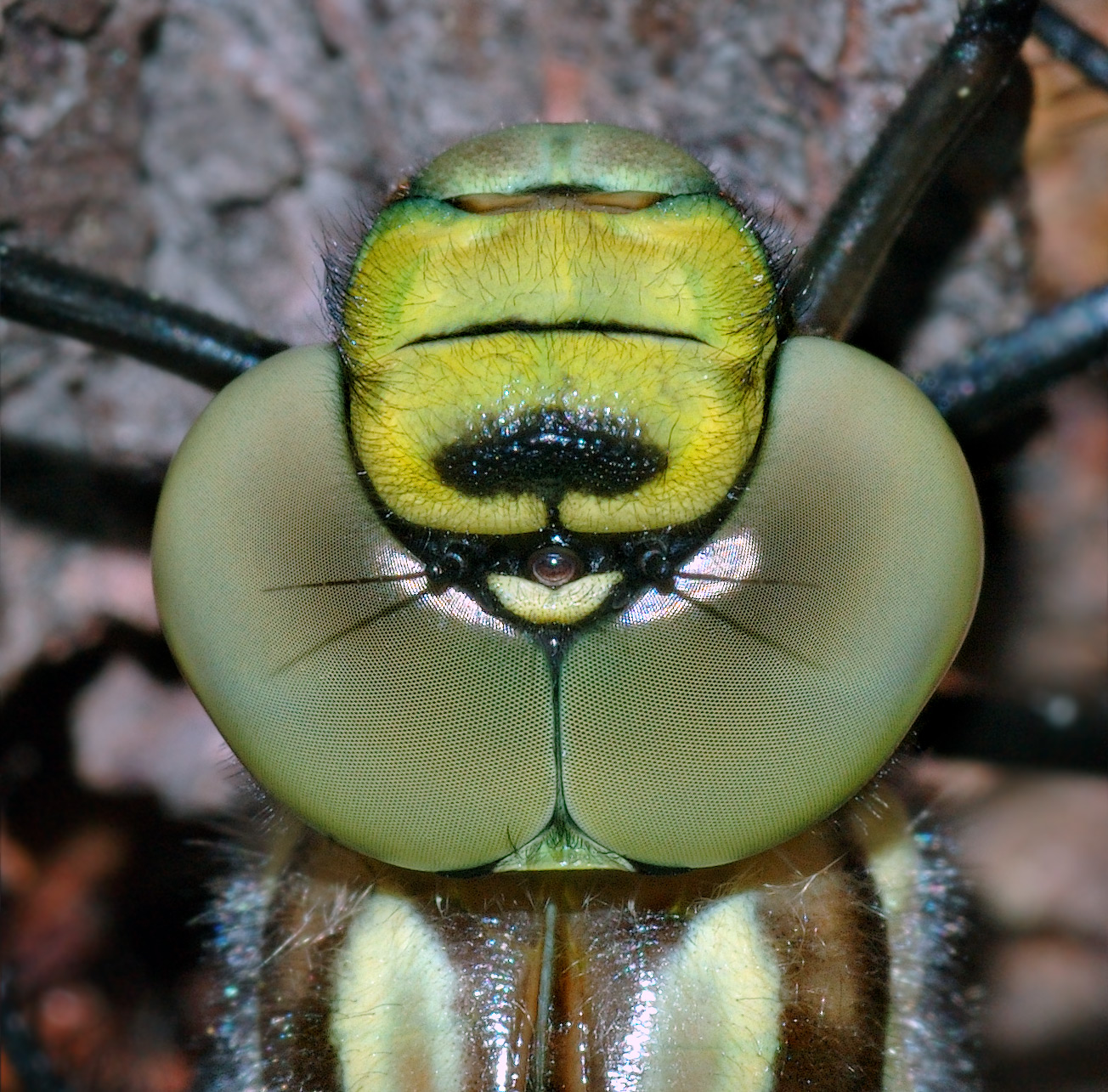
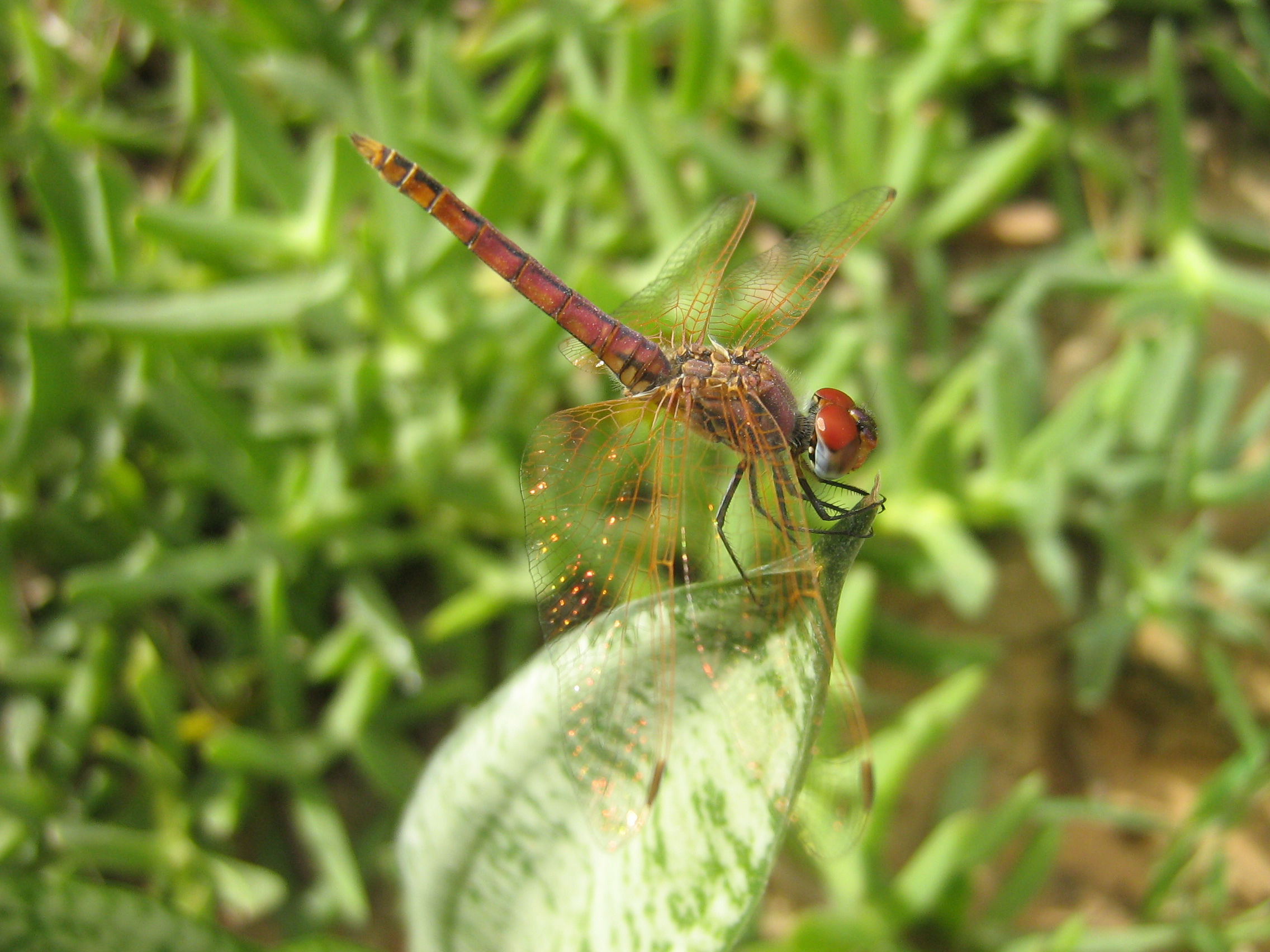
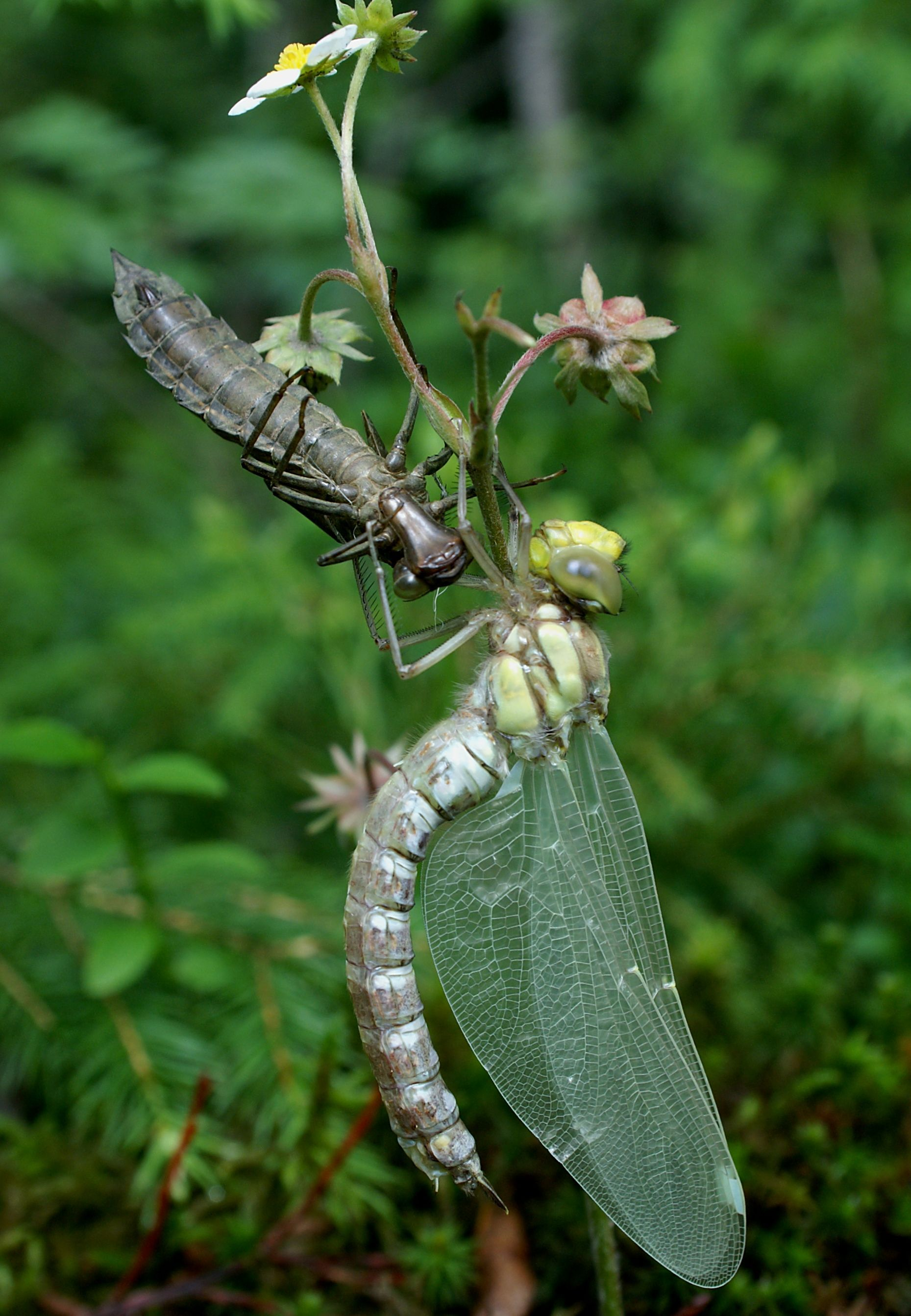
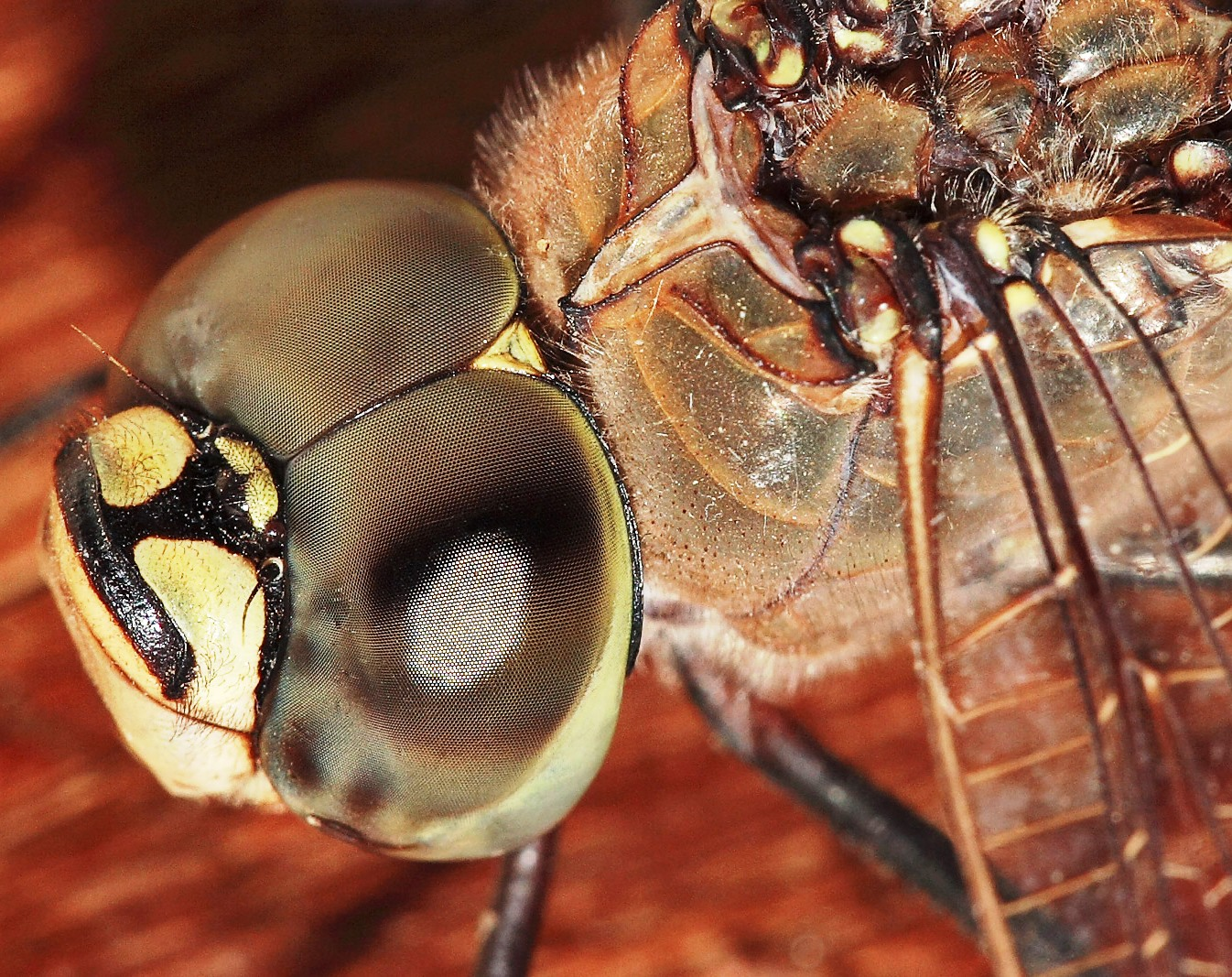
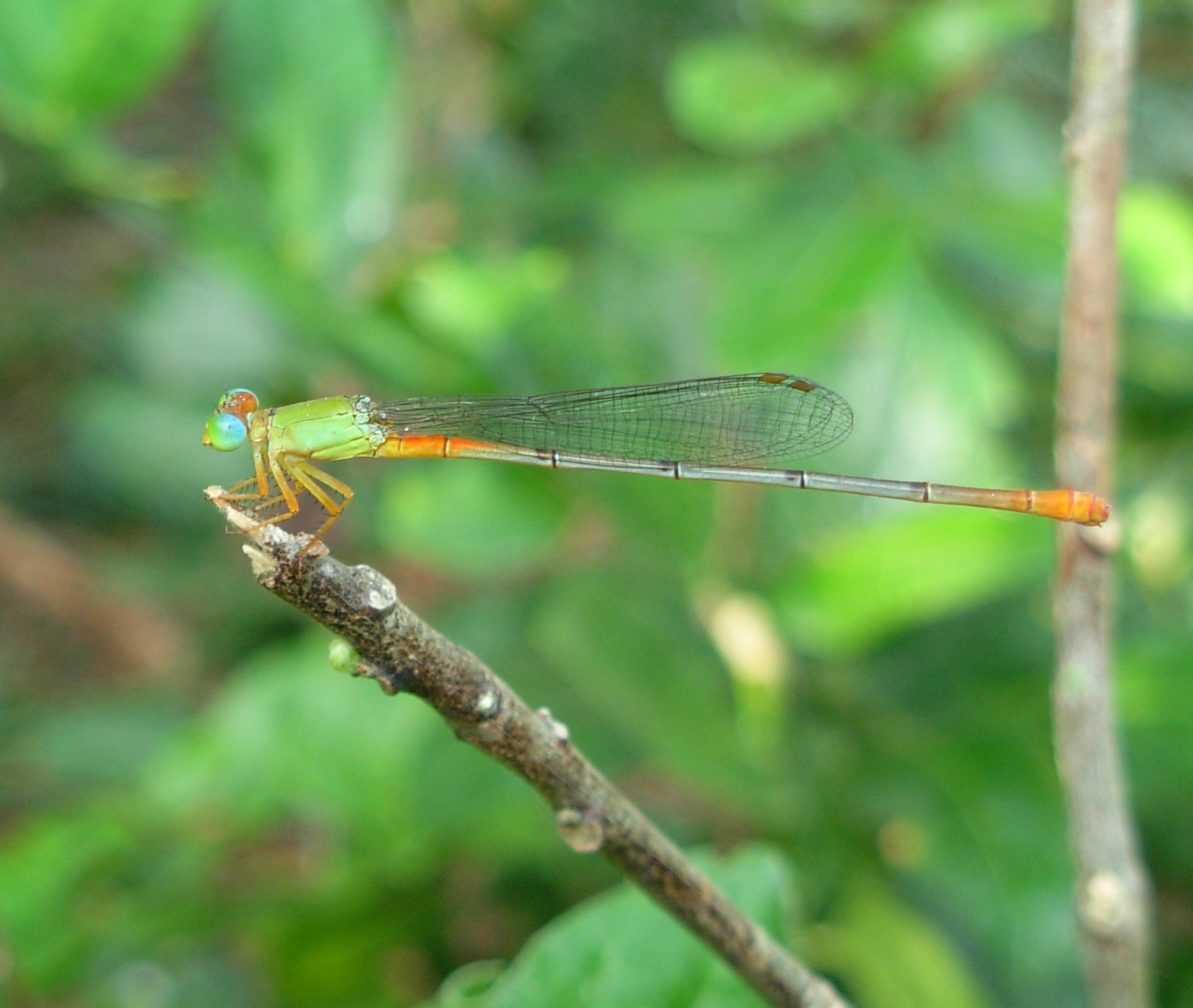
വാലൻ തുമ്പി
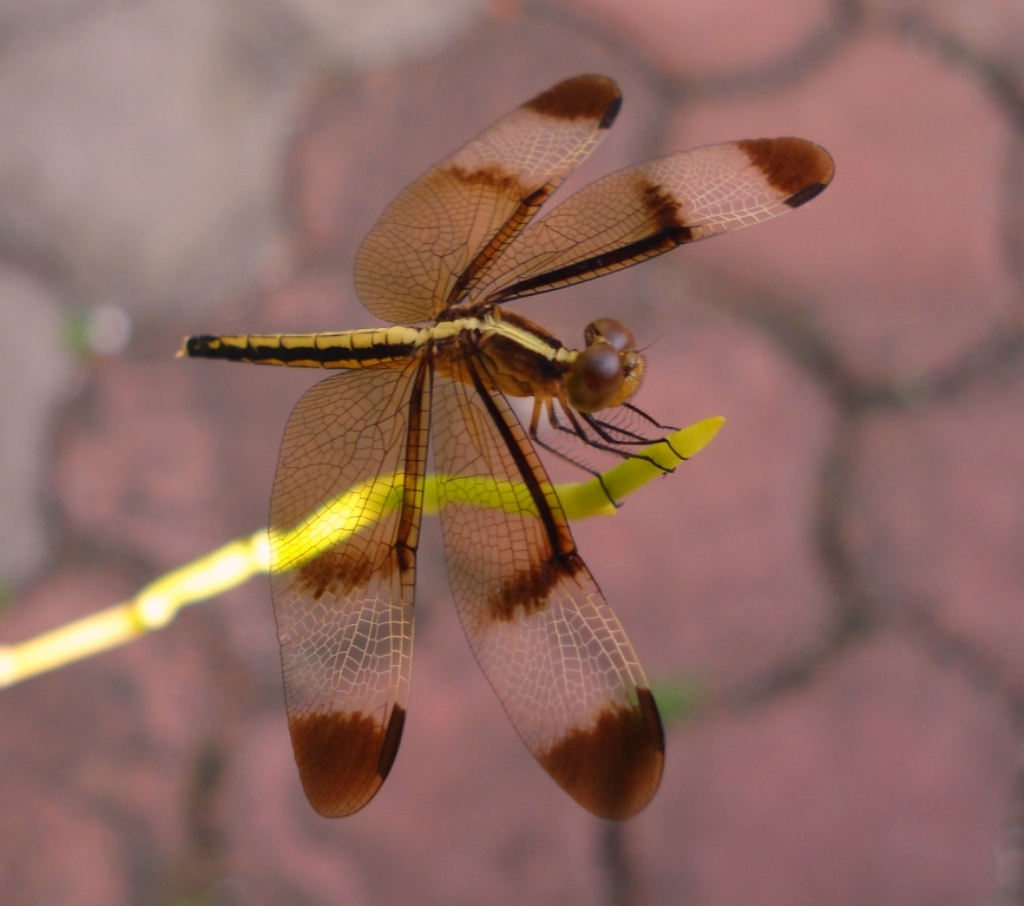
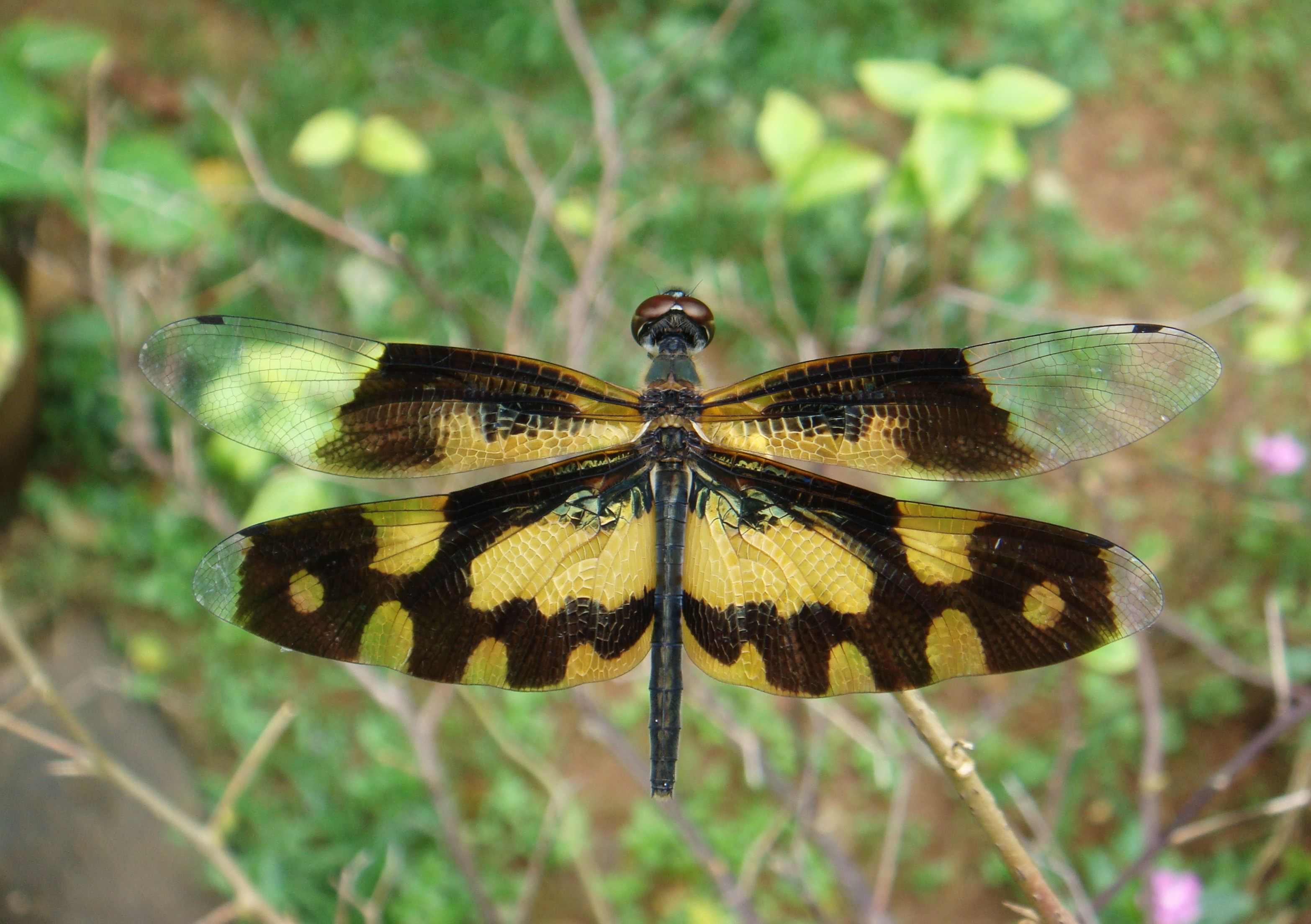
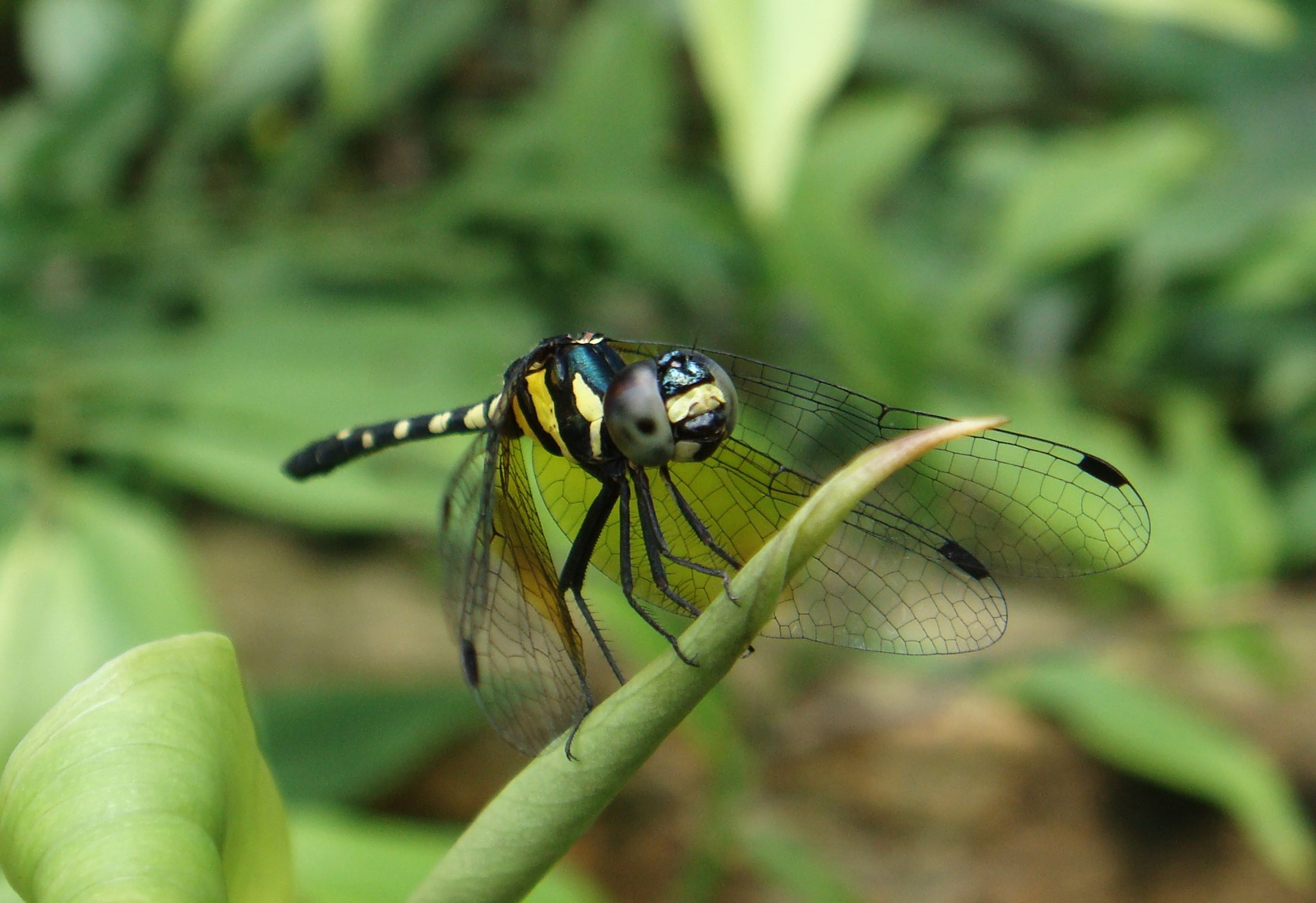
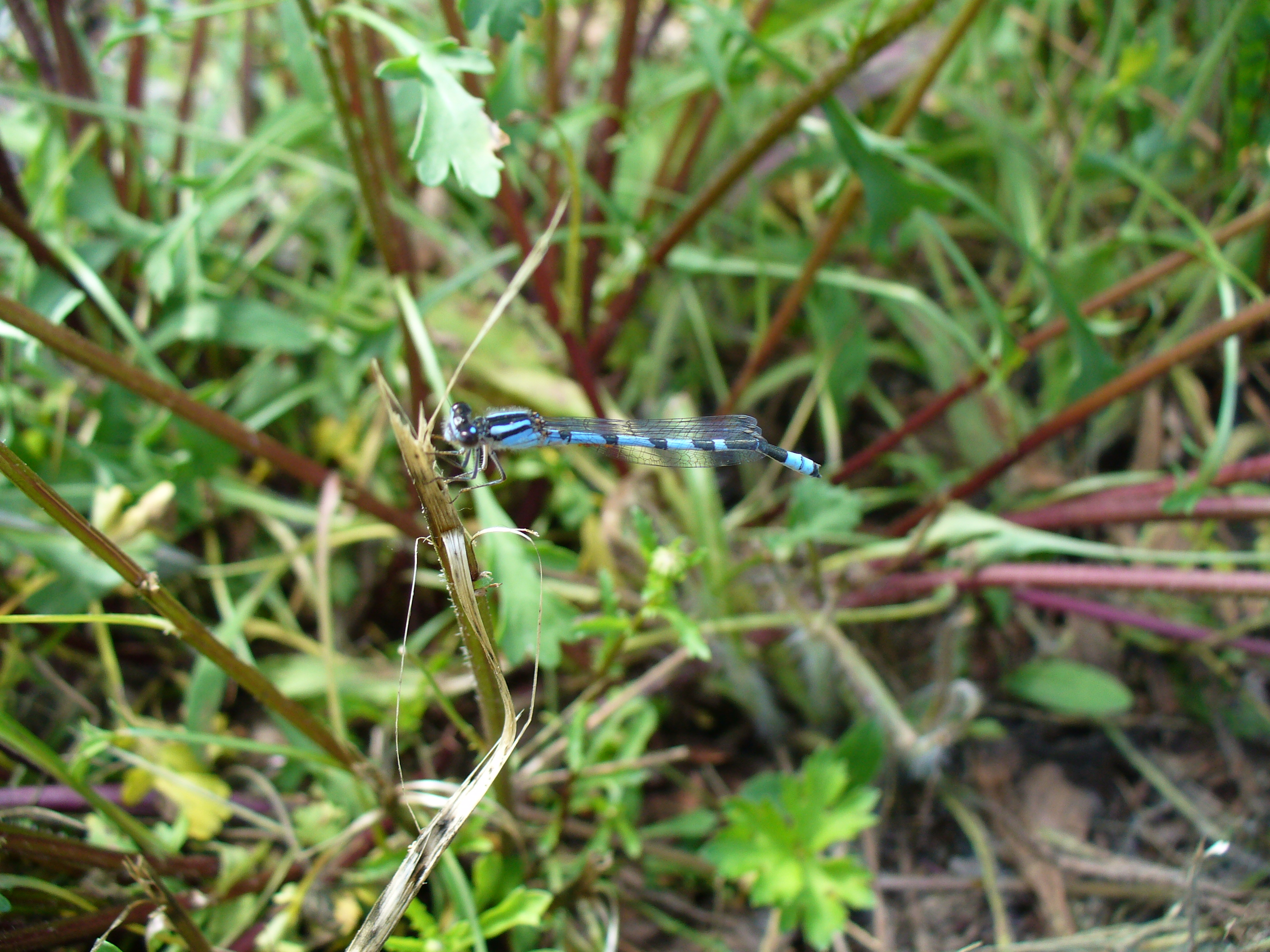
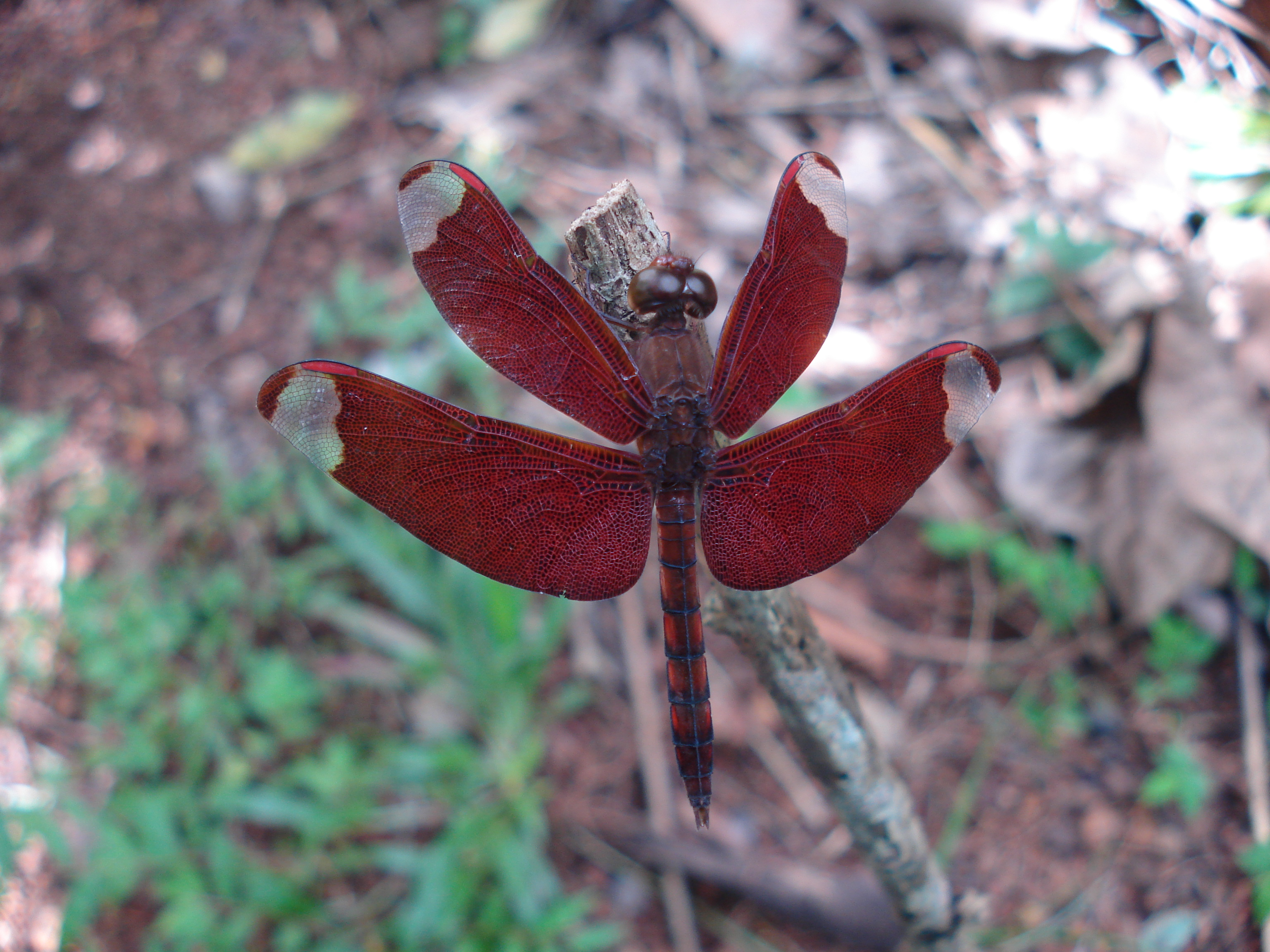
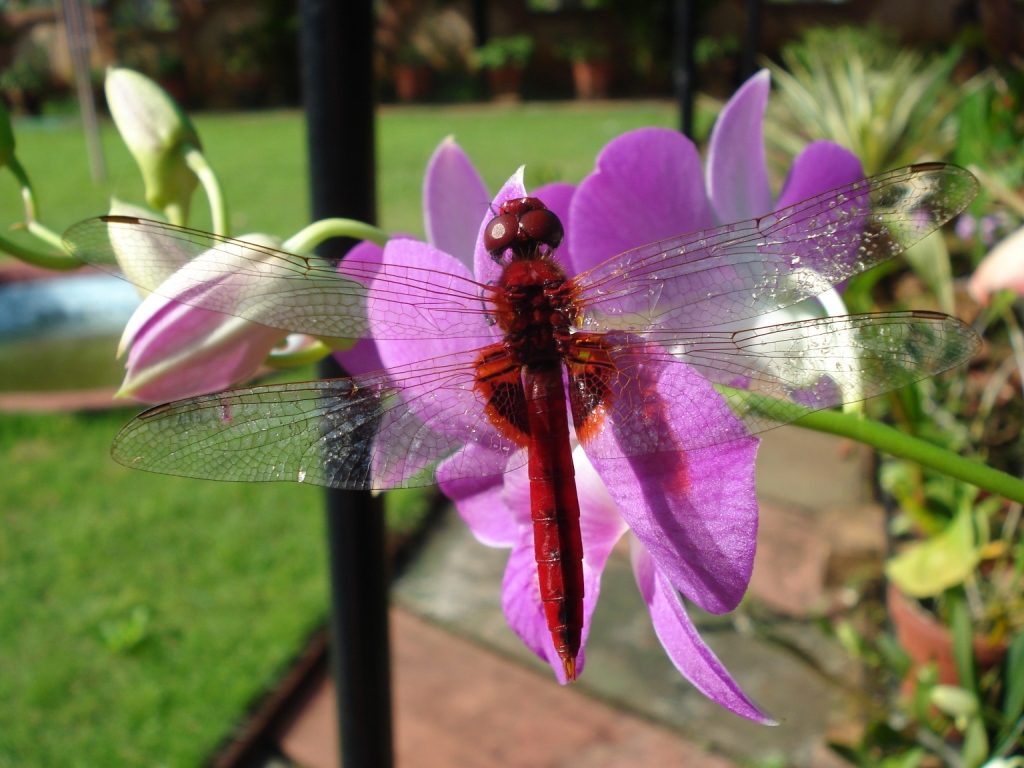
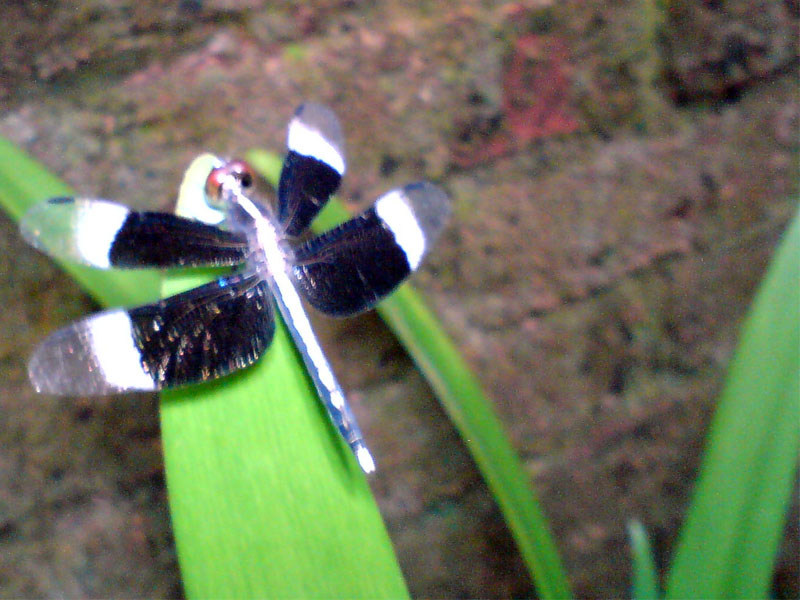
Pied paddy skimmer
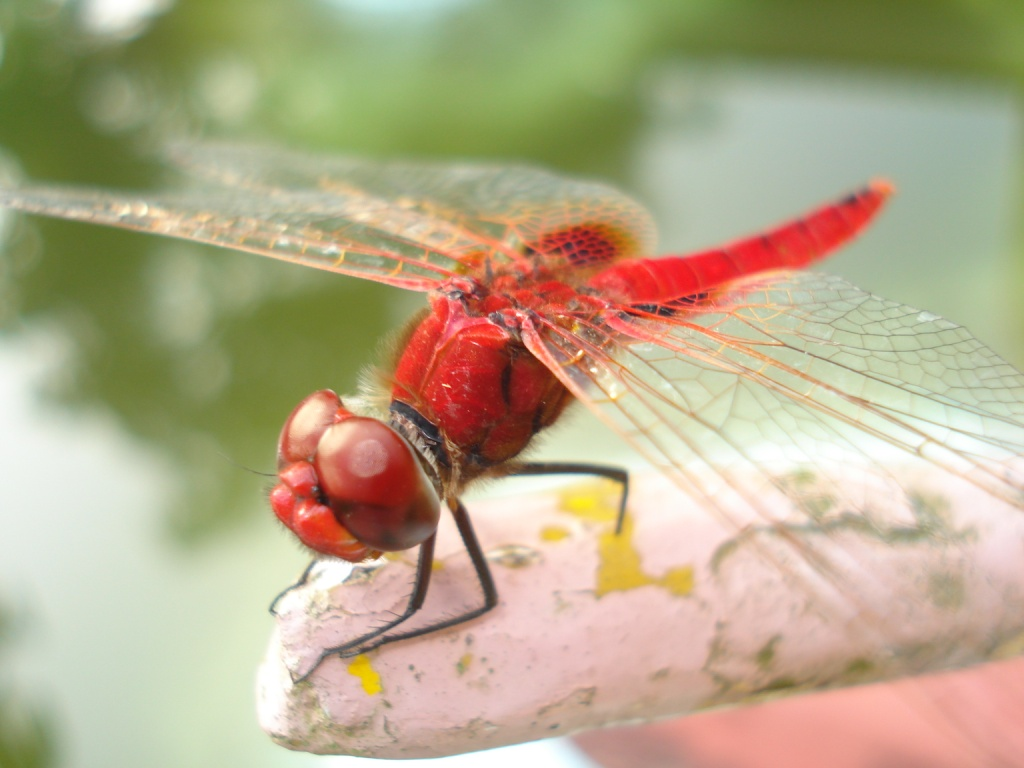
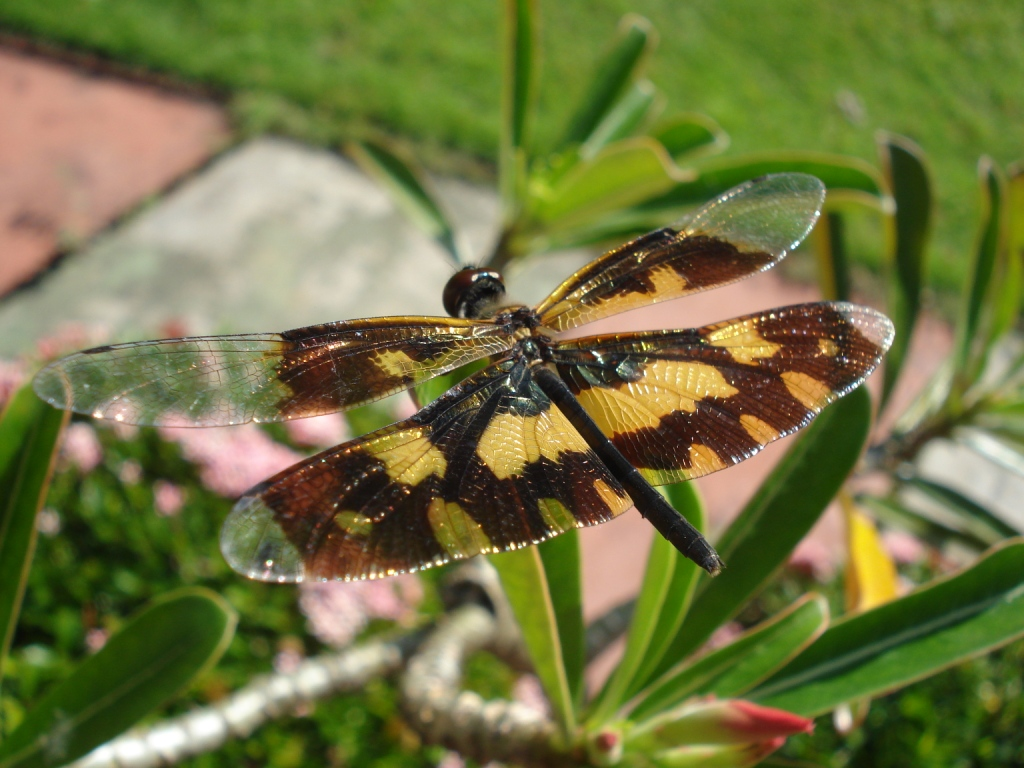
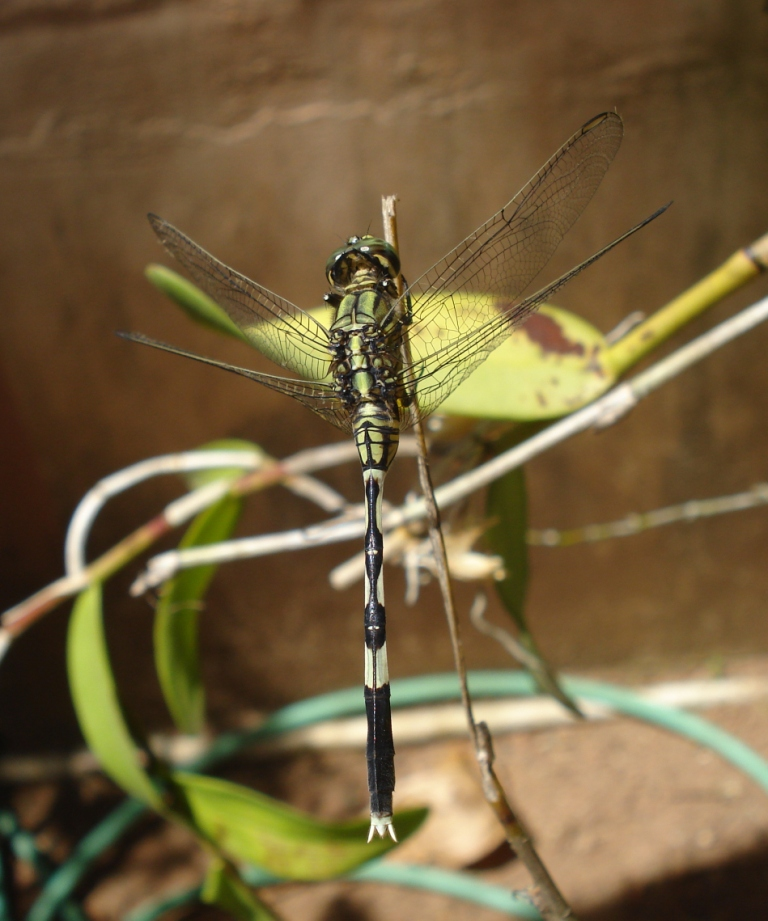
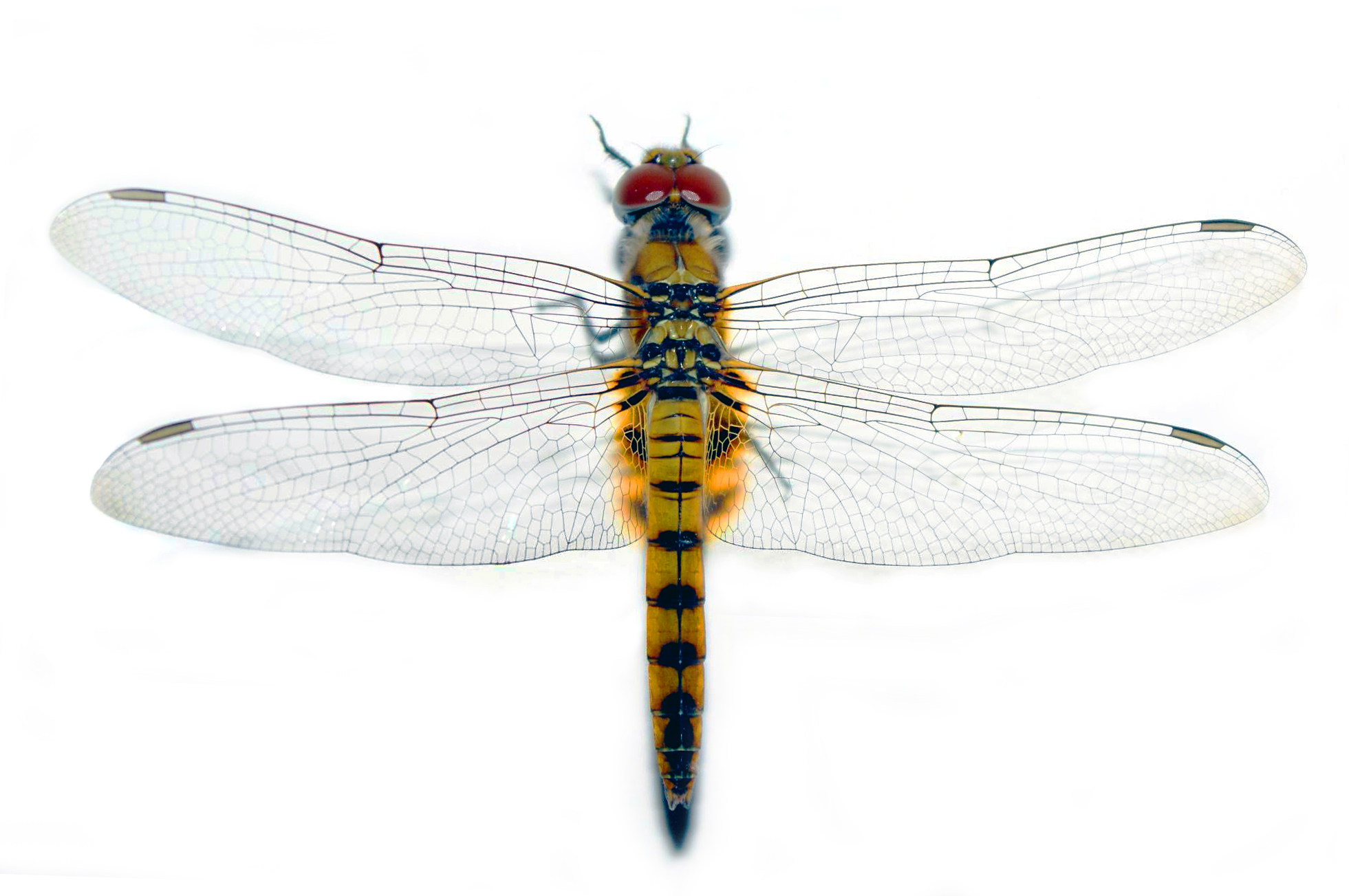
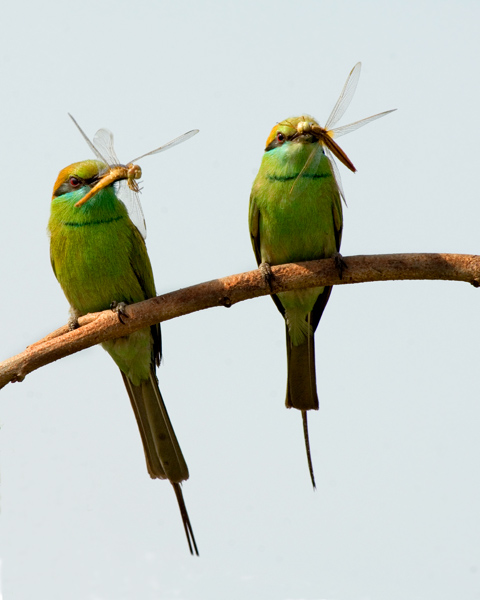
Păsări cu libelule în gură
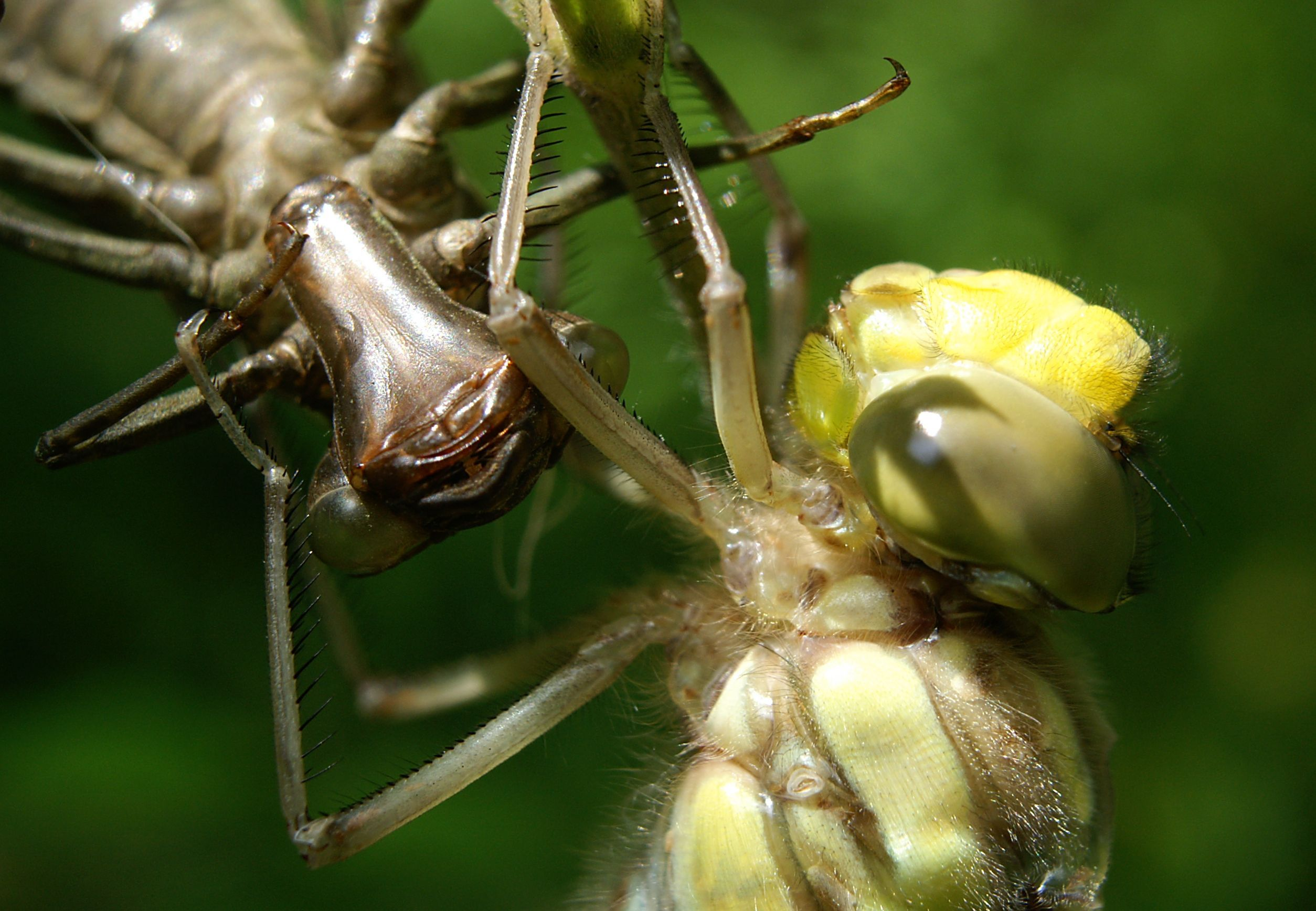
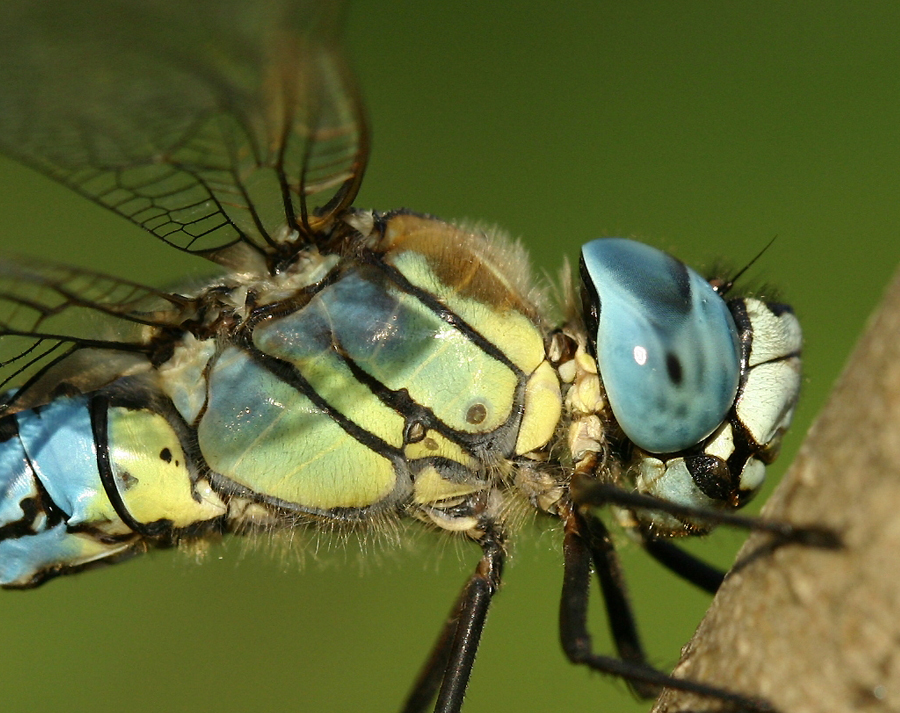